# Liste der Kulturdenkmale in Halle (Saale)/Stadtbezirk Nord
In der Liste der Kulturdenkmale in Halle (Saale)/Stadtbezirk Nord sind alle Kulturdenkmale der kreisfreien Stadt Halle (Saale) der Ortsteile im Stadtbezirk Nord ohne Paulusviertel aufgelistet. Grundlage ist das Denkmalverzeichnis des Landes Sachsen-Anhalt, das auf Basis des Denkmalschutzgesetzes des Landes Sachsen-Anhalt vom 21. Oktober 1991 durch das Landesamt für Denkmalpflege und Archäologie Sachsen-Anhalt erstellt und seither laufend ergänzt wurde (Stand: 31. Dezember 2024).
Der Stadtbezirk Nord besteht aus folgenden Stadtteilen: Paulusviertel, Am Wasserturm/Thaerviertel, Landrain, Frohe Zukunft, Trotha, Industriegebiet Nord, Gottfried-Keller-Siedlung, Giebichenstein, Seeben, Tornau und Mötzlich.
Für das Paulusviertel liegt eine separate Denkmalliste vor.

## Denkmalbereiche nach Ortsteilen

### Giebichenstein
| Lage | Bezeichnung    | Beschreibung | Erfassungs- nummer | Ausweisungsart                   | Bild           |
| --- | -------------- | --- | ------------------ | -------------------------------- | -------------- |
| Advokatenweg 1a, 2, 2a, 2b, 2c, 2d, 3, 3a, 3b, 3c, 3d, 4, 5, 6, 7, 8, 9, 36, 37, 38, 39, 40, 41, 42, 43, 44, 45, Am Kirchtor 5, 7, 7a, 8, 8a, 9, 10, 11, 16, 17, 18, 19, 20, 20a, 20b, 20c, 21, 22, 23, 24, 25, 26, 26a, 27, Bernburger Straße 2, 3, 4, 5, 6, 7, 8, 9, Blumenstraße 1, 2, 3, 4, 5, 6, 7, 8, 8a, 9, 10, 11, 12, 13, 14, 15, 16, 17, 18, 19, Breite Straße 3, 4, 5, 10, 11, 15, 16, 17, 18, 19, 20, 21, 22, 23, 23a, 24, 28, 29, 30, 31, 32, 32a, 33, 34, 35, Burgstraße 32, 33, 34, 34a, 34b, 34c, 34d, 35, 35a, 36, 37, 37a, 38, 39, 40, 41, 42, 43, 44, Clara-Zetkin-Straße 10, 11, 12, 12a, 13, 14, 15, 16, Ernestusstraße 1, 2, 3, 4, 5, 6, 7, 8, 9, 10, 11, 12, 13, 14, 15, 16, 17, 18, 19, 20, 21, 24, 26, 27, 28, Ernst-Schneller-Straße 1, 5, 6, 7, 8, 9, Geiststraße 15, 16, 17, 18, 19, 20, 21, 22, 23, 24, 25, 26, 27, 28, 29, 31, 32, Georg-Cantor-Straße 1, 1a, 3, 4, 5, 6, 7, 8, 9, 10, 11, 12, 13, 14, 15, 16, 17, 18, 19, 20, 21, 21a, 22, 23, 24, 25, 26, Händelstraße 1, 2, 3, 4, 6, 7, 8, 9, 10, 11, 12, 13, 14, 15, 16, 16a, 17, 19, 20, 21, 22, 23, 24, 25, 26, 27, 28, Hermannstraße 1, 2, 3, 4, 5, 6, 7, 8, 9, 10, 11, 12, 13, 17, 18, 19, 24, 25, 27, 28, 29, 30, 31, 32, 33, 34, 35, Karl-Liebknecht-Straße 1, 2, 3, 4, 5, 6, 7, 8, 9, 10, 11, 12, 13, 14, 15, 16, 17, 18, 19, 20, 21, 22, 23, 23a, 23b, 23c, 24, Kohlschütterstraße 1, 2, 3, 4, 5, 6, 7, 9, Lafontainestraße 1, 2, 3, 4, 5, 6, 7, 8, 9, 10, 11, 12, 13, 14, 15, 16, 17, 18, 19, 20, 21, 23, 24, 25, 26, 27, 28, Laurentiusstraße 1, 2, 3, 4, 5, 6, 7, 8, 9, 10, 11, 12, 13, 14, 15, 16, 17, 18, 19, Mozartstraße 1, 2, 3, 4, 9, 10, 11, 12, 19, 20, 21, 22, 23, 24, 25, 26, Mühlweg 1, 2, 3, 7, 8, 9, 10, 11, 12, 13, 14, 15, 16, 17, 18, 19, 20, 21, 36, 37, 38, 39, 40, 41, 42, 43, 44, Neuwerk 1, 3, 4, 5, 6, 7, 7a, 10, 11, 18, 19, 20, Reichardtstraße 1, 2, 3, 4, 5, 6, 7, 8, 9, 10, 11, 12, 13, 14, 15, 16, 17, 18, 19, 20, 21, 22, Reilstraße 22, Richard-Wagner-Straße 8, 9, 10, 48, Rosa-Luxemburg-Platz, Schleifweg 8a, Senefelderstraße 2, 3, 4, 5, 6, 7, 8, 9, 10, 11, 12, 13, 14, 15, 16, Stephanusstraße 1, 2, 4, 5, 6, 7, 8, 9, 10, 11, 12, Triftstraße 1, 2, 3, 4, 5, 36, Ulestraße 1, 2, 3, 4, 6, 7, 8, 9, 10, 10a, 10b, 10c, 10d, 10e, 10f, 11, 12, 13, 14, 15, 16, 17, 18, 19, 20 | Mühlwegviertel | Stadtviertel | 107 25053          | Denkmalbereich                   |                |
| Advokatenweg 1a, 2, 2a, 2b, 2c, 2d, 3, 3a, 3b, 3c, 3d, 4 bis 9, 36 bis 48; 40, 41, 42, 43, 44, 45, südlicher Abschnitt des Straßenzuges (Karte) | Straßenzug     | Straßenzug Benannt nach dem alten Weg, den die halleschen Advokaten zu den Gerichtsverhandlungen des Amtes Giebichenstein benutzten, stark begrünte Wohnstraße mit repräsentativen, freistehenden Villen und anspruchsvollen bürgerlichen Stadthäusern des späten 19. Jahrhunderts. Zeitweise wurde der Bereich unter der Nummer 094 15170 als eigener Denkmalbereich geführt.    | 107 25053 001      | Teilobjekt eines Denkmalbereichs | Weitere Bilder |
| Ernestusstraße 1, Karl-Liebknecht-Straße 21, 22, 23, 23a, 23b, 23c, Lafontainestraße 35, 35a, 36, Reichardtstraße 22, Richard-Wagner-Straße 8, 9, 10, Rosa-Luxemburg-Platz, Triftstraße 36 | Platz          | Platz | 107 25053 004      | Teilobjekt eines Denkmalbereichs |                |
| Ernestusstraße 1 bis 21, 24, 26 bis 28, 30 (Karte) | Straßenzug     | Straßenzug Wurde zeitweise unter der Nummer 094 66091 als eigener Denkmalbereich geführt. | 107 25053 005      | Teilobjekt eines Denkmalbereichs | Weitere Bilder |
| Händelstraße 1 bis 16, 16a, 17, 19 bis 22, 23 bis 38 (Karte) | Straßenzug     | Straßenzug Vornehme bürgerliche Wohnstraße des Mühlwegviertels, repräsentative Wohnhäuser mit Vorgärten in allen Stilen der historistischen Epoche, in der Geschlossenheit seiner historischen Bebauung eins der schönsten gründerzeitlichen Straßenbilder Halles, bebaut im Wesentlichen 1880/90. Wurde zeitweise unter der Nummer 094 12762 als eigener Denkmalbereich geführt. | 107 25053 006      | Teilobjekt eines Denkmalbereichs | Weitere Bilder |
| Lafontainestraße 1 bis 35, 35a, 36 (Karte) | Straßenzug     | Straßenzug Benannt nach dem Romanschriftsteller August Lafontaine, vornehme gründerzeitliche Wohnstraße im Mühlwegviertel; repräsentative, meist zweieinhalbgeschossige Stadthäuser mit eingefriedeten Vorgärten und aufwendigem Fassadendekor, im Wesentlichen bebaut 1880–1895. Wurde zeitweise unter der Nummer 094 75027 als eigener Denkmalbereich geführt.                  | 107 25053 009      | Teilobjekt eines Denkmalbereichs | Weitere Bilder |
| Mühlweg 1, 2, 6 bis 12, 12a, 13 bis 21, 36 bis 50, 50a, 51 bis 55 (Karte) | Straßenzug     | Straßenzug Repräsentative Wohnstraße in geschlossener und halboffener Bebauung, anspruchsvolle Mietshäuser des Spätklassizismus und des Jugendstils, darunter großzügige Villen, meist mit umgebenden, eingefriedeten Gärten, bebaut letztes Viertel 19. Jahrhundert bis Anfang 20. Jahrhundert. Wurde zeitweise unter der Nummer 094 86663 als eigener Denkmalbereich geführt.   | 107 25053 011      | Teilobjekt eines Denkmalbereichs | Weitere Bilder |
| Reichardtstraße 1 bis 22 (Karte) | Straßenzug     | Straßenzug Großbürgerliche Wohnstraße mit villenartigen, herrschaftlichen Stadthäusern, aufwendige Fassaden verschiedener Baustile mit eingefriedeten Vorgärten, bebaut im Wesentlichen 1890–1911. Wurde zeitweise unter der Nummer 094 80159 als eigener Denkmalbereich geführt.                                                                                                 | 107 25053 012      | Teilobjekt eines Denkmalbereich  | Weitere Bilder |
| Senefelderstraße 1 bis 16 (Karte) | Straßenzug     | Straßenzug Baumbestandene bürgerliche Wohnstraße im Stadtviertel Giebichenstein mit zum Teil villenartigen Stadthäusern einschließlich Vorgärten, bebaut im Wesentlichen ab ca. 1870. Wurde zeitweise unter der Nummer 094 97051 als eigener Denkmalbereich geführt. | 107 25053 013      | Teilobjekt eines Denkmalbereichs | Weitere Bilder |
| Stephanusstraße 1 bis 12 (Karte) | Straßenzug     | Straßenzug Platzartige Erweiterung der Karl-Liebknecht-Straße, benannt nach der hier stehenden Stephanuskirche, im Giebichensteinviertel gelegen und ab 1895 mit repräsentativen spätgründerzeitlichen Mietswohnhäusern bebaut. Wurde zeitweise unter der Nummer 094 04886 als eigener Denkmalbereich geführt.                                                                    | 107 25053 014      | Teilobjekt eines Denkmalbereichs | Weitere Bilder |
| Triftstraße 1 bis 5 (Karte) | Straßenzeile   | Straßenzeile Benannt nach dem schon im Mittelalter nachgewiesenen Triftweg des Viehs, südliche Hälfte mit geschlossener gründerzeitlicher Mietshausbebauung, bebaut ca. 1880/90. Wurde zeitweise unter der Nummer 094 15189 als eigener Denkmalbereich geführt. | 107 25053 015      | Teilobjekt eines Denkmalbereichs | Straßenzeile   |
| Ernst-Schneller-Straße 1, 5, 6, 7, 8, 9 (Karte) | Straßenzug     | Straßenzug Ursprünglich nach dem halleschen Oberbürgermeister Gustav Staude benannt, reizvolle Wohnstraße von malerisch geschwungenem Verlauf im Mühlwegviertel, anspruchsvolle Mietshäuser des Jugendstils mit Vorgärten. Wurde zeitweise, noch mit sämtlichen Hausnummern bis zur 9, unter der Nummer 094 12420 als eigener Denkmalbereich geführt.                             | 107 25053 017      | Teilobjekt eines Denkmalbereichs | Weitere Bilder |
| Clara-Zetkin-Straße 10, 11, 12, 12a, 13, 14, 15, 16 (Karte) | Straßenzug     | Straßenzug Ursprünglich Falkstraße, Mietshausbebauung im Jugendstil und Stil der 1920er Jahre, mit Vorgärten. Wurde zeitweise unter der Nummer 094 80195 als eigener Denkmalbereich geführt. | 107 25053 018      | Teilobjekt eines Denkmalbereichs | Weitere Bilder |
| Kohlschütterstraße 1 bis 9 (Karte) | Straßenzug     | Straßenzug Benannt nach dem Mediziner Ernst Kohlschütter, im Denkmalbereich Mühlwegviertel gelegene, vornehme, beidseitig baumbestandene Wohnstraße mit Vorgärten, villenartige Stadthäuser mit gut gestalteten Fassaden des späten Jugendstils, bebaut im Wesentlichen 1905–1910. Wurde zeitweise unter der Nummer 094 07980 als eigener Denkmalbereich geführt.                 | 107 25053 019      | Teilobjekt eines Denkmalbereichs | Weitere Bilder |
| Mozartstraße 1 bis 12, 19 bis 26, Reilstraße 22; östlicher Abschnitt des Straßenzuges (Karte) | Straßenzug     | Straßenzug Bürgerliche Wohnstraße mit eingefriedeten Vorgärten, anspruchsvolle Mietshäuser in geschlossener Bebauung in Formen des späten Jugendstils und der 1920er Jahre, bebaut seit 1910. Wurde zeitweise unter der Nummer 094 70189 als eigener Denkmalbereich geführt. | 107 25053 020      | Teilobjekt eines Denkmalbereichs | Weitere Bilder |
| Burgstraße 32 bis 34, 34a, 34b, 34c, 34d, 35, 35a, 36, 37, 37a, 38 bis 44, 44a, 45, 45a, 45b, 68 bis 72, Schleifweg 8a; südlicher Abschnitt des Straßenzuges (Karte) | Straßenzug     | Straßenzug Seit dem Mittelalter als Verbindungsweg zwischen Burg Giebichenstein und der Moritzburg nachgewiesen, beidseitig eingefasst durch repräsentative Wohnhäuser der Gründerzeit. Wurde zeitweise, noch mit den Nummern 1 bis 6, unter der Nummer 094 75116 als eigener Denkmalbereich geführt.                                                                             | 107 25053 026      | Teilobjekt eines Denkmalbereichs | Weitere Bilder |
| Carl-Robert-Straße 1 bis 6, 30 bis 38 (Karte) | Straßenzug     | Ehemals Zietenstraße, 1946 nach dem Archäologen Carl Robert (1850–1922) benannt, baumlose Vorstadtstraße mit typischer gründerzeitlicher Bebauung, mit Mietshäusern in lückenloser Blockrandbebauung | 094 80190          | Denkmalbereich                   | Weitere Bilder |
| Fasanenstraße 3, 4, 5a, 6, 7 (Karte) | Straßenzug     | Nach der ehemaligen Fasanerie auf dem Reilsberg benannter Straßenzug im Denkmalbereich Kurviertel, Bebauung bestehend aus malerisch gruppierten, villenähnlichen Wohnhäusern mit herrschaftlichem Anspruch, im Jugendstil und Heimatstil ab 1905 | 094 14734          | Denkmalbereich                   | Straßenzug     |
| Fährstraße 1 bis 8 (Karte) | Straßenzug     | Ehemals alter Fahrweg zwischen Giebichenstein und dem Gebiet westlich der Saale, seit den 1870er Jahren als Straße ausgebaut, westlicher Teil mit Wohnhäusern der frühen Gründerzeit, bedeutsam im Ensemble mit der Unterburg Giebichenstein | 094 96795          | Denkmalbereich                   | Weitere Bilder |
| Fischer-von-Erlach-Straße 55 bis 96 (Karte) | Straßenzug     | Ehemalige Seydlitzstraße, Straßenzug mit Mietshäusern in geschlossen erhaltener Blockrandbebauung auf der westlichen Seite und halboffener, teils malerisch gruppierter Villenbebauung auf der östlichen Straßenseite, Gründerzeit und Jugendstil | 094 75127          | Denkmalbereich                   | Weitere Bilder |
| Friedenstraße 1, 1a, 1b, 1c, 1d, 1e, 2, 3, 3a, 4 bis 7, 9 bis 11, 11a, 12, 12a, 12b, 13, 13a, 14 bis 26, 26a, 27 bis 29, 31 bis 33, 35 bis 37, Reilstraße 47 Giebichenstein (Karte) | Straßenzug     | 1883 nach dem neueren Giebichensteiner Friedhof benannte Straße, geprägt von den öffentlichen Bauten wie Schulen und Kirche sowie Wohnhäusern des 18.–20. Jahrhunderts, mit Vorgärten und Alleebepflanzung | 094 75132          | Denkmalbereich                   | Weitere Bilder |
| Große Brunnenstraße 63, 64 (Karte) | Häusergruppe   | Neubarocker Ziegelbau mit reichem Stuckdekor im Fensterbereich, erbaut ca. 1880/1890 (Nr. 63); zweigeschossiger, spätklassizistischer Putzbau villenartigen Charakters, landhausartig geprägtes Wohnhaus aus der frühen Gründerzeit, 3. Viertel 19. Jahrhundert (Nr. 64) | 094 56685          | Denkmalbereich                   | Häusergruppe   |
| Große Gosenstraße 13 bis 27 (Karte) | Straßenzug     | Ursprünglich Hochstraße genannter gründerzeitlicher Straßenzug, später nach dem Gemeindevertreter Giebichensteins Johann Christian Gose (1799–1868) umbenannt, Blockrandbebauung aus vorwiegend dreigeschossigen spätklassizistischen Mietswohnhäusern in bemerkenswerter Geschlossenheit des Straßenbildes, bebaut im Wesentlichen drittes Viertel des 19. Jahrhunderts          | 094 13065          | Denkmalbereich                   | Weitere Bilder |
| Kurallee 1 bis 18 (Karte) | Straßenzug     | Eine der vornehmsten Wohnstraßen des späten 19. Jahrhunderts in Halle, teils schlossartige Villen in aufwendigen Formen der Neugotik, des Jugendstils und des Neoklassizismus, umgeben von eingefriedeten parkähnlichen Gärten, bebaut Ende 19./Anfang 20. Jahrhundert | 094 70113          | Denkmalbereich                   | Weitere Bilder |
| Platanenstraße 1 bis 4 (Karte) | Straßenzug     | Allee, ursprünglich repräsentative Auffahrt zur hochgelegenen Villa Brumme, angelegt Ende 19. Jahrhundert | 094 03369          | Denkmalbereich                   | Straßenzug     |
| Reilstraße 54, 55, 57, 77 bis 82, 82a, 83 bis 85, 85a, 85b, 86 bis 89, 89a, 89b, 89c, 90 bis 98 (Karte) | Straßenzug     | Benannt nach dem halleschen Medizinprofessor Johann Christian Reil, als repräsentative Allee nördliche Hauptausfallstraße Halles im Denkmalbereich Kurviertel, hier geprägt durch herrschaftliche Villen und Mehrfamilienhäuser, meist in Jugendstilformen, bebaut im Wesentlichen Anfang 20. Jahrhundert                                                                         | 094 75035          | Denkmalbereich                   | Weitere Bilder |
| Richard-Wagner-Straße 16 bis 27, 27a, 28 bis 36 (Karte) | Straßenzug     | Zu den Denkmalbereichen Giebichenstein und Mühlwegviertel gehörende Straße, beherrscht durch die Kirche St. Norbert, Mietshäuser in geschlossener Blockrandbebauung, Allee mit Vorgärten, vorwiegend Jugendstil, bebaut letztes Viertel 19. Jahrhundert | 094 80301          | Denkmalbereich                   | Weitere Bilder |
| Riveufer 1 bis 8 (Karte) | Straßenzug     | Ehemals Uferstraße oder Saaleweg, später nach dem halleschen Oberbürgermeister Richard Robert Rive benannte, dem gewundenen Verlauf der Saale folgende Straße, durch das Saaleufer mit reichem Baumbestand und die aufragenden Porphyrfelsen sowie freistehenden, repräsentativen Villen landschaftlich und architektonisch geprägt                                               | 094 97021          | Denkmalbereich                   | Weitere Bilder |
| Seebener Straße 1, 2, 3, 4, 5, 6, 8, 9, 10, 11, 12, 13, 14, 15, 16, 177, 186, 186a, 186b, 187, 188, 189, 190, 190a, 191, 192, 193, 195, 197 (Karte) | Straßenzug     | Älteste Verbindung zwischen Giebichenstein und Trotha, bis ins 18. Jahrhundert Feldweg, dann zunächst lockere Hofbebauung, heute u. a. geprägt von der Burg Giebichenstein sowie gründerzeitlicher und Mietshausbebauung im Jugendstil | 094 70148          | Denkmalbereich                   | Weitere Bilder |
| Wittekindstraße 1 bis 23, 23a, 23b, 24 bis 35 (Karte) | Straßenzug     | Zwischen Reilsberg und Reichardts Garten gelegener, vom 1846 eröffneten Solbad Wittekind, Logierhäusern des mittleren 19. Jahrhunderts und vornehmen Villen des frühen 20. Jahrhunderts mit Gärten und Parks geprägter Straßenraum | 094 14689          | Denkmalbereich                   | Weitere Bilder |

### Trotha
| Lage                                 | Bezeichnung | Beschreibung | Erfassungs- nummer | Ausweisungsart | Bild           |
| ------------------------------------ | ----------- | ------------ | ------------------ | -------------- | -------------- |
| Schleusenstraße 7 bis 10, 12 (Karte) | Mühle       | Wassermühle  | 094 97042          | Denkmalbereich | Weitere Bilder |

## Baudenkmale nach Ortsteilen

### Am Wasserturm/Thaerviertel
| Lage | Bezeichnung        | Beschreibung | Erfassungs- nummer | Ausweisungsart                              | Bild             |
| --- | ------------------ | --- | ------------------ | ------------------------------------------- | ---------------- |
| Am Wasserturm (Karte) | Wasserturm Nord    | Wasserturm | 094 08801          |                                             | Weitere Bilder   |
| Am Wasserturm 12 (Karte) | Nordfriedhof       | Friedhof | 094 14348          | Baudenkmal                                  | Weitere Bilder   |
| Am Wasserturm 12, Nordfriedhof, Abteilung E | Grabmal            | Grabmal | 094 14348 001      | Teilobjekt eines Baudenkmals - Kleindenkmal |                  |
| Am Wasserturm 12, Nordfriedhof, Abteilung 5 | Grabmal            | Grabmal | 094 14348 002      | Teilobjekt eines Baudenkmals - Kleindenkmal |                  |
| Am Wasserturm 12, Nordfriedhof, Westmauer, Erbbegräbnis Nummer 307-309 | Grabmal            | Grabmal | 094 14348 003      | Teilobjekt eines Baudenkmals - Kleindenkmal |                  |
| Am Wasserturm 12, Nordfriedhof, Westmauer, Erbbegräbnis Nummer 563-565 | Grabmal            | Grabmal | 094 14348 004      | Teilobjekt eines Baudenkmals - Kleindenkmal |                  |
| Am Wasserturm 12, Nordfriedhof, Westmauer, Erbbegräbnis Nummer 299-301 | Grabmal            | Grabmal | 094 14348 005      | Teilobjekt eines Baudenkmals - Kleindenkmal |                  |
| Am Wasserturm 12, Nordfriedhof, Westmauer, Erbbegräbnis Nummer 322-323 | Grabmal            | Grabmal | 094 14348 008      | Teilobjekt eines Baudenkmals - Kleindenkmal |                  |
| Am Wasserturm 12, Nordfriedhof, Westmauer, Erbbegräbnis Nummer 268-269 | Grabmal            | Grabmal | 094 14348 009      | Teilobjekt eines Baudenkmals - Kleindenkmal |                  |
| Am Wasserturm 12, Nordfriedhof, Ostmauer, Erbbegräbnis Nummer 693 | Grabmal            | Grabmal | 094 14348 010      | Teilobjekt eines Baudenkmals - Kleindenkmal |                  |
| Am Wasserturm 12, Nordfriedhof, Nordmauer, Erbbegräbnis Nummer 448-451 | Grabmal            | Grabmal | 094 14348 012      | Teilobjekt eines Baudenkmals - Kleindenkmal |                  |
| Am Wasserturm 12, Nordfriedhof, Ostmauer, Erbbegräbnis Nummer 683-684 | Grabmal            | Grabmal | 094 14348 013      | Teilobjekt eines Baudenkmals - Kleindenkmal |                  |
| Am Wasserturm 12, Nordfriedhof, Abteilung d | Grabmal            | Grabmal | 094 14348 015      | Teilobjekt eines Baudenkmals - Kleindenkmal |                  |
| Am Wasserturm 12, Nordfriedhof, Ostmauer, Erbbegräbnis Nummer 809-810 | Grabmal            | Grabmal | 094 14348 019      | Teilobjekt eines Baudenkmals - Kleindenkmal |                  |
| Am Wasserturm 12, Nordfriedhof, Abteilung h | Grabmal            | Grabmal | 094 14348 021      | Teilobjekt eines Baudenkmals - Kleindenkmal |                  |
| Am Wasserturm 12, Nordfriedhof, Nordmauer, Erbbegräbnis Nummer 395-396 | Grabmal            | Grabmal | 094 14348 023      | Teilobjekt eines Baudenkmals - Kleindenkmal |                  |
| Am Wasserturm 12, Nordfriedhof, Abteilung G | Kriegerdenkmal     | Kriegerdenkmal | 094 14348 025      | Teilobjekt eines Baudenkmals - Kleindenkmal |                  |
| Am Wasserturm 12, Nordfriedhof, Abteilung 1 | Grabmal            | Grabmal | 094 14348 026      | Teilobjekt eines Baudenkmals - Kleindenkmal |                  |
| Am Wasserturm 12, Nordfriedhof, Abteilung F | Kriegerdenkmal     | Kriegerdenkmal | 094 14348 027      | Teilobjekt eines Baudenkmals - Kleindenkmal |                  |
| Am Wasserturm 12, Nordfriedhof, Abteilung G | Grabmal            | Grabmal | 094 14348 029      | Teilobjekt eines Baudenkmals - Kleindenkmal |                  |
| Am Wasserturm 12, Nordfriedhof, Abteilung G | Grabmal            | Grabmal | 094 14348 030      | Teilobjekt eines Baudenkmals - Kleindenkmal |                  |
| Am Wasserturm 12, Nordfriedhof, Abteilung h | Grabmal            | Grabmal | 094 14348 031      | Teilobjekt eines Baudenkmals - Kleindenkmal |                  |
| Am Wasserturm 12, Nordfriedhof, Abteilung g | Grabmal            | Grabmal | 094 14348 032      | Teilobjekt eines Baudenkmals - Kleindenkmal |                  |
| Am Wasserturm 12, Nordfriedhof, Abteilung K | Grabmal            | Grabmal | 094 14348 033      | Teilobjekt eines Baudenkmals - Kleindenkmal |                  |
| Am Wasserturm 12, Nordfriedhof, Abteilung h | Grabmal            | Grabmal | 094 14348 034      | Teilobjekt eines Baudenkmals - Kleindenkmal |                  |
| Am Wasserturm 12, Nordfriedhof, Abteilung g | Grabmal            | Grabmal | 094 14348 037      | Teilobjekt eines Baudenkmals - Kleindenkmal |                  |
| Am Wasserturm 12, Nordfriedhof, Abteilung G | Grabmal            | Grabmal | 094 14348 038      | Teilobjekt eines Baudenkmals - Kleindenkmal |                  |
| Am Wasserturm 12, Nordfriedhof, Abteilung G | Grabmal            | Grabmal | 094 14348 040      | Teilobjekt eines Baudenkmals - Kleindenkmal |                  |
| Am Wasserturm 12, Nordfriedhof, Abteilung F | Grabmal            | Grabmal | 094 14348 042      | Teilobjekt eines Baudenkmals - Kleindenkmal |                  |
| Am Wasserturm 12, Nordfriedhof, Abteilung G | Grabmal            | Grabmal | 094 14348 043      | Teilobjekt eines Baudenkmals - Kleindenkmal |                  |
| Am Wasserturm 12, Nordfriedhof, Abteilung G | Grabmal            | Grabmal | 094 14348 044      | Teilobjekt eines Baudenkmals - Kleindenkmal |                  |
| Am Wasserturm 12, Nordfriedhof, Abteilung g | Grabmal            | Grabmal | 094 14348 045      | Teilobjekt eines Baudenkmals - Kleindenkmal |                  |
| Am Wasserturm 12, Nordfriedhof, Abteilung H | Grabstein          | Grabstein | 094 14348 047      | Teilobjekt eines Baudenkmals - Kleindenkmal |                  |
| Am Wasserturm 12, Nordfriedhof, Abteilung F, Kartierung Nummer 68 | Grabmal            | Grabmal | 094 14348 048      | Teilobjekt eines Baudenkmals - Kleindenkmal |                  |
| Am Wasserturm 12, Nordfriedhof, Abteilung H, Kartierung Nummer 63 | Grabmal            | Grabmal | 094 14348 049      | Teilobjekt eines Baudenkmals - Kleindenkmal |                  |
| Am Wasserturm 12, Nordfriedhof, Abteilung 7/E, Kartierung Nummer 59 | Grabmal            | Grabmal | 094 14348 051      | Teilobjekt eines Baudenkmals - Kleindenkmal |                  |
| Am Wasserturm 12, Nordfriedhof, Abteilung e, Kartierung Nummer 60 | Grabmal            | Grabmal | 094 14348 052      | Teilobjekt eines Baudenkmals - Kleindenkmal |                  |
| Am Wasserturm 12, Nordfriedhof, Abteilung H, Kartierung Nummer 65 | Grabmal            | Grabmal | 094 14348 053      | Teilobjekt eines Baudenkmals - Kleindenkmal |                  |
| Am Wasserturm 12, Nordfriedhof, Abteilung c, Kartierung Nummer 43 | Grabmal            | Grabmal | 094 14348 056      | Teilobjekt eines Baudenkmals - Kleindenkmal |                  |
| Am Wasserturm 12, Nordfriedhof, Abteilung c, Kartierung Nummer 38 | Grabmal            | Grabmal | 094 14348 057      | Teilobjekt eines Baudenkmals - Kleindenkmal |                  |
| Am Wasserturm 12, Nordfriedhof, Abteilung 2, Kartierung Nummer 27 | Grabmal            | Grabmal | 094 14348 058      | Teilobjekt eines Baudenkmals - Kleindenkmal |                  |
| Am Wasserturm 12, Nordfriedhof, Abteilung d, Kartierung Nummer 30 | Grabmal            | Grabmal | 094 14348 059      | Teilobjekt eines Baudenkmals - Kleindenkmal |                  |
| Am Wasserturm 12, Nordfriedhof, Abteilung c, Kartierung Nummer 49 | Grabmal            | Grabmal | 094 14348 060      | Teilobjekt eines Baudenkmals - Kleindenkmal |                  |
| Am Wasserturm 12, Nordfriedhof, Abteilung c, Kartierung Nummer 50 | Grabmal            | Grabmal | 094 14348 062      | Teilobjekt eines Baudenkmals - Kleindenkmal |                  |
| Am Wasserturm 12, Nordfriedhof, Abteilung g, Kartierung Nummer 34 | Grabmal            | Grabmal | 094 14348 063      | Teilobjekt eines Baudenkmals - Kleindenkmal |                  |
| Am Wasserturm 12, Nordfriedhof, Abteilung g, Kartierung Nummer 93 | Grabmal            | Grabmal | 094 14348 066      | Teilobjekt eines Baudenkmals - Kleindenkmal |                  |
| Am Wasserturm 12, Nordfriedhof, Abteilung d, Kartierung Nummer 36 | Grabmal            | Grabmal | 094 14348 067      | Teilobjekt eines Baudenkmals - Kleindenkmal |                  |
| Am Wasserturm 12, Nordfriedhof, Abteilung K, Kartierung Nummer 111 | Grabmal            | Grabmal | 094 14348 070      | Teilobjekt eines Baudenkmals - Kleindenkmal |                  |
| Am Wasserturm 12, Nordfriedhof, Abteilung F, Kartierung Nummer 71 | Grabmal            | Grabmal | 094 14348 071      | Teilobjekt eines Baudenkmals - Kleindenkmal |                  |
| Am Wasserturm 12, Nordfriedhof, Abteilung K, Kartierung Nummer 112 | Grabmal            | Grabmal | 094 14348 074      | Teilobjekt eines Baudenkmals - Kleindenkmal |                  |
| Am Wasserturm 12, Nordfriedhof, Abteilung F, Kartierung Nummer 74 | Grabmal            | Grabmal | 094 14348 075      | Teilobjekt eines Baudenkmals - Kleindenkmal |                  |
| Am Wasserturm 12, Ostmauer, Erbbegräbnis Nummer 1742 Kartierung Nummer 16 | Grabmal            | Grabmal | 094 14348 077      | Teilobjekt eines Baudenkmals - Kleindenkmal |                  |
| Am Wasserturm 12, Ostmauer, Erbbegräbnis Nummer 727, Kartierung Nummer 21 | Grabmal            | Grabmal | 094 14348 078      | Teilobjekt eines Baudenkmals - Kleindenkmal |                  |
| Am Wasserturm 12, Abteilung h, Kartierung Nummer 106 | Grabmal            | Grabmal | 094 14348 079      | Teilobjekt eines Baudenkmals - Kleindenkmal |                  |
| Am Wasserturm 12, Abteilung G, Kartierung Nummer 86 | Grabmal            | Grabmal | 094 14348 080      | Teilobjekt eines Baudenkmals - Kleindenkmal |                  |
| Am Wasserturm 12, Abteilung G | Grabmal            | Grabmal | 094 14348 081      | Teilobjekt eines Baudenkmals - Kleindenkmal |                  |
| Am Wasserturm 12, Abteilung c, Kartierung Nummer 41 | Grabmal            | Grabmal | 094 14348 082      | Teilobjekt eines Baudenkmals - Kleindenkmal |                  |
| Am Wasserturm 12, Nordmauer, Kartierung Nummer 9 | Grabmal            | Grabmal | 094 14348 083      | Teilobjekt eines Baudenkmals - Kleindenkmal |                  |
| Am Wasserturm 12, Abteilung G, Kartierung Nummer 80 | Grabmal            | Grabmal | 094 14348 084      | Teilobjekt eines Baudenkmals - Kleindenkmal |                  |
| Am Wasserturm 12, Abteilung G, Kartierung Nummer 89 | Grabmal            | Grabmal | 094 14348 085      | Teilobjekt eines Baudenkmals - Kleindenkmal |                  |
| Am Wasserturm 12, Abteilung K | Grabmal            | Grabmal | 094 14348 086      | Teilobjekt eines Baudenkmals - Kleindenkmal |                  |
| Am Wasserturm 12, Abteilung h, Kartierung Nummer 107 | Grabmal            | Grabmal | 094 14348 087      | Teilobjekt eines Baudenkmals - Kleindenkmal |                  |
| Am Wasserturm 12, Abteilung c, Kartierung Nummer 39 | Grabmal            | Grabmal | 094 14348 088      | Teilobjekt eines Baudenkmals - Kleindenkmal |                  |
| Am Wasserturm 12, Abteilung 2, Kartierung Nummer 29 | Grabmal            | Grabmal | 094 14348 089      | Teilobjekt eines Baudenkmals - Kleindenkmal |                  |
| Am Wasserturm 12, Abteilung c, Kartierung Nummer 40 | Grabmal            | Grabmal | 094 14348 093      | Teilobjekt eines Baudenkmals - Kleindenkmal |                  |
| Am Wasserturm 12, Abteilung H, Kartierung Nummer 66 | Grabmal            | Grabmal | 094 14348 094      | Teilobjekt eines Baudenkmals - Kleindenkmal |                  |
| Am Wasserturm 12, Nordmauer, Erbbegräbnis Nummer 421-422 | Grabstein          | Grabstein | 094 14348 096      | Teilobjekt eines Baudenkmals - Kleindenkmal |                  |
| Am Wasserturm 12, Abteilung g, Kartierung Nummer 94 | Grabmal            | Grabmal | 094 14348 097      | Teilobjekt eines Baudenkmals - Kleindenkmal |                  |
| Am Wasserturm 12, Abteilung 6, Kartierung Nummer 54 | Grabmal            | Grabmal | 094 14348 098      | Teilobjekt eines Baudenkmals - Kleindenkmal |                  |
| Am Wasserturm 12, Abteilung c, Kartierung Nummer 51 | Grabstein          | Grabstein | 094 14348 099      | Teilobjekt eines Baudenkmals - Kleindenkmal |                  |
| Am Wasserturm 12, am ursprünglichen Eingang Berliner Straße | Wohnhaus           | Wohnhaus | 094 14348 100      | Teilobjekt eines Baudenkmals                |                  |
| Am Wasserturm 12, am ursprünglichen Eingang Berliner Straße | Feierhalle         | Feierhalle | 094 14348 101      | Teilobjekt eines Baudenkmals                |                  |
| Am Wasserturm 12, Nordfriedhof, Westmauer Erbbegräbnis Nummer 346-348, Kartierung Nummer 6                                                                                       | Grabmal            | Grabmal | 094 14348 102      | Teilobjekt eines Baudenkmals - Kleindenkmal |                  |
| Am Wasserturm 12, Nordfriedhof, Abteilung E, Kartierung Nummer 57 | Grabmal            | Grabmal | 094 14348 103      | Teilobjekt eines Baudenkmals - Kleindenkmal |                  |
| Am Wasserturm 12, Nordfriedhof, Abteilung E, Kartierung Nummer 58 | Grabmal            | Grabmal | 094 14348 104      | Teilobjekt eines Baudenkmals - Kleindenkmal |                  |
| Am Wasserturm 12, Nordfriedhof, Abteilung L, Kartierung Nummer 117 | Grabmal            | Grabmal | 094 14348 105      | Teilobjekt eines Baudenkmals - Kleindenkmal |                  |
| Am Wasserturm 12, Nordfriedhof, Abteilung K, Kartierung Nummer 113 | Grabmal            | Grabmal | 094 14348 106      | Teilobjekt eines Baudenkmals - Kleindenkmal |                  |
| Am Wasserturm 12, Nordfriedhof, Abteilung d, Kartierung Nummer 37 | Grabmal            | Grabmal | 094 14348 107      | Teilobjekt eines Baudenkmals - Kleindenkmal |                  |
| Am Wasserturm 12, Nordfriedhof, Abteilung G, Kartierung Nummer 13 | Grabstein          | Grabstein | 094 14348 109      | Teilobjekt eines Baudenkmals - Kleindenkmal |                  |
| Am Wasserturm 12, Nordfriedhof, Abteilung E, Kartierung Nummer 56 | Grabmal            | Grabmal | 094 14348 111      | Teilobjekt eines Baudenkmals - Kleindenkmal |                  |
| Am Wasserturm 12, Nordfriedhof, Abteilung L | Grabmal            | Grabmal | 094 14348 112      | Teilobjekt eines Baudenkmals - Kleindenkmal |                  |
| Am Wasserturm 12, Pappelweg an der Urnengemeinschaftsanlage, Kartierung Nummer 53                                                                                                | Grabmal            | Grabmal | 094 14348 113      | Teilobjekt eines Baudenkmals - Kleindenkmal |                  |
| Am Wasserturm 12, Pappelweg an der Urnengemeinschaftsanlage, Kartierung Nummer 52                                                                                                | Grabmal            | Grabmal | 094 14348 114      | Teilobjekt eines Baudenkmals - Kleindenkmal |                  |
| Am Wasserturm 12, Nordfriedhof, Abteilung e, Kartierung Nummer 61 | Grabmal            | Grabmal | 094 14348 115      | Teilobjekt eines Baudenkmals - Kleindenkmal |                  |
| Am Wasserturm 12, Nordfriedhof, Abteilung g, Kartierung Nummer 91 | Grabmal            | Grabmal | 094 14348 116      | Teilobjekt eines Baudenkmals - Kleindenkmal |                  |
| Am Wasserturm 12, Nordfriedhof, Abteilung g, Kartierung Nummer 98 | Grabmal            | Grabmal | 094 14348 117      | Teilobjekt eines Baudenkmals - Kleindenkmal |                  |
| Am Wasserturm 12, Nordfriedhof, Abteilung g | Grabmal            | Grabmal | 094 14348 118      | Teilobjekt eines Baudenkmals - Kleindenkmal |                  |
| Am Wasserturm 12, Nordfriedhof, Abteilung h, Kartierung Nummer 104 | Grabmal            | Grabmal | 094 14348 119      | Teilobjekt eines Baudenkmals - Kleindenkmal |                  |
| Am Wasserturm 12, Nordfriedhof, Abteilung g, Kartierung Nummer 99 | Grabmal            | Grabmal | 094 14348 120      | Teilobjekt eines Baudenkmals - Kleindenkmal |                  |
| Am Wasserturm 12, Nordfriedhof, Abteilung g, Kartierung Nummer 35 | Grabmal            | Grabmal | 094 14348 121      | Teilobjekt eines Baudenkmals - Kleindenkmal |                  |
| Am Wasserturm 12, Nordfriedhof, Abteilung E, Kartierung Nummer 123 | Grab               | Grab | 094 14348 122      | Teilobjekt eines Baudenkmals                |                  |
| Conradstraße 1 bis 19, 19a, 19b, 20, 23 bis 37 Julius-Kühn-Straße 8 bis 11 Thaerplatz 1 bis 23 Thaerstraße 1 bis 29 Volhardstraße 1 bis 12, 12a, 13, 13a, 13b, 14 bis 24 (Karte) | Siedlung           | Thaerviertel, erbaut 1913–1919, sehr malerisch als stark durchgrünte Gartenstadt konzipierte Wohnanlage aus ein- bis zweigeschossigen Putzbauten mit hohen Mansard- und Satteldächern, Zwerchhäusern und Loggien, Straßennetz durch platzartige Erweiterungen aufgelockert, Heimatstil, Architekt Hermann Frede | 094 10320          |                                             | Weitere Bilder   |
| Hermesstraße 5 (Karte) | Fabrik             | Erbaut 1909–1916, ursprünglich für die Pianofortefabrik C. R. Ritter errichteter fünfgeschossiger Ziegelbau mit Mansarddach und rasterartig aufgelöster, stark durchfensterter Wandgliederung, qualitätvolle Industriearchitektur in strengen Jugendstilformen                                                  | 094 96755          |                                             | Weitere Bilder   |
| Hordorfer Straße 1 (Karte) | Wohnhaus           | Erbaut ca. 1870/1880, ein- bis zweigeschossiger Ziegelbau mit Rundbogenfenstern und flachgeneigtem Satteldach, Seitenflügel mit Mansarddach, feiner spätklassizistischer Stuckdekor | 094 96865          |                                             | Wohnhaus         |
| Julius-Kühn-Straße 7 (Karte) | Krankenhaus        | Psychiatrische Klinik, erbaut 1891, Komplex von pavillonartig angelegten, zwei- bis dreigeschossigen Ziegel- und Putzbauten in Anlehnung an den Schweizer Stil, kaum verändertes Beispiel einer Psychiatrischen Anstalt in der zweiten Hälfte des 19. Jh., Architekt Otto Kilburger                             | 094 04770          |                                             | Krankenhaus      |
| Julius-Kühn-Straße 24, 25, 31 (Karte) | Institutsgebäude   | Institutsgebäude Lehr- und Versuchsstation der Landwirtschaftlichen Fakultät der Universität Halle, Versuchsfelder | 094 56576          | Baudenkmal                                  | Institutsgebäude |
| Julius-Kühn-Straße | Feld               | Feld | 094 56576 001      | Teilobjekt eines Baudenkmals                |                  |
| Julius-Kühn-Straße 24 (Karte) | Wirtschaftsgebäude | Wirtschaftsgebäude | 094 56576 002      | Teilobjekt eines Baudenkmals                | BW               |
| Julius-Kühn-Straße 25 (Karte) | Wohnhaus           | Wohnhaus | 094 56576 003      | Teilobjekt eines Baudenkmals                | BW               |
| Julius-Kühn-Straße 31 (Karte) | Wohnhaus           | Wohnhaus | 094 56576 004      | Teilobjekt eines Baudenkmals                | BW               |
| Julius-Kühn-Straße 31 (Karte) | Schuppen           | Schuppen | 094 56576 005      | Teilobjekt eines Baudenkmals                | BW               |

### Frohe Zukunft
| Lage                        | Bezeichnung | Beschreibung | Erfassungs- nummer | Ausweisungsart | Bild           |
| --------------------------- | ----------- | --- | ------------------ | -------------- | -------------- |
| Dessauer Straße 24 (Karte)  | Friedhof    | Neuer Jüdischer Friedhof mit Feierhalle | 094 12379          | Baudenkmal     | Weitere Bilder |
| Dessauer Straße 153 (Karte) | Wartehalle  | Einziger verbleibender Rest der Siebel-Flugzeugwerke, heute Endhaltestelle der Linie 1 der Halleschen Straßenbahn, Architekt Lois Welzenbacher | 094 08075          | Baudenkmal     | Wartehalle     |
| Krokusweg 29 (Karte)        | Kirche      | Heilandskirche | 094 96908          | Baudenkmal     | Weitere Bilder |

### Giebichenstein
| Lage | Bezeichnung                               | Beschreibung | Erfassungs- nummer | Ausweisungsart                              | Bild                                  |
| --- | ----------------------------------------- | --- | ------------------ | ------------------------------------------- | ------------------------------------- |
| Adolfstraße 1 (Karte)                                                                                           | Wohnhaus                                  | Erbaut um 1890, ansehnlicher, viereinhalbgeschossiger, schmaler Ziegelbau mit leicht vortretendem, dreiecksgiebelbekröntem Seitenrisalit, üppiger neubarocker Stuckdekor | 094 95906          |                                             | Wohnhaus                              |
| Adolfstraße 1a (Karte)                                                                                          | Wohnhaus                                  | Erbaut um 1890, repräsentativer dreigeschossiger Ziegelbau mit Mezzanin und Mittelrisalit, neubarocker Stuckdekor im Fenster- und Traufbereich | 094 95937          |                                             | Wohnhaus                              |
| Advokatenweg 3c (Karte)                                                                                         | Wohnhaus                                  | Erbaut ca. 1890, dreigeschossiger Ziegelbau mit Putzgliederung über Souterrain, mit reich dekorierter eklektizistischer Fassade mit neubarocken und Neurenaissance-Elementen | 094 12538          |                                             | Wohnhaus                              |
| Advokatenweg 3d (Karte)                                                                                         | Wohnhaus                                  | Erbaut um 1900, zweigeschossiger Ziegelbau mit Putzgliederung und ausgebautem Dachgeschoss sowie Mittelerker, schlichter Ziegeldekor in Jugendstilformen | 094 12536          |                                             | Wohnhaus                              |
| Advokatenweg 4 (Karte)                                                                                          | Wohnhaus                                  | Erbaut ca. 1900, Ziegelbau mit Zwerchhäusern, Risaliten und markantem Eckturm mit Spitzhelm, asymmetrischer Baukörper mit dekorativen Ziegeleinlagen in schlichten Jugendstilformen | 094 12535          |                                             | Wohnhaus                              |
| Advokatenweg 5 (Karte)                                                                                          | Villa                                     | Erbaut ca. 1890, zweigeschossiger Putzbau über Souterrain mit Remise, straßenbildbeherrschender Bau mit steilem Mansarddach und Eckturm, Fassadengliederung in neubarocken Formen | 094 12683          |                                             | Villa                                 |
| Advokatenweg 6 (Karte)                                                                                          | Wohnhaus                                  | Erbaut ca. 1890, dreigeschossiger Ziegelbau in straßenbildprägender Ecklage mit Mansarddach, Erkern und reichem neubarockem Putz- und Stuckdekor | 094 12534          |                                             | Wohnhaus                              |
| Advokatenweg 7 (Karte)                                                                                          | Wohnhaus                                  | Erbaut Anfang d. 20. Jh., zweigeschossiger Putzbau über Souterrain mit Mittelerker und Volutengiebel über Seitenrisalit, repräsentatives Stadthaus in schlichten Jugendstilformen | 094 12531          |                                             | Wohnhaus                              |
| Advokatenweg 8 (Karte)                                                                                          | Wohnhaus                                  | Erbaut ca. 1910, villenartiger Putzbau über Souterrain, markanter Baukörper in herausgehobener Ecklage mit voluminösem Rundturm, schöne Sprossenfenster, neoklassizistisch geprägtes Fassadenbild mit Jugendstilelementen                                                                                         | 094 12530          |                                             | Wohnhaus                              |
| Advokatenweg 9 (Karte)                                                                                          | Wohnhaus                                  | Erbaut 1903, villenartiger Putzbau über Souterrain mit polygonalem, schweifhaubenbekröntem Erker und ausladendem Volutengiebel, barockisierender Jugendstildekor, Architekten Theodor Lehmann und Gustav Wolff | 094 04539          |                                             | Wohnhaus                              |
| Advokatenweg 14, 15, 15a (Karte)                                                                                | Häusergruppe                              | Erbaut 1909, drei- bis viergeschossige Putzbauten als schlossartige Dreiflügelanlage um den Vorhof gruppiert, mit flachen Rund- und Kastenerkern und Fassadendekor in Jugendstilformen | 094 15171          |                                             | Häusergruppe                          |
| Advokatenweg 20 (Karte)                                                                                         | Wohn- und Geschäftshaus                   | Erbaut um 1900, dreigeschossiger Ziegelbau in straßenbildprägender Ecklage mit großem Schweifgiebel, Erkern und reichem Putzdekor in barockisierenden Jugendstilformen | 094 15129          |                                             | Wohn- und Geschäftshaus               |
| Advokatenweg 36 (Karte)                                                                                         | Villa                                     | Villa Riedel, erbaut 1896–97 für den Gründer der Halleschen Maschinenfabrik Richard Riedel, von ausladenden Schweifgiebeln geprägter, turm- und erkerreicher Putzbau mit reichem Werksteindekor im Stil der deutschen Renaissance, Remise mit Zierfachwerk, Architekten Hans Grisebach und Georg Dinklage         | 094 12533          |                                             | Weitere Bilder                        |
| Advokatenweg 37 (Karte)                                                                                         | Wohnhaus                                  | Erbaut ca. 1880/90, zweieinhalbgeschossiger Ziegelbau über Souterrain in Ecklage, repräsentative Gliederung im Stil der Neurenaissance, Portikus mit toskanischen Säulen | 094 12537          |                                             | Wohnhaus                              |
| Advokatenweg 38 (Karte)                                                                                         | Villa                                     | Erbaut 1890, zweigeschossiger Ziegelbau über Souterrain in Ecklage, mit Mansarddach, Loggia und Altan, prächtige Putzgliederung der Fassade in französisch-barockisierendem Stil, Architekten Fritz Schönemann und Schwarz                                                                                        | 094 12539          |                                             | Villa                                 |
| Advokatenweg 39 (Karte)                                                                                         | Villa                                     | Erbaut 1890, zweigeschossiger Ziegelbau über Souterrain mit Putzgliederung und Mansarddach in straßenbildprägender Freilage, weitgehend identisch mit dem benachbarten Haus Nummer 38 und mit diesem ein Ensemble bildend, Architekten Fritz Schönemann und Schwarz                                               | 094 12540          |                                             | Villa                                 |
| Advokatenweg 41 (Karte)                                                                                         | Wohnhaus                                  | Gründerzeitlicher Putzbau, Fassade in 1920er Jahren vereinfacht, im Erdgeschoss Erker mit aufwendiger Stuckverkleidung in Art-deco-Formen der 1920er Jahre | 094 12541          |                                             | Wohnhaus                              |
| Advokatenweg 45 (Karte)                                                                                         | Wohnhaus                                  | Erbaut Ende d. 19. Jh., dreigeschossiger Ziegelbau mit repräsentativer barockisierender Putzgliederung | 094 12690          |                                             | Wohnhaus                              |
| Albert-Schweitzer-Straße 51 (Karte)                                                                             | Villa                                     | Erbaut 1926/27, Architekt Hermann Frede, qualitätvolles Beispiel sachlich traditioneller Architektur, großbürgerliches Wohnhaus im stilistischen Umfeld der Stuttgarter Schule | 094 96003          | Baudenkmal                                  | Villa                                 |
| An der Steinmühle 1 (Karte)                                                                                     | Mühle                                     | Steinmühle, ehemalige Getreidemühle, bereits im 12. Jh. erwähnt, im Dreißigjährigen Krieg zerstört, im 18. und 19. Jh. neu errichtet | 094 96697          |                                             | Mühle                                 |
| An der Steinmühle, Peißnitzstraße Peißnitzstraße/An der Steinmühle (Karte)                                      | Brücke                                    | Steinmühlenbrücke | 094 96698          |                                             | Weitere Bilder                        |
| Bartholomäusberg 4 (Karte)                                                                                      | St. Bartholomäus                          | Kirche | 094 04580          | Baudenkmal                                  | Weitere Bilder                        |
| Bartholomäusberg 4, vor der Westseite der Kirche und des Kirchhofes (Karte)                                     | Gemeindehaus                              | Gemeindehaus | 094 04580 001      | Teilobjekt eines Baudenkmals                | BW                                    |
| Burgstraße 1 (Karte)                                                                                            | Wohn- und Geschäftshaus                   | Erbaut 1890, straßenbildbeherrschender, repräsentativer, dreigeschossiger Ziegelbau in Ecklage, Putzgliederungen in Neurenaissanceformen, giebelbekrönte Risalite, Turmerker mit Haube | 094 04603          |                                             | Weitere Bilder                        |
| Burgstraße 2 (Karte)                                                                                            | Wohn- und Geschäftshaus                   | Erbaut Ende d. 19. Jh., straßenbildprägender, dreieinhalbgeschossiger, spätklassizistischer Ziegelbau mit Putzgliederungen in Ecklage und anschließendes, am Bartholomäusberg liegendes ältestes Wohnhaus Giebichensteins in Lehmbauweise, vermutlich im Kern 16. Jh.                                             | 094 15148          |                                             | Weitere Bilder                        |
| Burgstraße 3 (Karte)                                                                                            | Wohn- und Geschäftshaus                   | Erbaut 1885, dreigeschossiger, schlichter Ziegelbau mit Mittelrisalit in straßenbildprägender Ecklage, mit Segmentbogenfenstern | 094 75114          |                                             | Wohn- und Geschäftshaus               |
| Burgstraße 5 (Karte)                                                                                            | Wohn- und Geschäftshaus                   | Erbaut Ende d. 19. Jh., viergeschossiger, neubarocker Ziegelbau in Ecklage, floraler und ornamentaler Putz- und Stuckdekor im Fensterbereich | 094 75113          |                                             | Weitere Bilder                        |
| Burgstraße 6 (Karte)                                                                                            | Wohn- und Geschäftshaus                   | Erbaut Ende d. 19. Jh., schlichter viergeschossiger Ziegelbau mit Putzgliederung und Eckrisalit in markanter Ecklage, Neurenaissance | 094 75112          |                                             | Wohn- und Geschäftshaus               |
| Burgstraße 23 (Karte)                                                                                           | Wohnhaus                                  | Erbaut 1872, dreigeschossiger Putzbau mit stark reliefiertem floralen Dekor im Jugendstil, Fassadendekor nach 1900 | 094 75118          |                                             | Wohnhaus                              |
| Burgstraße 35 (Karte)                                                                                           | Villa                                     | Villa Leutert, erbaut 1864, klassizistischer Putzbau mit Mittelrisalit und Zwerchgiebel, Wohnhaus des Fabrikanten Leutert, mit Garten und Einfriedung | 094 75119          |                                             | Villa                                 |
| Burgstraße 37a (Karte)                                                                                          | Villa                                     | Villa Seckendorff, erbaut 1859/60 für den Freiherrn von Seckendorff durch den Architekten Ernst Süvern, hochherrschaftliche Villa im Stil italienischer Landhäuser in reizvoller Parklage, Turm mit weit vorkragendem Flachdach als Belvedere, umgebaut 1900 durch die Architekten Theodor Lehmann & Gustav Wolff | 094 07986          |                                             | Weitere Bilder                        |
| Burgstraße 39 (Karte)                                                                                           | Wohnhaus                                  | Erbaut 1907/08, repräsentativer zweigeschossiger Putzbau mit Erker und Zwerchgiebel, qualitätvolle Stuck- und bildhauerische Arbeiten im Fenster- und Türbereich, Jugendstil | 094 14757          |                                             | Wohnhaus                              |
| Burgstraße 40 (Karte)                                                                                           | Wohnhaus                                  | Erbaut um 1910, ansehnlicher zweieinhalbgeschossiger Putzbau auf hohem Bruchsteinsockel mit Schweifgiebel und Eckerker, Jugendstil | 094 96742          |                                             | Wohnhaus                              |
| Burgstraße 42 (Karte)                                                                                           | Wohnhaus                                  | Erbaut letztes Viertel d. 19. Jh., repräsentativer dreigeschossiger Ziegelbau mit Putzgliederung in Neurenaissanceformen, mit Erker, Pilastern und vorkragendem Dach | 094 14758          |                                             | Wohnhaus                              |
| Burgstraße 43 (Karte)                                                                                           | Wohnhaus                                  | Erbaut 1887, repräsentativer zweigeschossiger Ziegelbau mit Putzgliederung und übergiebeltem Seitenrisalit, Neurenaissance | 094 14763          |                                             | Wohnhaus                              |
| Burgstraße 44 (Karte)                                                                                           | Wohnhaus                                  | Erbaut 1886, repräsentativer, zweigeschossiger Neurenaissance-Ziegelbau mit Putzgliederung, giebelbekröntem Anbau und vorgelagertem Erker in markanter Ecklage | 094 14629          |                                             | Wohnhaus                              |
| Burgstraße 45 b (Karte)                                                                                         | Wohnheim (Bethcke-Lehmann-Haus)           | Erbaut frühes 19. Jh., ehemaliges Gartenlokal „Zur Weintraube“, nachmalig Wohnhaus des Bankiers Ludwig Bethke und seiner Frau, seit 1911 Bethke-Lehmann-Stiftung, langgestreckter, straßenbildprägender Gebäudekomplex in nachbarock-klassizistischer Formensprache, Saalanbauten mit großen Rundbogenfenstern    | 094 75120          |                                             | Weitere Bilder                        |
| Burgstraße 46 (Karte)                                                                                           | Villa                                     | Lehmannsche Villa, erbaut 1890, ehemaliges Wohnhaus des Bankiers H. F. Lehmann, zweieinhalbgeschossiger, schlossähnlicher Baukörper in aufwendiger Formensprache der Neurenaissance mit Turm als landschaftsprägendem Belvedere, Architekten: Reinhold Knoch und Friedrich Kallmeyer                              | 094 96744          |                                             | Weitere Bilder                        |
| Burgstraße 47 (Karte)                                                                                           | Wohnhaus                                  | Erbaut 1818 für den Dichter August Gottlob Eberhard; zweigeschossiger, klassizistischer Putzbau mit sparsam stuckierter Fassade, später Wohnhaus des Bankiers Lehmann | 094 04606          |                                             | Wohnhaus                              |
| Burgstraße 48 (Karte)                                                                                           | Wohn- und Geschäftshaus                   | Erbaut 1890, städtebaulich an exponierter Lage an der Einmündung zweier aufeinander zulaufender Straßen stehender barockisierender Putzbau mit lebhafter Fassadengestaltung aus Erkern, Giebeln, Balkonen und Risalit                                                                                             | 094 75115          |                                             | Wohn- und Geschäftshaus               |
| Burgstraße 49 (Karte)                                                                                           | Wohnhaus                                  | Erbaut ca. 1870/80, dreigeschossiger Putzbau mit Mittelrisalit, repräsentative Neurenaissancefassade | 094 96745          |                                             | Wohnhaus                              |
| Burgstraße 57 (Karte)                                                                                           | Wohn- und Geschäftshaus                   | | 094 66100          |                                             | Wohn- und Geschäftshaus               |
| Burgstraße 58 (Karte)                                                                                           | Wohnhaus                                  | Erbaut 1890, viergeschossiger Ziegelbau mit repräsentativem eklektizistischem Putzdekor in barockisierenden und Neurenaissanceformen | 094 96746          |                                             | Wohnhaus                              |
| Burgstraße 64 (Karte)                                                                                           | Wohnhaus                                  | Erbaut ca. 1890, dreigeschossiger Ziegelbau mit Putzgliederung und Mansarddach in repräsentativen Neurenaissanceformen | 094 96747          |                                             | Wohnhaus                              |
| Burgstraße 65 (Karte)                                                                                           | Wohn- und Geschäftshaus                   | Erbaut ca. 1890, viergeschossiger Ziegelbau, mit repräsentativer eklektizistischer Fassade in spätklassizistischen und neubarocken Putzformen | 094 96748          |                                             | Wohn- und Geschäftshaus               |
| Burgstraße 68 (Karte)                                                                                           | Wohn- und Geschäftshaus                   | Erbaut letztes Viertel d. 19. Jh., ansehnlicher dreigeschossiger Ziegelbau mit sparsamem Putzdekor in Neurenaissanceformen | 094 15138          |                                             | Wohn- und Geschäftshaus               |
| Burgstraße 69 (Karte)                                                                                           | Wohn- und Geschäftshaus                   | Erbaut drittes Viertel d. 19. Jh., dreigeschossiger, städtebaulich als optischer Abschluss der Sichtachse Fichtestraße wirkender, spätklassizistischer Putzbau mit zurückhaltendem Stuckdekor | 094 15139          |                                             | Wohn- und Geschäftshaus               |
| Burgstraße 72 (Karte)                                                                                           | Gasthaus                                  | Gasthof zum Mohr, erbaut im 16. Jh., wiedererbaut im 18. Jh., schlichter, stattlicher zweigeschossiger Putzbau mit hohem Mansarddach in straßenbildprägender Ecklage, profiliertes Sandsteinportal mit schönem klassizistischem Türblatt, rückwärtig großer Saalanbau des 19. Jh.                                 | 094 04608          |                                             | Weitere Bilder                        |
| Carl-Robert-Straße 1 (Karte)                                                                                    | Wohnhaus                                  | Erbaut letztes Viertel 19. Jh., dreigeschossiger spätklassizistischer Putzbau mit Mezzanin und Mittelrisalit | 094 04471          |                                             | Wohnhaus                              |
| Carl-Robert-Straße 5 (Karte)                                                                                    | Wohnhaus                                  | Erbaut letztes Viertel 19. Jh., dreigeschossiger zurückhaltend gestalteter Neurenaissanceputzbau mit Mezzanin | 094 04464          |                                             | Wohnhaus                              |
| Carl-Robert-Straße 6 (Karte)                                                                                    | Wohnhaus                                  | Erbaut letztes Viertel 19. Jh., viergeschossiger neubarocker Putzbau mit sparsamen Stuckdekor im Fensterbereich | 094 04432          |                                             | Wohnhaus                              |
| Carl-Robert-Straße 8 (Karte)                                                                                    | Villa                                     | Erbaut 1895, zweigeschossiger Ziegelbau mit herrschaftlichem Anspruch im Stil der deutschen Renaissance, dreiviertelrunder Treppenturm, Garten, Inschrifttafel | 094 04416          |                                             | Villa                                 |
| Carl-Robert-Straße 30 (Karte)                                                                                   | Wohnhaus                                  | Erbaut um 1900, zweigeschossiger Ziegelbau in Anlehnung an den Schweizer Stil mit Fachwerkgiebel, symmetrisch bezogen auf Nr. 31 | 094 14391          |                                             | Wohnhaus                              |
| Carl-Robert-Straße 31 (Karte)                                                                                   | Wohnhaus                                  | Erbaut um 1900, zweigeschossiger Ziegelbau in Anlehnung an den Schweizer Stil mit Fachwerkgiebel, symmetrisch bezogen auf Nr. 30 | 094 14379          |                                             | Wohnhaus                              |
| Carl-Robert-Straße 32 (Karte)                                                                                   | Wohnhaus                                  | Erbaut um 1900, dreigeschossiger Ziegelbau mit Putzgliederung aus Neurenaissance- und Jugendstilornamentik | 094 04637          |                                             | Wohnhaus                              |
| Carl-Robert-Straße 33 (Karte)                                                                                   | Wohnhaus                                  | Erbaut um 1900, dreigeschossiger Ziegelbau mit Putzgliederung in Neurenaissance- und Jugendstilformen | 094 80191          |                                             | Wohnhaus                              |
| Carl-Robert-Straße 34 (Karte)                                                                                   | Wohnhaus                                  | Erbaut letztes Viertel 19. Jh., dreigeschossiger Putzbau mit Mezzanin in Neurenaissanceformen | 094 01460          |                                             | Wohnhaus                              |
| Carl-Robert-Straße 35 (Karte)                                                                                   | Wohnhaus                                  | Erbaut letztes Viertel 19. Jh., viergeschossiger spätklassizistischer Putzbau mit Mezzanin und Stuckdekor im Fensterbereich | 094 13125          |                                             | Wohnhaus                              |
| Carl-Robert-Straße 36 (Karte)                                                                                   | Wohnhaus                                  | Erbaut letztes Viertel 19. Jh., dreigeschossiger spätklassizistischer Putzbau mit Mezzanin, durch Konsolgestein getragenes, weit vorkragendes Dach | 094 13169          |                                             | Wohnhaus                              |
| Carl-Robert-Straße 38 (Karte)                                                                                   | Wohnhaus                                  | Erbaut letztes Viertel 19. Jh., dreigeschossiger spätklassizistischer Putzbau mit Betonung der Beletage durch Stuckdekor im Fensterbereich | 094 13110          |                                             | Wohnhaus                              |
| Clara-Zetkin-Straße 12 (Karte)                                                                                  | Wohnhaus                                  | Erbaut ca. 1910, dreigeschossige Putzbau in Ecklage mit Risaliten, Loggien und Dreiecksgiebeln, Eingangsportikus mit Säulen, Putzdekor in strengen Jugendstilformen | 094 17317          |                                             | Wohnhaus                              |
| Clara-Zetkin-Straße 12a (Karte)                                                                                 | Wohnhaus                                  | Erbaut 1920er Jahre, schlichter zweigeschossiger Putzbau mit Zwischengesimsen in expressionistischen Stilformen | 094 80298          |                                             | Wohnhaus                              |
| Clara-Zetkin-Straße 13 (Karte)                                                                                  | Wohnhaus                                  | Erbaut 1920er Jahre, zwei- bis dreigeschossiger Putzbau mit Altan und Zwerchhaus, expressionistische Stilelemente | 094 96750          |                                             | Wohnhaus                              |
| Clara-Zetkin-Straße 14 (Karte)                                                                                  | Wohnhaus                                  | Erbaut um 1900, straßenbildprägender zweieinhalbgeschossiger Putzbau in Ecklage mit Erkern, Balkonen und Zwerchhäusern sowie Mansarddach in jugendstilnahen Formen | 094 14833          |                                             | Wohnhaus                              |
| Clara-Zetkin-Straße 15 (Karte)                                                                                  | Verwaltungsgebäude                        | Erbaut 1927/1928, Architekt: Martin Knauthe, ehemalige Geschäftsstelle des „Verbandes der Krankenkassen Sachsen-Anhalt“, aus drei Kuben asymmetrisch arrangierter Baukörper, qualitätvolles Werk des Neuen Bauens inmitten älterer Wohnbebauung von auffälliger stilistischer Signalwirkung                       | 094 04612          |                                             | Verwaltungsgebäude                    |
| Clara-Zetkin-Straße 16 Mozartstraße 22 (Karte)                                                                  | Wohnhaus                                  | Erbaut 1920er Jahre, Putzbau in straßenbildprägender Ecklage mit mächtigem Mansarddach und großem Dreiecksgiebel in neubiedermeierlich geprägtem Heimatstil | 094 70191          |                                             | Wohnhaus                              |
| Eichendorffstraße 2 (Karte)                                                                                     | Wohnhaus                                  | Erbaut Ende d. 19. Jahrhunderts, viergeschossiger schlichter Ziegelbau mit Seitenrisalit, profiliertes Traufgesims, Putzdekor im Stil der Neurenaissance | 094 14855          |                                             | Wohnhaus                              |
| Eichendorffstraße 3 (Karte)                                                                                     | Wohnhaus                                  | Erbaut Ende des 19. Jahrhunderts, dreigeschossiger spätklassizistischer Putzbau, Betonung der Beletage durch Stuckdekor | 094 14898          |                                             | Wohnhaus                              |
| Eichendorffstraße 8 (Karte)                                                                                     | Wohnhaus                                  | Erbaut Ende des 19. Jahrhunderts, dreigeschossiger spätklassizistischer Putzbau mit Mezzanin, Betonung der Beletage durch Stuckdekor | 094 14892          |                                             | Wohnhaus                              |
| Eichendorffstraße 10 (Karte)                                                                                    | Wohn- und Geschäftshaus                   | Erbaut Ende des 19. Jahrhunderts, dreigeschossiger spätklassizistischer Putzbau in Ecklage mit betonendem Eckerker, Beletage durch Stuckdekor hervorgehoben | 094 14867          |                                             | Wohn- und Geschäftshaus               |
| Eichendorffstraße 11 (Karte)                                                                                    | Wohnhaus                                  | Erbaut Ende des 19. Jahrhunderts, dreigeschossiger spätklassizistischer Putzbau mit antikisierendem Wellenbandfries am Zwischengesims | 094 13028          |                                             | Wohnhaus                              |
| Eichendorffstraße 12 (Karte)                                                                                    | Wohnhaus                                  | Erbaut Ende des 19. Jahrhunderts, schlichter dreigeschossiger, spätklassizistischer Putzbau, Betonung der Beletage durch Stuckdekor im Fensterbereich | 094 13998          |                                             | Wohnhaus                              |
| Eichendorffstraße 14 (Karte)                                                                                    | Wohnhaus                                  | Erbaut Ende des 19. Jahrhunderts, dreigeschossiger spätklassistischer Putzbau mit schlichtem Stuckdekor | 094 13999          |                                             | Wohnhaus                              |
| Eichendorffstraße 15 (Karte)                                                                                    | Wohnhaus                                  | Erbaut Ende des 19. Jahrhunderts, dreigeschossiger spätklassizistischer Putzbau mit Seitenrisalit, zurückhaltender Stuckdekor | 094 14507          |                                             | Wohnhaus                              |
| Eichendorffstraße 16 (Karte)                                                                                    | Wohnhaus                                  | Erbaut Ende des 19. Jahrhunderts, viergeschossiger spätklassizistischer Putzbau mit zurückhaltend stuckiertem Fassadendekor | 094 14506          |                                             | Wohnhaus                              |
| Eichendorffstraße 17 (Karte)                                                                                    | Wohnhaus                                  | Erbaut Ende des 19. Jahrhunderts, ansehnlicher viergeschossiger Ziegelbau mit Neurenaissanceformen | 094 04206          |                                             | Wohnhaus                              |
| Eichendorffstraße 20 (Karte)                                                                                    | Wohn- und Geschäftshaus                   | Erbaut Ende des 19. Jahrhunderts, repräsentativer dreigeschossiger Putzbau mit Mezzanin in Ecklage, spätklassizistischer Stuckdekor mit Pilastern und Giebeln | 094 14962          |                                             | Wohn- und Geschäftshaus               |
| Eichendorffstraße 23 (Karte)                                                                                    | Wohnhaus                                  | Erbaut um 1900, ansehnlicher viergeschossiger Putzbau mit Mittelrisalit, Stuckdekor im Jugendstil | 094 14940          |                                             | Wohnhaus                              |
| Eichendorffstraße 24 (Karte)                                                                                    | Wohn- und Geschäftshaus                   | Erbaut Ende des 19. Jahrhunderts, repsäsentativer viergeschossiger Putzbau mit Seitenrisaliten, Dach vorkragend, barockisierender Stuckdekor | 094 14941          |                                             | Wohn- und Geschäftshaus               |
| Eichendorffstraße 26 (Karte)                                                                                    | Wohnhaus                                  | Erbaut 1902, viergeschossiger Ziegelbau mit Putzgliederung, fast unverändert erhalten, Stuckfelder mit Jugendstilornament | 094 03990          |                                             | Wohnhaus                              |
| Eichendorffstraße 27 (Karte)                                                                                    | Wohnhaus                                  | Erbaut Ende des 19. Jahrhunderts, schlichter viergeschossiger Ziegelbau, Putzdekor in zurückhaltenden Neurenaissanceformen | 094 80154          |                                             | Wohnhaus                              |
| Eichendorffstraße 28, 28a (Karte)                                                                               | Wohn- und Geschäftshaus                   | Erbaut Ende des 19. Jahrhunderts, straßenbildprägender viergeschossiger Ziegelbau mit Putzgliederung in Ecklage, Neurenaissance | 094 03926          |                                             | Wohn- und Geschäftshaus               |
| Eichendorffstraße 30 (Karte)                                                                                    | Wohnhaus                                  | Erbaut Ende des 19. Jahrhunderts, ansehnlicher dreigeschossiger Ziegelbau mit spätklassizistischem Stuckdekor im Fensterbereich | 094 14361          |                                             | Wohnhaus                              |
| Eichendorffstraße 32 (Karte)                                                                                    | Wohnhaus                                  | Erbaut Ende des 19. Jahrhunderts, schlichter dreigeschossiger Putzbau mit sparsamem spätklassizistischen Stuckdekor | 094 13987          |                                             | Wohnhaus                              |
| Eichendorffstraße 33 (Karte)                                                                                    | Wohn- und Geschäftshaus                   | Erbaut Ende des 19. Jahrhunderts, dreigeschossiger Putzbau mit schlichtem spätklassizistischen Putzdekor | 094 14704          |                                             | Wohn- und Geschäftshaus               |
| Eichendorffstraße 35 (Karte)                                                                                    | Wohnhaus                                  | Erbaut Ende des 19. Jahrhunderts, viergeschossiger Ziegelbau mit Seitenrisalit, barockisierender Stuckdekor | 094 14538          |                                             | Wohnhaus                              |
| Ernestusstraße 1 (Karte)                                                                                        | Wohnhaus                                  | Erbaut ca. 1905, straßen- und platzbildprägender dreigeschossiger Putzbau in herausgehobener Ecklage mit Erkern und Giebeln, später Jugendstil | 094 12411          |                                             | Wohnhaus                              |
| Ernestusstraße 2 (Karte)                                                                                        | Villa                                     | Erbaut ca. 1905, repräsentativer zweieinhalbgeschossiger Putzbau mit Fachwerk- und Treppengiebel, Stilelemente der deutschen Renaissance und des Jugendstils | 094 12021          |                                             | Villa                                 |
| Ernestusstraße 4 (Karte)                                                                                        | Wohnhaus                                  | Erbaut Ende des 19. Jh., repräsentativer Putzbau in Anlehnung an die deutsche Renaissance, hoher geschweifter Giebel, Dreieckserker im Mittelrisalit, interessante Metallplastiken (Fabelwesen) | 094 04633          |                                             | Weitere Bilder                        |
| Ernestusstraße 5 (Karte)                                                                                        | Wohnhaus                                  | Erbaut um 1900, zweieinhalbgeschossiger, villenartiger Putzbau mit fachwerkverziertem Zwerchhaus, Polygonal- und Spitzerker, mit Vorgarten, Jugendstil | 094 11588          |                                             | Wohnhaus                              |
| Ernestusstraße 17 (Karte)                                                                                       | Wohnhaus                                  | Erbaut Anfang d. 20. Jh., schlichter Putzbau mit Erker und Zwerchhaus, Eingangsbereich durch toskanische Säulen hervorgehoben, später Jugendstil mit neoklassizistischem Einschlag, mit Vorgarten und Einfriedung                                                                                                 | 094 13992          |                                             | Wohnhaus                              |
| Ernestusstraße 27 (Karte)                                                                                       | Villa                                     | Villa Hoffmann, erbaut 1911 für den Generaldirektor der Riebeck’schen Montanwerke Dr. Ludwig Hoffmann, Architekt: Richard Riemerschmid, in der Verbindung von Renaissancemotiven und Elementen des Jugendstils sowie der Reformarchitektur bemerkenswertes Werk der Villenbaukunst des frühen 20. Jh.             | 094 04634          |                                             | Weitere Bilder                        |
| Ernst-Schneller-Straße 1 (Karte)                                                                                | Schule                                    | Sekundarschule „Johann Christian Reil“ (Reilschule), erbaut 1905–1908 durch Carl Rehorst als Städtische Oberrealschule, reiche Gliederung und Bauplastik in barockisierenden Jugendstilformen | 094 04636          |                                             | Weitere Bilder                        |
| Ernst-Schneller-Straße 5 (Karte)                                                                                | Wohnhaus                                  | Erbaut Anfang d. 20. Jh., straßenbildprägender Putzbau in Ecklage, asymmetrischer Baukörper mit Erkern, Balkonen und Giebeln, später Jugendstil | 094 14477          |                                             | Wohnhaus                              |
| Ernst-Schneller-Straße 6 (Karte)                                                                                | Wohnhaus                                  | Erbaut Anfang d. 20. Jh., dreigeschossiger Putzbau mit Erkern und mächtigem Giebel, eierstabähnlicher Putzdekor als auffallendes Gestaltungsmittel, Jugendstil | 094 14603          |                                             | Wohnhaus                              |
| Ernst-Schneller-Straße 7 (Karte)                                                                                | Wohnhaus                                  | Erbaut um 1910, schlichter dreigeschossiger Putzbau mit Mansarddach, Giebel und rundem Treppenturm, Jugendstil | 094 06740          |                                             | Wohnhaus                              |
| Ernst-Schneller-Straße 8 (Karte)                                                                                | Wohnhaus                                  | Erbaut Anfang d. 20. Jh., dreigeschossiger Putzbau mit Mansarddach und mächtigem Schweifgiebel, Jugendstil | 094 14000          |                                             | Wohnhaus                              |
| Fasanenstraße 5a Fasanenstraße 8 Reilstraße 57 Seebener Straße 172 Tiergartenstraße Tiergartenstraße 12 (Karte) | Zoologischer Garten Halle (Saale)         | Zoologischer Garten seit 1901 auf dem Reilsberg angelegter Bergzoo, mit Aussichtsturm von 1913 | 094 12781          | Baudenkmal                                  | Weitere Bilder                        |
| Fasanenstraße 5a, Zoologischer Garten                                                                           | Villa                                     | Villa | 094 12781 001      | Teilobjekt eines Baudenkmals                |                                       |
| Seebener Straße 172, am Westhang des Reilsberges, Zoologischer Garten                                           | Gasthaus                                  | Gasthaus | 094 12781 003      | Teilobjekt eines Baudenkmals                |                                       |
| Tiergartenstraße                                                                                                | Toranlage                                 | Toranlage | 094 12781 004      | Teilobjekt eines Baudenkmals                |                                       |
| Tiergartenstraße 12, Zoologischer Garten                                                                        | Wohnhaus                                  | Wohnhaus | 094 12781 005      | Teilobjekt eines Baudenkmals                |                                       |
| Reilstraße 57, Zoologischer Garten                                                                              | Denkmal                                   | Denkmal | 094 12781 006      | Teilobjekt eines Baudenkmals - Kleindenkmal |                                       |
| Reilstraße 57, Zoologischer Garten, nahe dem Aussichtsturm                                                      | Grabmal                                   | Grabmal | 094 12781 007      | Teilobjekt eines Baudenkmals - Kleindenkmal |                                       |
| Reilstraße 57, Zoologischer Garten, nordwestliche Randlage nahe Reilsburg                                       | Kolonnade                                 | Kolonnade | 094 12781 008      | Teilobjekt eines Baudenkmals                |                                       |
| Reilstraße 57, südwestliche Lage                                                                                | Gehege                                    | Gehege | 094 12781 009      | Teilobjekt eines Baudenkmals                |                                       |
| Reilstraße 57, Zoologischer Garten, auf dem höchsten Punkt des Reilsberges                                      | Aussichtsturm                             | Aussichtsturm | 094 12781 010      | Teilobjekt eines Baudenkmals                |                                       |
| Reilstraße 57, Zoologischer Garten                                                                              | Gehege                                    | Gehege | 094 12781 011      | Teilobjekt eines Baudenkmals                |                                       |
| Reilstraße 57, Zoologischer Garten, nördliche Randlage                                                          | Gehege                                    | Gehege | 094 12781 012      | Teilobjekt eines Baudenkmals                |                                       |
| Reilstraße 57, Zoologischer Garten, in der Nähe des höchsten Punktes des Reilsberges                            | Gehege                                    | Gehege | 094 12781 013      | Teilobjekt eines Baudenkmals                |                                       |
| Reilstraße 57, Zoologischer Garten                                                                              | Stall                                     | Stall | 094 12781 014      | Teilobjekt eines Baudenkmals                |                                       |
| Reilstraße 57, Zoologischer Garten, in der Nähe der Gaststätte an der großen Vogelvoliere                       | Toilettenhaus                             | Toilettenhaus | 094 12781 015      | Teilobjekt eines Baudenkmals                |                                       |
| Reilstraße 57, Zoologischer Garten                                                                              | Stall                                     | Stall | 094 12781 016      | Teilobjekt eines Baudenkmals                |                                       |
| Reilstraße 57                                                                                                   | Stall                                     | Stall | 094 12781 017      | Teilobjekt eines Baudenkmals                |                                       |
| Reilstraße 57                                                                                                   | Gehege                                    | Gehege | 094 12781 018      | Teilobjekt eines Baudenkmals                |                                       |
| Reilstraße 57                                                                                                   | Stall                                     | Stall | 094 12781 019      | Teilobjekt eines Baudenkmals                |                                       |
| Fischer-von-Erlach-Straße 57 (Karte)                                                                            | Wohnhaus                                  | Wohnhaus Erbaut 1870/80er Jahre, ansehnlicher dreigeschossiger Putzbau mit weitem Dachvorstand und Mezzanin, spätklassizistischer Stuckdekor | 094 14769          |                                             | Wohnhaus                              |
| Fischer-von-Erlach-Straße 59 (Karte)                                                                            | Wohnhaus                                  | Erbaut 1870/80er Jahre, repräsentativer, dreigeschossiger spätklassizistischer Putzbau mit Stuckdekor wie Baluster, Dreiecksgiebel, Pilaster und Traufgesims | 094 14425          |                                             | Wohnhaus                              |
| Fischer-von-Erlach-Straße 61 (Karte)                                                                            | Wohnhaus                                  | Erbaut 1870/80er Jahre, schlichter, dreigeschossiger, spätklassizistischer Putzbau mit zurückhaltendem Stuckdekor | 094 04600          |                                             | Wohnhaus                              |
| Fischer-von-Erlach-Straße 63 (Karte)                                                                            | Wohnhaus                                  | Erbaut 1870/80er Jahre, dreigeschossiger, spätklassizistischer Putzbau mit Mezzanin, Stuckdekor aus Dreiecksgiebeln, Pilastern und Flächen mit vegetabilem Ornament | 094 14431          |                                             | Wohnhaus                              |
| Fischer-von-Erlach-Straße 64 (Karte)                                                                            | Wohnhaus                                  | Erbaut um 1900, malerischer zweigeschossiger Putz- und Fachwerkbau mit Walmdach auf Souterrain, villenähnlich angelegt, mit Elementen des Schweizer Stils sowie neugotischen und Neurenaissanceenflüssen | 094 04427          |                                             | Wohnhaus                              |
| Fischer-von-Erlach-Straße 65 (Karte)                                                                            | Wohnhaus                                  | Erbaut 1870/80er Jahre, dreigeschossiger spätklassizistischer Putzbau in Ecklage mit Seitenrisaliten und Mezzanin, im Erdgeschoss Rundbögen | 094 04433          |                                             | Wohnhaus                              |
| Fischer-von-Erlach-Straße 66 (Karte)                                                                            | Wohnhaus                                  | Erbaut Ende d. 19. Jahrhunderts, repräsentativer zweigeschossiger Putzbau, gestaltet als aufwendiges Palais, reicher neubarocker Stuckdekor, Obergeschoss mit Rundbogenfenstern | 094 04423          |                                             | Wohnhaus                              |
| Fischer-von-Erlach-Straße 70 (Karte)                                                                            | Wohnhaus                                  | Erbaut Anfang d. 20. Jahrhunderts, villenartiger dreigeschossiger Putzbau mit mächtigem, polygonalen Erker, figürliche Stuckreliefs, Fenster mit dekorativer Versprossung | 094 75128          |                                             | Wohnhaus                              |
| Fischer-von-Erlach-Straße 72 (Karte)                                                                            | Wohnhaus                                  | Erbaut Anfang d. 20. Jahrhunderts, ansehnlicher dreieinhalbgeschossiger Putzbau mit Erker und interessant gestaltetem Zwerchhaus, barockisierender Jugendstil | 094 04441          |                                             | Wohnhaus                              |
| Fischer-von-Erlach-Straße 73 (Karte)                                                                            | Wohnhaus                                  | Wohnhaus in Formen des Jugendstils von 1906, 2017 als Denkmal ausgewiesen | 094 56718          |                                             | BW                                    |
| Fischer-von-Erlach-Straße 74 (Karte)                                                                            | Wohnhaus                                  | Erbaut Anfang d. 20. Jahrhunderts, dreieinhalbgeschossiger Putzbau mit Altan und Rundbogenportal, barockisierender Jugendstildekor | 094 04445          |                                             | Wohnhaus                              |
| Fischer-von-Erlach-Straße 79 Reilstraße 97, 98 (Karte)                                                          | Villa                                     | Villa (Reilstraße 97) mit Einfriedung und Remise (Fischer-von-Erlach-Straße 79), um 1900 erbaute hochherrschaftliche Villa mit reich gegliederten Schweifgiebeln, Runderkern und Türmen in malerischer Gruppierung, eklektizistisch, im Innern Jugendstil, Remise in Fachwerk                                     | 094 04960          |                                             | Weitere Bilder                        |
| Fischer-von-Erlach-Straße 90 (Karte)                                                                            | Wohnhaus                                  | Erbaut um 1900, zweigeschossiger villenartiger Putzbau mit barockisierendem Dreieckserker aus Holz, mit Fächermotiv und Fachwerk-Turmaufsatz | 094 14711          |                                             | Wohnhaus                              |
| Fischer-von-Erlach-Straße 92 (Karte)                                                                            | Wohnhaus                                  | Erbaut um 1900, bauliche Einheit mit Nr. 90 | 094 14710          |                                             | Wohnhaus                              |
| Fischer-von-Erlach-Straße 94 (Karte)                                                                            | Wohnhaus                                  | Erbaut um 1900, villenartiger Eckbau mit originellem Erker und Fachwerkgiebel, roter Porphyrsockel, Vordächer von Portalvorbau und Erker aus Kupfer, kuriose Jugendstilschöpfung | 094 07978          |                                             | Wohnhaus                              |
| Fischer-von-Erlach-Straße 96 (Karte)                                                                            | Wohnhaus                                  | Erbaut Anfang d. 20. Jahrhunderts, repräsentatives drei- bis viergeschossiges Eckhaus auf Souterrain mit steilem Satteldach und rundem Eckturm, in schlichten Formen der Reformarchitektur | 094 07977          |                                             | Wohnhaus                              |
| Friedenstraße 1e (Karte)                                                                                        | Villa                                     | Erbaut 1839, sogenannter Oberschmelzer, Villa mit Garten, vom Universitätsprofessor Friedrich August Schmelzer (1759–1842) erbauter Wohnkomplex, zweigeschossige barocke Putzbauten, zum Teil originale Ausstattung                                                                                               | 094 04652          |                                             | Weitere Bilder                        |
| Friedenstraße 12 (Karte)                                                                                        | Villa                                     | Villa mit Gartenhaus, erbaut um 1900, großbürgerliches, zwei- bis dreigeschossiges Wohnhaus mit mächtigen Ziergiebeln, gutes Beispiel der Reformarchitektur mit Anklängen an die deutsche Renaissance, Architekten: Theodor Lehmann, Gustav Wolff                                                                 | 094 04653          |                                             | Villa                                 |
| Friedenstraße 13 (Karte)                                                                                        | Wohnhaus                                  | Erbaut Anfang d. 20. Jahrhunderts, zweieinhalbgeschossiger Putzbau über Souterrain in Ecklage mit Erkern und Fachwerkgiebel, Sonnenblumenfries am Traufgesims und Fensterversprossung im Jugendstil | 094 14740          |                                             | Wohnhaus                              |
| Friedenstraße 16 (Karte)                                                                                        | Wohnhaus                                  | Erbaut 1896, malerischer, zweieinhalbgeschossiger, villenähnlicher Putzbau, Altan und Fachwerkgiebel, Anklänge an den Heimat- und Schweizer Stil, Architekten: Theodor Lehmann, Gustav Wolff | 094 14743          |                                             | Wohnhaus                              |
| Friedenstraße 17 (Karte)                                                                                        | Wohnhaus                                  | Erbaut 1896, zweieinhalbgeschossiger villenartiger Ziegelbau mit rundbogiger Loggia, Erker und Fachwerkgiebel, Putzdekor im Heimatstil mit Anklängen an die deutsche Renaissance, Architekten: Theodor Lehmann, Gustav Wolff                                                                                      | 094 14744          |                                             | Wohnhaus                              |
| Friedenstraße 19 (Karte)                                                                                        | Wohnhaus                                  | Erbaut 1901/02, Architekt Johannes Matz, stattlicher villenähnlicher zweieinhalbgeschossiger Putzbau im Jugendstil, figürlicher Stuckdekor als Eckbetonung, großes Treppenhausbuntglasfenster | 094 04655          |                                             | Wohnhaus                              |
| Friedenstraße 20 (Karte)                                                                                        | Wohnhaus                                  | Erbaut Anfang d. 20. Jahrhunderts, zweieinhalbgeschossiger Putzbau mit Krüppelwalmdach, Fachwerkgiebel und Loggia, Fensterversprossung, Jugendstil | 094 14746          |                                             | Wohnhaus                              |
| Friedenstraße 21 (Karte)                                                                                        | Wohnhaus                                  | Erbaut um 1900, villenartiger, schlichter, zweieinhalbgeschossiger Putzbau mit Erker, Hängepfosten im Giebelbereich, Anklänge an den Schweizer Stil | 094 14749          |                                             | Wohnhaus                              |
| Friedenstraße 26 (Karte)                                                                                        | Wohnhaus                                  | Erbaut Anfang d. 20. Jahrhunderts, malerischer zweigeschossiger Putzbau mit Krüppelwalmdach auf Souterrain, Altan, Anklänge an Schweizer Stil | 094 14754          |                                             | Wohnhaus                              |
| Friedenstraße 26a (Karte)                                                                                       | Wohnhaus                                  | Erbaut um 1900, zweigeschossiger giebelständiger Putzbau mit offener Loggia in Holzbauweise, qualitätvoll gestaltetes Inventar in Jugendstilformen, darunter ein wertvoller Keramikofen der 1920er Jahre von Gustav Weidanz                                                                                       | 094 96806          |                                             | Wohnhaus                              |
| Friedenstraße 27 (Karte)                                                                                        | Wohnhaus                                  | Erbaut um 1900, repräsentativer, villenartiger, eineinhalbgeschossiger Ziegelbau im Schweizer Stil mit vorkragenden Satteldächern und überdachtem Treppenaufgang | 094 14761          |                                             | Wohnhaus                              |
| Friedenstraße 29 (Karte)                                                                                        | Wohnhaus                                  | Erbaut 1895, zweieinhalbgeschossiger Ziegelbau mit herrschaftlichem Anspruch in Ecklage mit helmbekröntem runden Treppenturm, Giebeln, Ecktürmchen, reicher Werksteindekor | 094 14765          |                                             | Wohnhaus                              |
| Friedenstraße 31 (Karte)                                                                                        | Villa                                     | Erbaut 1898, ansehnlicher dreigeschossiger Ziegelbau mit Erker, schlichtem Stuckdekor im Jugendstil, Giebel und Dachbereich in Anlehnung an den Schweizer Stil | 094 14766          |                                             | Villa                                 |
| Friedenstraße 32 (Karte)                                                                                        | Friedhof                                  | Friedhof Giebichenstein, Anfang der 1880er Jahre an der Friedenstraße neu angelegter Friedhof anstelle des 1883 geschlossenen alten Giebichensteiner Friedhofes um die Bartholomäuskirche, Ehrengrabanlagemit 52 Grabstellen für Gefallene des 2. Weltkrieges                                                     | 094 75133          |                                             | Weitere Bilder                        |
| Friedenstraße 33, 36 (Karte)                                                                                    | Giebichenstein-Gymnasium „Thomas Müntzer“ | Schule Ehemalige Wittekindschule, erbaut 1901–1903, straßenbildprägender Putzbau von großer landschaftsprägender Fernwirkung, Jugendstil mit Anklängen an die deutsche Renaissance, Architekt Carl Rehorst | 094 04656          |                                             | Weitere Bilder                        |
| Friedenstraße 34, 36, 37, 37a (Karte)                                                                           | Schule                                    | Nr. 34: Erbaut 1885 als Giebichensteiner Bürgerschule, Brunnenschule, heute Teil des Giebichenstein-Gymnasiums (siehe dort). Nr. 37/37a: Erbaut 1883–1887 als Giebichensteiner Knaben-Volksschule, heute Grundschule Wittekind.                                                                                   | 094 04679          |                                             | Weitere Bilder                        |
| Friedenstraße 35 (Karte)                                                                                        | Wohnhaus                                  | Erbaut 1884/85, Diakonatsgebäude der Kirchengemeinde St. Bartholomäus, zweigeschossiger Backsteinbau, als Risalit aufsteigender helmbekrönter Turm | 094 04657          |                                             | Wohnhaus                              |
| Fährstraße 1, 2a (Karte)                                                                                        | Wohnhaus                                  | Erbaut ca. 1870/80er Jahre, ehemalige Brauerei Carl Bauer, zweigeschossiger Ziegelbau über Souterrain mit Mittelrisalit in villenartiger Freilage in neurenaissancenahen Formen (Nr. 1) | 094 15146          |                                             | Weitere Bilder                        |
| Fährstraße 2 (Karte)                                                                                            | Verwaltungsgebäude                        | nicht auffindbar, entspricht vermutl. lt. Denkmalverzeichnis der heutigen Nr. 4 | 094 76638          |                                             | BW                                    |
| Fährstraße 3 (Karte)                                                                                            | Wohnhaus                                  | Erbaut ca. 1880/90, ehemalige Brauerei Bauer, zweigeschossiger Ziegelbau mit Mezzanin mit repräsentativer Putzgliederung, Neurenaissance | 094 15145          |                                             | Weitere Bilder                        |
| Fährstraße 4 (Karte)                                                                                            | Verwaltungsgebäude                        | Erbaut 1870/80er Jahre, ehemaliges Verwaltungsgebäude der Baumwollspinnerei Rabe, Ziegelbau mit Eckturm und Seitenrisalit, spätklassizistischer Stuckdekor, heute Christliche Akademie für Gesundheits- und Pflegeberufe                                                                                          | 094 01784          |                                             | Weitere Bilder                        |
| Fährstraße 6 (Karte)                                                                                            | Villa                                     | Erbaut ca. 1925, eingeschossiger Putzbau im Landhausstil in Parkanlage am Saaleufer, großes Satteldach mit markanter Lisenengliederung der Giebel, qualitätvolles Beispiel traditioneller Architektur der Weimarer Republik, heute Teil der Christlichen Akademie für Gesundheits- und Pflegeberufe               | 094 70082          |                                             | Villa                                 |
| Fährstraße Kröllwitzer Straße (Karte)                                                                           | Brücke                                    | Giebichensteinbrücke | 094 96796          |                                             | Weitere Bilder                        |
| Große Brunnenstraße 4 (Karte)                                                                                   | Schule                                    | Ehemalige Giebichensteiner Mädchen-Volksschule (Brunnenschule), erbaut 1867 bis 1877, zweigeschossiger schlichter Ziegelbau mit übergiebeltem Mittelrisalit, typischer Volksschulbau der Gründerzeit | 094 04678          |                                             | Schule                                |
| Große Brunnenstraße 51 (Karte)                                                                                  | Wohnhaus                                  | Erbaut ca. 1880/90, viereinhalbgeschossiger neubarocker Putzbau mit Mittelrisalit | 094 14109          |                                             | Wohnhaus                              |
| Große Brunnenstraße 52 (Karte)                                                                                  | Wohnhaus                                  | Erbaut Ende des 19. Jh., fünfgeschossiger Ziegelbau mit schlicht dekoriertem Fassadenputz | 094 14038          |                                             | Wohnhaus                              |
| Große Brunnenstraße 53 (Karte)                                                                                  | Wohnhaus                                  | Erbaut Ende d. 19. Jh., vier- bis fünfgeschossiger Ziegelbau, Putzgliederung in gotisierender Formensprache | 094 14088          |                                             | Wohnhaus                              |
| Große Brunnenstraße 54 (Karte)                                                                                  | Wohnhaus                                  | Erbaut Ende d. 19. Jh., viergeschossiger Ziegelbau im Neurenaissancestil, Betonung der Beletage durch Dreiecksgiebel | 094 14036          |                                             | Wohnhaus                              |
| Große Brunnenstraße 55 (Karte)                                                                                  | Wohnhaus                                  | Erbaut ca. 1870/80, dreigeschossiger, spätklassizistischer Putzbau mit geschmackvollem Putzdekor, Stuckband mit floralen Ornamenten | 094 14033          |                                             | Wohnhaus                              |
| Große Brunnenstraße 63 (Karte)                                                                                  | Wohn- und Geschäftshaus                   | Erbaut ca. 1880/90, viereinhalbgeschossiger neubarocker Ziegelbau mit reichem Stuckdekor im Fensterbereich | 094 15130          |                                             | Wohn- und Geschäftshaus               |
| Große Gosenstraße 15 (Karte)                                                                                    | Wohnhaus                                  | Erbaut drittes Viertel d. 19. Jahrhunderts, dreigeschossiger spätklassizistischer Putzbau mit Betonung der Mittelachse, Zwischengesimse mit Stuckfries | 094 15177          |                                             | Wohnhaus                              |
| Große Gosenstraße 16 (Karte)                                                                                    | Wohnhaus                                  | Erbaut drittes Viertel d. 19. Jahrhunderts, schlichter, dreigeschossiger, spätklassizistischer Putzbau mit sparsamem Girlandenstuckdekor | 094 15178          |                                             | Wohnhaus                              |
| Große Gosenstraße 17 (Karte)                                                                                    | Wohnhaus                                  | Erbaut drittes Viertel d. 19. Jahrhunderts,dreigeschossiger spätklassizistischer Putzbau mit Mezzanin, Beletage durch feinen Stuckdekor betont | 094 15179          |                                             | Wohnhaus                              |
| Große Gosenstraße 18 (Karte)                                                                                    | Wohnhaus                                  | Erbaut drittes Viertel d. 19. Jahrhunderts, dreigeschossiger spätklassizistischer Putzbau mit Zwerchhaus und Gaupen, floraler Stuckdekor im Fensterbereich | 094 15180          |                                             | Wohnhaus                              |
| Große Gosenstraße 19 (Karte)                                                                                    | Wohnhaus                                  | Erbaut drittes Viertel d. 19. Jahrhunderts, dreigeschossiger spätklassizistischer Putzbau mit Seitenrisalit, Beletage mit feinem Stuckdekor | 094 15181          |                                             | Wohnhaus                              |
| Große Gosenstraße 21 (Karte)                                                                                    | Wohnhaus                                  | Erbaut drittes Viertel d. 19. Jahrhunderts, sehr schlichter, dreigeschossiger spätklassizistischer Putzbau mit sparsamer Gliederung | 094 15183          |                                             | Wohnhaus                              |
| Große Gosenstraße 22 (Karte)                                                                                    | Wohnhaus                                  | Erbaut drittes Viertel d. 19. Jahrhunderts, schlichter, dreigeschossiger spätklassizistischer Putzbau mit Mezzanin, kräftige Zwischengesimse, sparsamer Stuckdekor | 094 15182          |                                             | Wohnhaus                              |
| Große Gosenstraße 23 (Karte)                                                                                    | Wohnhaus                                  | Erbaut drittes Viertel d. 19. Jahrhunderts, dreigeschossiger spätklassizistischer Putzbau mit Mezzanin, Zwischengesimsen, sparsamer Gliederung | 094 15176          |                                             | Wohnhaus                              |
| Große Gosenstraße 25 (Karte)                                                                                    | Wohnhaus                                  | Erbaut drittes Viertel d. 19. Jahrhunderts, repräsentativer, dreigeschossiger spätklassizistischer Putzbau mit Mittelrisalit, Giebelhäuser, Betonung der Beletage durch Stuckdekor | 094 15174          |                                             | Wohnhaus                              |
| Händelstraße 2 (Karte)                                                                                          | Wohnhaus                                  | Erbaut ca. 1880/90, dreigeschossiger, repräsentativer Putzbau über Souterrain mit Mittelrisalit und reichem Fassadendekor spätklassizistischen Gepräges | 094 12492          |                                             | Wohnhaus                              |
| Händelstraße 3 (Karte)                                                                                          | Wohnhaus                                  | Erbaut ca. 1880/90, dreigeschossiger Ziegelbau über Souterrain mit Mittelrisalit, im Erdgeschoss Rundbogenfenster, repräsentative Putzgliederung im Stil der Neurenaissance | 094 12491          |                                             | Wohnhaus                              |
| Händelstraße 7 (Karte)                                                                                          | Wohnhaus                                  | Erbaut ca. 188090, dreieinhalbgeschossiger Ziegelbau über Souterrain in Ecklage, mit Eckerker und Rundgiebel, repräsentative barockisierende Putzgliederung | 094 12490          |                                             | Wohnhaus                              |
| Händelstraße 8 (Karte)                                                                                          | Wohnhaus                                  | Erbaut ca. 1880, zweigeschossiger Ziegelbau über Souterrain in Ecklage mit Mansarddach und vornehmer Putzgliederung im Stil der Neurenaissance | 094 12488          |                                             | Wohnhaus                              |
| Händelstraße 9 (Karte)                                                                                          | Wohnhaus                                  | Erbaut ca. 1880, zweigeschossiger Ziegelbau mit polygonalem Erker im Erdgeschoss und schlichter spätklassizistischer Putzgliederung | 094 12487          |                                             | Wohnhaus                              |
| Händelstraße 10 (Karte)                                                                                         | Wohnhaus                                  | Erbaut ca. 1880, zweieinhalbgeschossiger Ziegelbau über Souterrain mit Mansarddach, Seitenrisalit und schlichtem Putzdekor in Anlehnung an die Renaissance | 094 12486          |                                             | Wohnhaus                              |
| Händelstraße 11 (Karte)                                                                                         | Wohnhaus                                  | Erbaut ca. 1880, zweigeschossiger Ziegelbau über Souterrain, mit Mansarddach, Seitenrisalit und schlichtem spätklassizistischem Putzdekor | 094 12485          |                                             | Wohnhaus                              |
| Händelstraße 12 (Karte)                                                                                         | Wohnhaus                                  | Erbaut ca. 1880, zweigeschossiger Ziegelbau über Souterrain, mit Flachdach und giebelbekröntem Seitenrisalit, reicher spätklassizistischer Putzdekor mit Hermenpilastern in der Beletage | 094 12484          |                                             | Wohnhaus                              |
| Händelstraße 13 (Karte)                                                                                         | Wohnhaus                                  | Erbaut 1880er Jahre, zweieinhalbgeschossiger Ziegelbau mit durch Säulen und Pilaster aufwendig gegliedertem Erkervorbau in vornehmen Neurenaissanceformen, Wohnhaus des Mathematikers Georg Cantor | 094 04664          |                                             | Wohnhaus                              |
| Händelstraße 14 (Karte)                                                                                         | Wohnhaus                                  | Erbaut ca. 1880, zweigeschossiger Putzbau über Souterrain mit Mansarddach, Seitenrisalit und Rundbogenfenstern in der Beletage, Fassadengliederung mit Halbsäulen im Stil des französischen Barockklassizismus | 094 12483          |                                             | Wohnhaus                              |
| Händelstraße 15 (Karte)                                                                                         | Wohnhaus                                  | Erbaut ca. 1890, eingeschossiger, villenartiger Putzbau über hohem Souterrain mit Mansarddach und Mittelrisalit, repräsentatives großbürgerliches Stadthaus mit Palaischarakter im Stil des französischen Barock                                                                                                  | 094 80068          |                                             | Wohnhaus                              |
| Händelstraße 16, 16a Remise Nr. 16a (Karte)                                                                     | Villa Weise                               | Für den Fabrikanten Ernst Rudolf Weise 1895/96 errichtete, straßenbildbeherrschende, schlossartige Villa mit prächtigem Ziergiebel, reichem Werksteindekor und malerisch-asymmetrischer Baumassenverteilung im Stil der deutschen Renaissance, Architekt Hans Grisebach                                           | 094 11280          |                                             | Weitere Bilder                        |
| Händelstraße 19 (Karte)                                                                                         | Wohnhaus                                  | Erbaut ca. 1880, zweigeschossiger Ziegelbau über Souterrain in straßenbildprägender Ecklage mit barockisierendem Putzdekor | 094 12482          |                                             | Wohnhaus                              |
| Händelstraße 20 (Karte)                                                                                         | Wohnhaus                                  | Erbaut ca. 1890, dreigeschossiger Ziegelbau über Souterrain, mit Seitenrisalit, Schweifgiebel und Putzdekor in Formen der Spätgotik und der Renaissance | 094 12481          |                                             | Wohnhaus                              |
| Händelstraße 21 (Karte)                                                                                         | Wohnhaus                                  | Erbaut ca. 1880, zweigeschossiger Ziegelbau über Souterrain, Mittelrisalit mit reich verziertem Schweifgiebel und aufwendigem barockisierenden Stuckdekor | 094 12480          |                                             | Wohnhaus                              |
| Händelstraße 22 (Karte)                                                                                         | Wohnhaus                                  | Erbaut Anfang d. 20. Jh., breitgelagerter, vorzüglich gestalteter, zweigeschossiger Putzbau im neoklassizistischen Stil, anspruchsvolle Fassadengliederung mit Mittelrisalit, Portikus, Runderkern und Altanen über ionischen und dorischen Säulen                                                                | 094 11587          |                                             | Wohnhaus                              |
| Händelstraße 23 (Karte)                                                                                         | Wohnhaus                                  | Erbaut ca. 1875/80, zweieinhalb- bis dreigeschossiger Putzbau über Souterrain in straßenbildprägender Ecklage mit schlichter spätklassizistischer Fassadengliederung im Stil der Schinkel-Nachfolge | 094 12479          |                                             | Wohnhaus                              |
| Händelstraße 25 (Karte)                                                                                         | Wohnhaus                                  | Erbaut 1880er Jahre, zweigeschossiger, neugotischer Ziegelbau mit reicher Dachlandschaft aus zwei unterschiedlich hohen Giebeln und interessant gestalteten Gaupen | 094 11279          |                                             | Wohnhaus                              |
| Händelstraße 26 (Karte)                                                                                         | Wohnhaus                                  | Erbaut 1880er Jahre, zweigeschossiger, neugotischer Ziegelbau mit zwei steilen Giebeln und Loggia, mit origineller gotisierender Variation des Palladio-Motivs | 094 11278          |                                             | Wohnhaus                              |
| Händelstraße 28 (Karte)                                                                                         | Wohnhaus                                  | Erbaut ca. 1880, zweigeschossiger Ziegelbau über Souterrain mit Mansarddach, Mittelrisalit und reichem barockisierenden Putzdekor | 094 12475          |                                             | Wohnhaus                              |
| Händelstraße 29 (Karte)                                                                                         | Wohnhaus                                  | Erbaut ca. 1880, zweigeschossiger Putzbau über Souterrain mit Mansarddach, repräsentative Fassadengliederung im Stil der Neurenaissance | 094 12474          |                                             | Wohnhaus                              |
| Händelstraße 30 (Karte)                                                                                         | Wohnhaus                                  | Erbaut ca. 1880, zweigeschossiger Putzbau über Souterrain mit Mansarddach in straßenbildprägender Ecklage, Fassadendekor im Stil der Neurenaissance | 094 12473          |                                             | Wohnhaus                              |
| Händelstraße 31 (Karte)                                                                                         | Wohnhaus                                  | Erbaut ca. 1880, zweigeschossiger Ziegelbau über Souterrain mit Mansarddach, polygonalem Erker und Putzgliederung im Stil der Neurenaissance | 094 12498          |                                             | Wohnhaus                              |
| Händelstraße 32 (Karte)                                                                                         | Wohnhaus                                  | Erbaut ca. 1890, zweigeschossiger, flachgedeckter Putzbau über Souterrain mit Mittel- und Seitenrisalit, zurückhaltende Fassadengliederung in spätklassizistischen Formen | 094 12497          |                                             | Wohnhaus                              |
| Händelstraße 33 (Karte)                                                                                         | Wohnhaus                                  | Erbaut ca. 1890, dreigeschossiger Putzbau über Souterrain mit Mansarddach, im Hochparterre Rundbogenfenster in spätklassizistischen und Neurenaissanceformen | 094 12496          |                                             | Wohnhaus                              |
| Händelstraße 34 (Karte)                                                                                         | Wohnhaus                                  | Erbaut ca. 1890, dreigeschossiger Putzbau über Souterrain mit Mansarddach und Mittelrisalit, repräsentative Fassadengliederung in spätklassizistischen und Neurenaissanceformen | 094 12495          |                                             | Wohnhaus                              |
| Händelstraße 36 (Karte)                                                                                         | Wohnhaus                                  | Erbaut 1870er Jahre, zweigeschossiger, flachgedeckter Putzbau mit ausgewogener spätklassizistischer Fassadengestaltung | 094 12494          |                                             | Wohnhaus                              |
| Händelstraße 37 (Karte)                                                                                         | Wohnhaus                                  | Erbaut 1870er Jahre, dreigeschossiger Putzbau mit schlichter Fassadengliederung in Anlehnung an die Renaissance | 094 12493          |                                             | Wohnhaus                              |
| Klausbergstraße 5 (Karte)                                                                                       | Wohnhaus                                  | Erbaut erste Hälfte des 19. Jahrhunderts, wohl ehemaliges Fischerhäuschen, schlichter, eingeschossiger, traufständiger Putzbau mit Satteldach und holzverkleidetem Giebel, auf ansteigendem Gelände über der Saale gelegen                                                                                        | 094 15143          |                                             | Wohnhaus                              |
| Karl-Liebknecht-Straße 3 (Karte)                                                                                | Wohnhaus                                  | Haus aus dem letzten Viertel d. 19. Jh. durch Neubau ersetzt | 094 12658          |                                             | BW                                    |
| Karl-Liebknecht-Straße 4 (Karte)                                                                                | Wohnhaus                                  | Erbaut letztes Viertel d. 19. Jahrhunderts, schlichter, dreigeschossiger, spätklassizistischer Putzbau, Stuckdekor im Fensterbereich der Beletage (Dreiecksgiebel) weitgehend entfernt | 094 04791          |                                             | Wohnhaus                              |
| Karl-Liebknecht-Straße 6 (Karte)                                                                                | Wohnhaus                                  | Erbaut letztes Viertel d. 19. Jahrhunderts, dreigeschossiger, spätklassizistischer Putzbau mit Seitenrisalit, Stuckdekor aus Pilastern und Giebeln, Zwischengesimse | 094 12660          |                                             | Wohnhaus                              |
| Karl-Liebknecht-Straße 7 (Karte)                                                                                | Wohnhaus                                  | Erbaut letztes Viertel d. 19. Jahrhunderts, dreigeschossiger Ziegelbau mit Mezzanin, schlichter spätklassizistischer Stuckdekor unter Betonung der Beletage | 094 12661          |                                             | Wohnhaus                              |
| Karl-Liebknecht-Straße 9 (Karte)                                                                                | Wohnhaus                                  | Erbaut letztes Viertel d. 19. Jahrhunderts, zweigeschossiger, spätklassizistischer Putzbau mit Polygonalerker, weit vorkragendes Dach mit Konsolen | 094 04773          |                                             | Wohnhaus                              |
| Karl-Liebknecht-Straße 12 (Karte)                                                                               | Wohnhaus                                  | Erbaut um 1885, villenartiger, zweigeschossiger spätklassizistischer Ziegelbau, in Ecklage giebelbekrönter Erker, Seitenerker, Zahnschnittfries im Traufbereich | 094 12489          |                                             | Wohnhaus                              |
| Karl-Liebknecht-Straße 15 (Karte)                                                                               | Wohnhaus                                  | Erbaut um 1885, zweigeschossiger schlichter Ziegelbau mit mächtigem Erker, Traufgesims mit Zahnschnittfries, Putzdekor in Neurenaissanceformen | 094 12472          |                                             | Wohnhaus                              |
| Karl-Liebknecht-Straße 17 (Karte)                                                                               | Wohnhaus                                  | Erbaut um 1885, zweigeschossiger neubarocker Ziegelbau mit Mittelrisalit auf Souterrain, plastischer Stuckdekor, Eingangsbereich als Portikus gestaltet | 094 12471          |                                             | Wohnhaus                              |
| Karl-Liebknecht-Straße 18 (Karte)                                                                               | Wohnhaus                                  | Erbaut um 1885, schlichter, zweigeschossiger Ziegelbau mit Putzgliederung und Risalit auf Souterrain, Rundfenster über Eingang, Traufgesims mit Konsolen | 094 12470          |                                             | Wohnhaus                              |
| Karl-Liebknecht-Straße 19 (Karte)                                                                               | Wohnhaus                                  | Erbaut 1887, umgebaut 1905, repräsentativer zweigeschossiger Putzbau auf Souterrain mit Erker, Stuckdekor im Stil der Neurenaissance | 094 12469          |                                             | Wohnhaus                              |
| Karl-Liebknecht-Straße 20 (Karte)                                                                               | Wohnhaus                                  | Erbaut 1890, repräsentativer zweigeschossiger Ziegelbau mit Mittelrisalit über Souterrain, Fassade im Neurenaissancestil durch Stuckdekor aus Pilastern, Halbsäulen und Friesen | 094 12468          |                                             | Wohnhaus                              |
| Karl-Liebknecht-Straße 23 (Karte)                                                                               | Wohnhaus                                  | Erbaut 1906, repräsentativer dreigeschossiger Putzbau mit Schweifgiebel, interessanter figürlich und ornamental gestalteter Stuckdekor, Jugendstil | 094 12440          |                                             | Wohnhaus                              |
| Karl-Liebknecht-Straße 23a (Karte)                                                                              | Wohnhaus                                  | Erbaut 1906, zwei- bis dreigeschossiger, schlichter Putzbau in Ecklage, mächtige Zwerchhäuser, Erker mit Stuckdekor, Jugendstil | 094 12439          |                                             | Wohnhaus                              |
| Karl-Liebknecht-Straße 23b (Karte)                                                                              | Wohnhaus                                  | Erbaut 1908, repräsentativer zweigeschossiger Putzbau mit ornamental gestaltetem Stuckdekor, barockisierender Jugendstil | 094 12413          |                                             | Wohnhaus                              |
| Karl-Liebknecht-Straße 23c (Karte)                                                                              | Wohnhaus                                  | Erbaut 1908, zweigeschossiger Ziegelbau mit Putzgliederung und Erker, schön gestaltete Fensterversprossung, später Jugendstil | 094 12412          |                                             | Wohnhaus                              |
| Karl-Liebknecht-Straße 24 (Karte)                                                                               | Wohnhaus                                  | Erbaut 1928, repräsentativer ein- bis zweigeschossiger Putzbau auf hohem Backsteinsockel mit mächtigem Dreiecksgiebel, in Formen des Expressionismus, Architekt Käseberg | 094 96886          |                                             | Wohnhaus                              |
| Karl-Liebknecht-Straße 24a (Karte)                                                                              | Kirche                                    | Stephanuskirche | 094 04772          |                                             | Weitere Bilder                        |
| Karl-Liebknecht-Straße 25 (Karte)                                                                               | Wohnhaus                                  | Erbaut zwischen 1895 und 1900, zweieinhalbgeschossiger Ziegelbau in markanter Ecklage im Stil der Neurenaissance, Schweifgiebel über Erker, stark reliefierter Stuckdekor | 094 12664          |                                             | Wohnhaus                              |
| Karl-Liebknecht-Straße 26 (Karte)                                                                               | Wohnhaus                                  | Erbaut 1890, zweigeschossiger, wohlproportionierter Putzbau auf Souterrain mit Risalit und Altan, im Treppenhaus Wandmalereien, spätklassizistisch | 094 04774          |                                             | Wohnhaus                              |
| Karl-Liebknecht-Straße 28 (Karte)                                                                               | Villa                                     | Erbaut 1885, repräsentativer zweieinhalbgeschossiger Ziegelbau mit Remise, kubischer Baukörper in eindrucksvoller Freilage und in Formen der italienischen Hochrenaissance, Südfassade mit studentischem Zirkel des Studenten-Corps „Normannia“ von 1927                                                          | 094 04775          |                                             | Villa                                 |
| Klausberge, Oberhalb der Saale in der ehemaligen Ortslage Giebichenstein (Karte)                                | Park                                      | Park am 6. April 2016 als Denkmal ausgewiesen, Formation von Porphyrfelsen an der Saale zwischen den Stadtteilen Trotha und Giebichenstein | 094 56708          | Baudenkmal                                  | Weitere Bilder                        |
| Klausberge | Gedenktafel                               | Gedenktafel | 094 56708 001      | Teilobjekt eines Baudenkmals - Kleindenkmal | Gedenktafel                           |
| Klausberge | Bank                                      | Bank | 094 56708 002      | Teilobjekt eines Baudenkmals                | Weitere Bilder                        |
| Klausberge | Gedenkstein                               | Gedenkstein | 094 56708 003      | Teilobjekt eines Baudenkmals - Kleindenkmal | Weitere Bilder                        |
| Kleine Brunnenstraße 1 (Karte)                                                                                  | Wohnhaus                                  | Erbaut Ende 18. / Anfang 19. Jahrhundert, zweigeschossiger Wellerbau mit Krüppelwalmdach und Hoftor, anschauliches bauliches Zeugnis der dörflichen Bebauung Giebichensteins | 094 15134          |                                             | Wohnhaus                              |
| Kohlschütterstraße 2 (Karte)                                                                                    | Wohnhaus                                  | Erbaut 1910, Putzbau über Porphyrsockel mit riesigem Dreiecksgiebel, Mittelerker bekrönt mit eigenwilliger Kupferhaube, qualitätvolles Beispiel des späten Jugendstils, Architekt Bruno Föhre | 094 04805          |                                             | Wohnhaus                              |
| Kohlschütterstraße 5 (Karte)                                                                                    | Wohnhaus                                  | Erbaut ca. 1910, zweigeschossiger Ziegelbau mit Mansarddach und Loggien in straßenbildprägender Ecklage, schlichte barockisierende Putzgliederung in Jugendstilformen | 094 14013          |                                             | Wohnhaus                              |
| Kohlschütterstraße 6 (Karte)                                                                                    | Wohnhaus                                  | Erbaut ca. 1910, zweigeschossiger Putzbau über Souterrain mit Schweifgiebel, bemerkenswert geschwungenem Erker und spüarsamem Dekor in barockisierenden Jugendstilformen | 094 14015          |                                             | Wohnhaus                              |
| Kohlschütterstraße 9 (Karte)                                                                                    | Wohnhaus                                  | Gehört zur Häusergruppe Kohlschütterstraße 1, 9, Reilstraße 14, 15, 15a, 16, 18 | 094 70106          |                                             | Wohnhaus                              |
| Kohlschütterstraße 1, 9 Reilstraße 14, 15, 15a, 16, 18 (Karte)                                                  | Häusergruppe                              | Erbaut 1909/10, eindrucksvolles Ensemble vier- bis fünfgeschossiger anspruchsvoller großstädtischer Putzbauten in Formen des späten Jugendstils mit asymmetrischen Fassaden und Dachlandschaften, Architekt Bruno Föhre                                                                                           | 094 97016          |                                             | Häusergruppe                          |
| Körnerstraße 17 (Karte)                                                                                         | Wohnhaus                                  | | 094 96905          |                                             | Wohnhaus                              |
| Körnerstraße 19 (Karte)                                                                                         | Kirche                                    | St. Norbert | 094 05073          |                                             | Weitere Bilder                        |
| Kurallee 1 (Karte)                                                                                              | Wohnhaus                                  | Erbaut 1903, repräsentativer Putzbau in straßenbildprägender Ecklage mit Eckturm, Balkonen und Erkern, reicher Fassadendekor in floralen Jugendstilformen | 094 14708          |                                             | Wohnhaus                              |
| Kurallee 2 (Karte)                                                                                              | Villa                                     | Erbaut 1910; schlichter, aber repräsentativer Bau der Reformarchitektur mit neoklassizistischen Elementen | 094 14707          |                                             | Villa                                 |
| Kurallee 3 (Karte)                                                                                              | Villa                                     | Erbaut 1910, Putzbau mit giebel- und turmreicher asymmetrischer Dachlandschaft im Landhauscharakter, Beispiel der Reformarchitektur des frühen 20. Jh. | 094 14706          |                                             | Villa                                 |
| Kurallee 4 (Karte)                                                                                              | Wohnhaus                                  | Erbaut um 1900, zweigeschossiger Ziegelbau über Souterrain mit Seitenrisalit und schlichtem, jugendstilnahem Putzblenddekor | 094 14705          |                                             | Wohnhaus                              |
| Kurallee 7 (Karte)                                                                                              | Villa                                     | Erbaut 1898, Putzbau mit Fachwerkgiebeln in straßenbildprägender Hanglage, pittoreske Dachlandschaft mit Ecktürmchen, Innenausstattung in Jugendstilformen | 094 07973          |                                             | Villa                                 |
| Kurallee 10 (Karte)                                                                                             | Villa                                     | Erbaut ca. 1910, zwei- bis dreigeschossiger Putzbau mit Mansarddach und hohem Spitzgiebel im Landhausstil, originale Sprossenfenster | 094 14700          |                                             | Villa                                 |
| Kurallee 11 (Karte)                                                                                             | Wohnhaus                                  | Erbaut um 1910, zwei- bis dreigeschossiger Putzbau, malerisch-asymmetrisch gegliederter Baukörper in Ecklage mit großem Runderker, qualitätvolles Beispiel der Reformarchitektur des frühen 20. Jahrhunderts | 094 07968          |                                             | Wohnhaus                              |
| Kurallee 12 (Karte)                                                                                             | Villa                                     | Ehemals Villa Charlotta, erbaut 1872, Wohnsitz des Besitzers des Solbades Wittekind Heinrich Thiele, dreigeschossiger kubischer Putzbau mit übergiebeltem Seitenrisalit und Loggien, vornehmer spätklassizistischer Wohnhausbau                                                                                   | 094 07972          |                                             | Villa                                 |
| Kurallee 13 (Karte)                                                                                             | Wohnhaus                                  | Erbaut um 1905, neoklassizistische Villa mit Jugendstilanklängen, säulentragendem Altan und hohem geschweiftem Walmdach | 094 07301          |                                             | Wohnhaus                              |
| Kurallee 15 (Karte)                                                                                             | Wohnhaus                                  | Erbaut ca. 1900, zwei- bis dreigeschossiger Putzbau mit schweifhaubenbekröntem Eckturm, Fachwerkgiebel und Loggia, originelles Beispiel für Heimatstilelemente in der Architektur des frühen 20. Jh. | 094 14702          |                                             | Wohnhaus                              |
| Kurallee 17 (Karte)                                                                                             | Villa                                     | Erbaut Ende des 19. Jh., zweigeschossiger Putzbau mit holzverschalten Giebeln im Schweizerhausstil, Fassadendekor in Neurenaissanceformen | 094 14703          |                                             | Villa                                 |
| Kurallee 8, 9 (Karte)                                                                                           | Villa                                     | Villa Thumann, mit Remise, erbaut um 1900 im Stil der Neogotik für den Unternehmer Heinrich Thumann durch die hallesche Baufirma Schönemann & Schwarz, ein evtl. Architekt ist nicht bekannt. | 094 07967          |                                             | Weitere Bilder                        |
| Lafontainestraße 1 (Karte)                                                                                      | Wohnhaus                                  | Erbaut ca. 1890, zweigeschossiger Ziegelbau über Souterrain mit Mansarddach und spätklassizistischer Putzgliederung in straßenbildprägender Ecklage | 094 12466          |                                             | Wohnhaus                              |
| Lafontainestraße 2 (Karte)                                                                                      | Wohnhaus                                  | Erbaut ca. 1890, dreigeschossiger Ziegelbau mit Flachdach und Mittelrisalit, Neurenaissance | 094 12465          |                                             | Wohnhaus                              |
| Lafontainestraße 3 (Karte)                                                                                      | Wohnhaus                                  | Erbaut ca. 1890, zweigeschossiger Ziegelbau mit polygonalem Mittelerker und prachtvollem Volutengiebel, Neubarock | 094 12464          |                                             | Wohnhaus                              |
| Lafontainestraße 4 (Karte)                                                                                      | Wohnhaus                                  | Erbaut ca. 1890, zweigeschossiger Ziegelbau mit Mansarddach, polygonalem Mittelerker und barockisierendem Putzdekor | 094 12463          |                                             | Wohnhaus                              |
| Lafontainestraße 5 (Karte)                                                                                      | Wohnhaus                                  | Erbaut ca. 1890, zweigeschossiger Ziegelbau mit polygonalem Erker im Erdgeschoss und Altan, barockisierender Putzdekor | 094 12462          |                                             | Wohnhaus                              |
| Lafontainestraße 6 (Karte)                                                                                      | Wohnhaus                                  | Erbaut ca. 1890, zweigeschossiger Ziegelbau mit Mansarddach, zwei Seitenrisalite, Putzgliederung in Neurenaissanceformen | 094 12461          |                                             | Wohnhaus                              |
| Lafontainestraße 7 (Karte)                                                                                      | Wohnhaus                                  | Erbaut ca. 1890, zweigeschossiger Ziegelbau mit Mansarddach und Seitenrisalit, Neurenaissance | 094 12460          |                                             | Wohnhaus                              |
| Lafontainestraße 8 (Karte)                                                                                      | Wohnhaus                                  | Erbaut ca. 1890, zweigeschossiger Ziegelbau mit steil übergebiegeltem Mittelrisalit, helmbekrönte Gaupen, Putzdekor in barockisierenden Formen | 094 12459          |                                             | Wohnhaus                              |
| Lafontainestraße 10 (Karte)                                                                                     | Wohnhaus                                  | Erbaut ca. 1890, zweigeschossiger Ziegelbau mit Werksteingliederung über Souterrain mit Mittelrisalit und barockisierendem Fassadenschmuck | 094 12458          |                                             | Wohnhaus                              |
| Lafontainestraße 11 (Karte)                                                                                     | Wohnhaus                                  | Erbaut ca. 1890, zwei- bis dreigeschossiger Ziegelbau mit repräsentativer Putzgliederung, Neurenaissance | 094 12457          |                                             | Wohnhaus                              |
| Lafontainestraße 12 (Karte)                                                                                     | Wohnhaus                                  | Erbaut 1890, zwei- bis dreigeschossiger Ziegelbau mit Seitenrisalit, eingelegten Rautenmustern und Sprossenfenstern aus der Erbauungszeit | 094 12456          |                                             | Wohnhaus                              |
| Lafontainestraße 13 (Karte)                                                                                     | Wohnhaus                                  | Erbaut ca. 1890, zweieinhalbgeschossiger Ziegelbau mit schlichter spätklassizistischer Putzgliederung | 094 12455          |                                             | Wohnhaus                              |
| Lafontainestraße 14 (Karte)                                                                                     | Wohnhaus                                  | Erbaut 1882/83, Martinstift, als Zweiganstalt der Diakonissenanstalt entstandenes Wohnstift, gutes Beispiel funktionaler Architektur des späten 19. Jahrhunderts im Stil der zeitgenössischen Backsteinarchitektur, heute Teil vom Diakoniewerk Halle                                                             | 094 12454          |                                             | Weitere Bilder                        |
| Lafontainestraße 15 (Karte)                                                                                     | Verwaltungsgebäude Diakoniewerk Halle     | Erbaut 1886, ehemaliges Pfarr- und Feierabendhaus für Diakonissen, breitgelagerter Ziegelbau mit hoch übergiebeltem Mittelrisalit, heute Verwaltungsgebäude, Internat, Veranstaltungssaal des Diakoniewerkes | 094 13270          |                                             | Verwaltungsgebäude Diakoniewerk Halle |
| Lafontainestraße 17 (Karte)                                                                                     | Villa                                     | Erbaut 1876, zwei- bis dreigeschossige vorstädtische Großbürger-Villa, mit Seitenrisaliten und spätklassizistischer Putzgliederung, Architekt Hugo Wrede | 094 12453          |                                             | Villa                                 |
| Lafontainestraße 21 (Karte)                                                                                     | Wohnhaus                                  | Erbaut ca. 1890, repräsentativer zweigeschossiger Ziegelbau in Ecklage mit Mansarddach, reiche barockisierende Putzgliederung | 094 12451          |                                             | Wohnhaus                              |
| Lafontainestraße 23 (Karte)                                                                                     | Wohnhaus                                  | Erbaut ca. 1890, zweigeschossiger Ziegelbau mit Mittelrisalit und sparsamer barockisierender Werksteingliederung | 094 12450          |                                             | Wohnhaus                              |
| Lafontainestraße 25 (Karte)                                                                                     | Wohnhaus                                  | Erbaut ca. 1890, zweigeschossiger Ziegelbau mit Mansarddach, Seitenrisalit und repräsentativer barockisierender Werksteingliederung | 094 12449          |                                             | Wohnhaus                              |
| Lafontainestraße 26 (Karte)                                                                                     | Wohnhaus                                  | Erbaut 1890, flachgedeckter, dreigeschossiger Ziegelbau in Ecklage, anspruchsvolle pilasterartige Fassadengliederung, reicher Stuckdekor mit Kartuschen und Porträtköpfen, Neubarock, Architekt: Paul von Kloch                                                                                                   | 094 12448          |                                             | Wohnhaus                              |
| Lafontainestraße 27                                                                                             | Wohnhaus                                  | Wohnhaus 2024 als Denkmal ausgewiesen | 094 19151          | Baudenkmal                                  |                                       |
| Lafontainestraße 29 (Karte)                                                                                     | Wohnhaus                                  | Erbaut 1890er Jahre, zweigeschossiger Ziegelbau mit Seitenrisalit, reicher Fassadenschmuck in Formen des Neurokoko | 094 12447          |                                             | Wohnhaus                              |
| Lafontainestraße 30 (Karte)                                                                                     | Wohnhaus                                  | Erbaut ca. 1880, dreigeschossiger Ziegelbau mit Mittelrisalit und schlichter spätklassizistischer Putzgliederung | 094 12446          |                                             | Wohnhaus                              |
| Lafontainestraße 31 (Karte)                                                                                     | Wohnhaus                                  | Erbaut 1889, dreigeschossiger Ziegelbau mit flach übergiebeltem Mittelrisalit, anspruchsvolle spätklassizistische Fassadengliederung mit Stuckgirlanden | 094 12445          |                                             | Wohnhaus                              |
| Lafontainestraße 32 (Karte)                                                                                     | Wohnhaus                                  | Erbaut ca. 1890, dreigeschossiger Putzbau mit Mansarddach, Mittelrisalit und barockisierendem Fassadendekor, im dritten Obergeschoss originelle Loggia mit Spitzbögen auf ionischen Säulchen | 094 12444          |                                             | Wohnhaus                              |
| Lafontainestraße 33 (Karte)                                                                                     | Wohnhaus                                  | Erbaut ca. 1890, dreigeschossiger Ziegelbau mit Flachdach, Mittelrisalit und Loggia in Parterre, Neurenaissance-Fassade, mit Gartenhaus | 094 12443          |                                             | Wohnhaus                              |
| Lafontainestraße 34 (Karte)                                                                                     | Wohnhaus                                  | Erbaut ca. 1890, zweigeschossiger Ziegelbau mit Mansarddach, säulengetragener Loggia im Parterre und barockisierendem Putzdekor | 094 12442          |                                             | Wohnhaus                              |
| Lafontainestraße 35 (Karte)                                                                                     | Wohnhaus                                  | Erbaut ca. 1890, straßenbildprägender und durch seine Ecklage herausgehobener zweigeschossiger Ziegelbau mit oktogonalem Eckturm, Putzgliederung in barockisierenden Formen | 094 12441          |                                             | Wohnhaus                              |
| Leopoldstraße 4 (Karte)                                                                                         | Wohnhaus                                  | Erbaut 1902, viergeschossiger Ziegelbau, Rundbogenfenster mit floralem und figürlichem Stuckdekor über den Fenstern und am Gesims, Ausführung Adolf Döring | 094 14083          |                                             | Wohnhaus                              |
| Leopoldstraße 5 (Karte)                                                                                         | Wohnhaus                                  | Erbaut ca. 1880, dreieinhalbgeschossiger Putzbau mit repräsentativer Neurenaissancefassade | 094 14086          |                                             | Wohnhaus                              |
| Leopoldstraße 7 (Karte)                                                                                         | Wohnhaus                                  | Erbaut letztes Viertel d. 19. Jahrhunderts, schlichter dreigeschossiger Putzbau mit Mezzanin, spätklassizistisch | 094 96923          |                                             | Wohnhaus                              |
| Leopoldstraße 8 (Karte)                                                                                         | Wohnhaus                                  | Erbaut letztes Drittel d. 19. Jahrhunderts, dreigeschossiger Putzbau mit Mezzanin in Ecklage, Seiten- und Eckrisalite wie auch der Putzdekor im Stil der Neurenaissance nicht mehr vorhanden | 094 96924          |                                             | Wohnhaus                              |
| Mozartstraße 1 (Karte)                                                                                          | Wohnhaus                                  | Erbaut 1911, viergeschossiger Putzbau in Ecklage, markant gegliederte Fassade mit großem Dreiecksgiebel, Kastenerker und Loggien, Architekt: G. Weber | 094 96957          |                                             | Wohnhaus                              |
| Mozartstraße 2, 3, 4 (Karte)                                                                                    | Häusergruppe                              | Erbaut um 1925, drei- bis viergeschossige Putzbauten mit markant gezackten Zwerchgiebeln und auffälligen Ziegelornamenten, Beispiel für konservativ gemäßigte Wohnhausarchitektur im Umkreis des Expressionismus                                                                                                  | 094 11605          |                                             | Häusergruppe                          |
| Mozartstraße 9, 10 (Karte)                                                                                      | Häusergruppe                              | Erbaut in den 1920er Jahren, dreigeschossige Putzbauten mit Polygonalerkern und Zackengiebeln in vom Expressionismus geprägten Formen | 094 14115          |                                             | Häusergruppe                          |
| Mozartstraße 12 (Karte)                                                                                         | Wohnhaus                                  | Erbaut ca. 1910, drei- bis viergeschossiger Putzbau in schlichten Formen des späten Jugendstils, in markanter Ecklage | 094 70190          |                                             | Wohnhaus                              |
| Mozartstraße 16, 17, 18 (Karte)                                                                                 | Häusergruppe                              | Erbaut Ende der 1920er Jahre, schlichte dreigeschossige Putzbauten mit Sockel aus Backsteinen, Mansarddach, expressionistisch gestaltete Eingangssituation aus Backstein | 094 96956          |                                             | Häusergruppe                          |
| Mozartstraße 19, 20, 21 (Karte)                                                                                 | Häusergruppe                              | Erbaut 1912/13, dreigeschossige Putzbauten mit großen Zwerchhäusern, polygonalen Erkern und Loggien, qualitätvolle figürliche und ornamentale Bauzier und Reliefs am Erker, Architekt Paul Grempler | 094 14719          |                                             | Weitere Bilder                        |
| Mozartstraße 23 (Karte)                                                                                         | Wohnhaus                                  | Erbaut um 1910, drei- bis viergeschossiger Putzbau mit Mansarddach und weit ausladendem Zwerchgiebel, flachen Erkern und von Korbbögen und Doppelsäulen geschlossenen Loggien, figürliche und ornamentale Stuckreliefs in Jugendstilformen                                                                        | 094 11604          |                                             | Wohnhaus                              |
| Mozartstraße 24 (Karte)                                                                                         | Wohnhaus                                  | Erbaut um 1910, viergeschossiger repräsentativer Putzbau mit Polygonalerker, großem Giebel und Loggien, Putzdekor in sparsamen Jugendstilformen, Architekt Paul Grempler | 094 96958          |                                             | Wohnhaus                              |
| Platanenstraße 2 (Karte)                                                                                        | Villa                                     | Erbaut 1893, ehem. Wohnhaus des Fabrikanten L. Brumme (Brummesche Villa), am Ende einer Allee gelegener burgartiger Baukörper, neugotische Architektur malerischen Charakters mit zahlreichen Erkern und Türmen, Architekt Hugo Wrede (heute Platanenstraße 9)                                                    | 094 07975          |                                             | Villa                                 |
| Platanenstraße 6 (Karte)                                                                                        | Villa                                     | | 094 76654          |                                             | BW                                    |
| Reichardtstraße 3 (Karte)                                                                                       | Wohnhaus                                  | Erbaut 1905, zweieinhalbgeschossiger Putzbau mit überkuppeltem Mittelrisalit und Schweifgiebel, flach reliefierter Stuckdekor in qualitätvollen Jugendstilformen | 094 12438          |                                             | Wohnhaus                              |
| Reichardtstraße 5 (Karte)                                                                                       | Wohnhaus                                  | Erbaut 1896, zweigeschossiger Ziegelbau mit reichen Werksteingliederungen über Souterrain, mit geschweiftem Giebel und polygonalem Erker, prachtvolle Fassade in Anlehnung an Formen der halleschen Spätgotik | 094 12437          |                                             | Wohnhaus                              |
| Reichardtstraße 6 (Karte)                                                                                       | Wohnhaus                                  | Erbaut ca. 1890, zweigeschossiger Ziegelbau mit Mansarddach und spitzhelmbekröntem Seitenrisalit, darin Loggia mit Säulen, Fassadendekor in Neubarock- und Neurenaissanceformen | 094 12436          |                                             | Wohnhaus                              |
| Reichardtstraße 7 (Karte)                                                                                       | Wohnhaus                                  | Erbaut 1911, zweigeschossiger Putzbau mit Pilastergliederung über Souterrain, mit Seitenrisalit und Runderker, repräsentativer Bau in strengen Jugendstilformen | 094 12435          |                                             | Wohnhaus                              |
| Reichardtstraße 8 (Karte)                                                                                       | Wohnhaus                                  | Erbaut 1890/1895, zweigeschossiger Ziegelbau mit geschweift übergiebeltem Mittelrisalit und repräsentative Portalzone mit großem Rundbogenfenster, in Neurenaissanceformen | 094 12434          |                                             | Wohnhaus                              |
| Reichardtstraße 9 (Karte)                                                                                       | Wohnhaus                                  | Erbaut ca. 1890–1895, zweigeschossiger Ziegelbau über Souterrain mit Werksteingliederung, Mansarddach und repräsentativer Neurenaissancefassade | 094 12433          |                                             | Wohnhaus                              |
| Reichardtstraße 10 (Karte)                                                                                      | Villa                                     | Erbaut ca. 1910, zweigeschossiger Putzbau mit Runderker und Zwerchhaus, repräsentativ gegliederte und sparsam stuckierte Fassade in strengem Neoklassizismus | 094 12432          |                                             | Villa                                 |
| Reichardtstraße 11 (Karte)                                                                                      | Wohnhaus                                  | Erbaut ca. 1890–1895, zweigeschossiger Ziegelbau mit Schweifgiebeln und polygonalem Erker in straßenbildprägender Ecklage, repräsentative Fassadengestaltung in Neurenaissance- und Neubarockformen | 094 12431          |                                             | Wohnhaus                              |
| Reichardtstraße 12 (Karte)                                                                                      | Villa                                     | Erbaut ca. 1900, zweieinhalbgeschossiger Putzbau über Souterrain in straßenbildprägender Ecklage, mit polygonalem Erker, Schweifgiebel und ehemals helmbekröntem Eckturm, Jugendstildekor | 094 12423          |                                             | Villa                                 |
| Reichardtstraße 13 (Karte)                                                                                      | Wohnhaus                                  | Erbaut 1895, zweigeschossiger Putzbau mit Mansarddach, Seitenrisalit, Erker und Schweifgiebel, Ädikulaportal mit ionischen Säulen, Neurenaissancefassade | 094 12422          |                                             | Weitere Bilder                        |
| Reichardtstraße 14 (Karte)                                                                                      | Wohnhaus                                  | Erbaut ca. 1890–1895, zweigeschossiger Ziegelbau über Souterrain mit Werksteingliederung, Mansarddach und polygonalem Erker, neubarocker Fassadenstuck und prächtiges Ädikulaportal | 094 12421          |                                             | Wohnhaus                              |
| Reichardtstraße 15 (Karte)                                                                                      | Wohnhaus                                  | Erbaut ca. 1890/1895, zweieinhalbgeschossiger, schlichter Bau aus gelben und roten Ziegeln mit Mittelerker und gotisierenden Formsteinen, innen elegantes Vestibül mit hervorragend erhaltener Deckenmalerei, prächtiges Treppenhaus, verschiedene Buntglasscheiben erhalten                                      | 094 13604          |                                             | Wohnhaus                              |
| Reichardtstraße 16 (Karte)                                                                                      | Wohnhaus                                  | Erbaut ca. 1890–1895, zweigeschossiger Ziegelbau mit Putzdekor über Souterrain, mit Mansarddach und Mittelrisalit, repräsentative Neurenaissancefassade mit Pilastergliederung | 094 12419          |                                             | Wohnhaus                              |
| Reichardtstraße 17 (Karte)                                                                                      | Wohnhaus                                  | Erbaut ca. 1890–1895, zweigeschossiger Ziegelbau über Souterrain mit Mansarddach und Mittelrisalit mit Schweifgiebel, in der Beletage Rundbogenfenster, üppiger neubarocker Stuckdekor | 094 12418          |                                             | Wohnhaus                              |
| Reichardtstraße 18 (Karte)                                                                                      | Wohnhaus                                  | Erbaut Ende d. 19. Jh., zweigeschossiger Ziegelbau mit Fassadengliederung durch Segmentbogenfenster, Portalrahmung in Anlehnung an Renaissanceformen | 094 12417          |                                             | Wohnhaus                              |
| Reichardtstraße 19 (Karte)                                                                                      | Wohnhaus                                  | Erbaut ca. 1890–1895, zweigeschossiger Ziegelbau mit Putzdekor über Souterrain, mit Mansarddach und Mittelrisalit, schlichte, gut gegliederte Neurenaissancefassade | 094 12416          |                                             | Wohnhaus                              |
| Reichardtstraße 20 (Karte)                                                                                      | Wohnhaus                                  | Erbaut ca. 1890–1895, zweigeschossiger Ziegelbau mit Werksteingliederung über Souterrain, mit Mansarddach und Seitenrisalit, repräsentative Putzgliederung in Neurenaissanceformen | 094 12415          |                                             | Wohnhaus                              |
| Reichardtstraße 21 (Karte)                                                                                      | Villa                                     | Villa Schroedel, erbaut 1895 als repräsentativer Wohn- und Geschäftssitz des Verlagsbuchhändlers Hermann Schroedel, Architekt Friedrich Fahro, malerisch-asymmetrischer Baukörper von straßenbildbeherrschender und platzbildprägender Wirkung, neugotischer Stil                                                 | 094 07300          |                                             | Villa                                 |
| Reichardtstraße 22 (Karte)                                                                                      | Wohnhaus                                  | Erbaut 1909, zweigeschossiger Putzbau über Souterrain mit Kastenerker in straßen- und platzbildprägender Ecklage, sparsamer Jugendstildekor | 094 12414          |                                             | Wohnhaus                              |
| Reilstraße 38, 40 (Karte)                                                                                       | Häusergruppe                              | Erbaut 1910, zwei symmetrisch aufeinander bezogene, viergeschossige Ziegelbauten als Eckbauten mit malerisch-asymmetrisch gruppierten Fassaden, Loggien, Erkern und geschweiften Giebeln, geometrische Jugendstilformen                                                                                           | 094 04751          | Baudenkmal                                  | Häusergruppe                          |
| Reilstraße 41 (Karte)                                                                                           | Wohnhaus                                  | Erbaut ca. 1890, viergeschossiger Ziegelbau mit Mittelrisalit und reich stuckierter neubarocker Fassade | 094 01780          | Baudenkmal                                  | Wohnhaus                              |
| Reilstraße 47 (Karte)                                                                                           | Alchimistenklause                         | Gasthaus, 2019 als Denkmal ausgewiesen. | 094 56722          | Baudenkmal                                  | Alchimistenklause                     |
| Reilstraße 48                                                                                                   | Wohnhaus                                  | Wohnhaus 2024 als Denkmal ausgewiesen | 094 19053          | Baudenkmal                                  |                                       |
| Reilstraße 52 (Karte)                                                                                           | Wohnhaus                                  | Wohnhaus Erbaut 1903, dreigeschossiger Putzbau mit polygonalem Turmerker, Schweifgiebel, Putzdekor in floralen und ornamentalen Jugendstilformen, originelles Relief über dem Eingang | 094 14709          | Baudenkmal                                  | Wohnhaus                              |
| Reilstraße 54 (Karte)                                                                                           | Villa                                     | Erbaut 1911, zweigeschossiger Putzbau mit Mansarddach, repräsentative Fassadengliederung mit Schweifgielen, Runderker, Säulen und Pilasterschmuck in späten Jugendstilformen, Entwurf Friedrich Schütz | 094 97017          | Baudenkmal                                  | Villa                                 |
| Reilstraße 55 (Karte)                                                                                           | Villa                                     | | 094 14735          | Baudenkmal                                  | Villa                                 |
| Reilstraße 57 (Karte)                                                                                           | Villa                                     | Sogen. Reilsche Villa, ehemaliges Landhaus von Johann Christian Reil, im Kern 1806, großzügiger neugotischer Um- und Ausbau im Jahre 1885, Architekt: Karl Franz Hugo Wrede | 107 90002          |                                             | Weitere Bilder                        |
| Reilstraße 58 (Karte)                                                                                           | Wohn- und Geschäftshaus                   | Erbaut Ende des 19. Jh., Putzbau in straßenbildprägender Ecklage mit Kastenerkern und Eckturm, reicher Putzdekor in barockisierenden und geometrischen Jugendstilformen | 094 14731          | Baudenkmal                                  | Wohn- und Geschäftshaus               |
| Reilstraße 78 (Karte)                                                                                           | Villa                                     | Erbaut ca. 1880/90, straßenbildprägender zweigeschossiger Putzbau mit Mansarddach und Mittelrisalit, palaisartiger Bau in Anlehnung an Formen des französischen Barock | 094 14725          | Baudenkmal                                  | Villa                                 |
| Reilstraße 82 (Karte)                                                                                           | Wohnhaus                                  | Erbaut ca. 1900, zweigeschossiger Ziegelbau mit Mansarddach, polygonalem Erker, Loggien und Schweifgiebel sowie floralem Jugendstildekor | 094 14722          | Baudenkmal                                  | Wohnhaus                              |
| Reilstraße 83 (Karte)                                                                                           | Wohnhaus                                  | Erbaut ca. 1910, Putzbau mit ausgebautem Dachgeschoss, Seitenrisalit und großem Zwerchgiebel, Pilastergliederung und strengem Jugendstildekor | 094 14720          | Baudenkmal                                  | Wohnhaus                              |
| Reilstraße 85 (Karte)                                                                                           | Wohnhaus                                  | Erbaut Anfang des 20. Jh., Putzbau über Souterrain mit polygonalem Erker und geschweiftem Giebel, guter floraler Jugendstildekor | 094 14718          | Baudenkmal                                  | Wohnhaus                              |
| Reilstraße 85a (Karte)                                                                                          | Wohnhaus                                  | Erbaut ca. 1910, Putzbau über Souterrain mit straßenbildprägendem Giebel und Runderker im Hochparterre, strenge neoklassizistische Fassadengliederung | 094 14717          | Baudenkmal                                  | Wohnhaus                              |
| Reilstraße 85b (Karte)                                                                                          | Wohnhaus                                  | Erbaut ca. 1910, Putzbau über Souterrain mit straßenbildprägendem Giebel und Erker im Hochparterre, strenge neoklassizistische Fassadengliederung | 094 14716          | Baudenkmal                                  | Wohnhaus                              |
| Reilstraße 89, 89a, 89b, 89c, 90 (Karte)                                                                        | Häusergruppe                              | Erbaut ca. 1910, zweigeschossige Putzbauten mit Vorgärten im Landhausstil, malerische Baugruppe mit gebrochenen Giebeln, Rund- und Polygonalerkern | 094 14714          | Baudenkmal                                  | Häusergruppe                          |
| Richard-Wagner-Straße 8 (Karte)                                                                                 | Wohn- und Geschäftshaus                   | Erbaut 1912, dreigeschossiger Putzbau in dominierender Ecklage, hohes Mansarddach mit Zwerchhäusern, Polygonalerker, Architekt: Paul Grempler | 094 80302          |                                             | Wohn- und Geschäftshaus               |
| Richard-Wagner-Straße 9 (Karte)                                                                                 | Landesmuseum für Vorgeschichte            | Museum | 094 04966          | Baudenkmal                                  | Weitere Bilder                        |
| Richard-Wagner-Straße 9, Triftstraße 36                                                                         | Werkstattgebäude                          | Werkstattgebäude | 094 04966 001      | Teilobjekt eines Baudenkmals                |                                       |
| Richard-Wagner-Straße 11 Eckbau Richard-Wagner-Straße und Mozartstraße (Karte)                                  | Wohnhaus                                  | | 094 56563          |                                             | Wohnhaus                              |
| Richard-Wagner-Straße 14 (Karte)                                                                                | Wohnhaus                                  | Wohnhaus, am 29. Mai 2015 als Denkmal ausgewiesen |                    | Baudenkmal                                  | Wohnhaus                              |
| Richard-Wagner-Straße 16 (Karte)                                                                                | Wohn- und Geschäftshaus                   | Erbaut letztes Viertel d. 19. Jahrhunderts, repräsentativer dreigeschossiger Putzbau in Ecklage, diese durch ansatzhaften Turmaufbau und angedeuteten Eckrisalit hervorgehoben | 094 14964          |                                             | Wohn- und Geschäftshaus               |
| Richard-Wagner-Straße 17 (Karte)                                                                                | Wohnhaus                                  | | 094 66108          |                                             | Wohnhaus                              |
| Richard-Wagner-Straße 22 (Karte)                                                                                | Wohnhaus                                  | Erbaut 1905, repräsentativer viergeschossiger Putzbau mit Erker und Balkonen, qualitätvoller Jugendstilstuckdekor mit floralen und vegetabilen Motiven | 094 14050          |                                             | Weitere Bilder                        |
| Richard-Wagner-Straße 23 (Karte)                                                                                | Wohnhaus                                  | Erbaut 1905, repräsentativer viergeschossiger Putzbau mit Erker und Balkonen, qualitätvoller Jugendstilstuckdekor mit floralen und vegetabilen Motiven | 094 14057          |                                             | Weitere Bilder                        |
| Richard-Wagner-Straße 24 (Karte)                                                                                | Wohnhaus                                  | Erbaut um 1900, schlichter, viergeschossiger Ziegelbau mit Erker, sparsamer Putzdekor in Anlehnung an die Neurenaissance | 094 14907          |                                             | Wohnhaus                              |
| Richard-Wagner-Straße 25 (Karte)                                                                                | Wohnhaus                                  | Erbaut 1901, schlichter, dreigeschossiger Klinkerbau, giebelbekrönter Mittelerker, sparsamer Putz- und Stuckdekor im Stil der Neurenaissance | 094 14910          |                                             | Wohnhaus                              |
| Richard-Wagner-Straße 26 (Karte)                                                                                | Wohnhaus                                  | Erbaut um 1900, als Spiegelbild zur Nummer 25 errichteter dreigeschossiger Klinkerbau, Beletage durch Vorhangbögen und geometrisch gestaltete, stuckierte Fensterfaschen hervorgehoben | 094 14911          |                                             | Wohnhaus                              |
| Richard-Wagner-Straße 27 (Karte)                                                                                | Wohnhaus                                  | Erbaut 1901, schlichter dreigeschossiger Klinkerbau mit schweifgiebelbekröntem Mittelerker, kräftiges Traufgesims, sparsamer Putzdekor im Fensterbereich, angelehnt an Neurenaissance | 094 14916          |                                             | Wohnhaus                              |
| Richard-Wagner-Straße 27a (Karte)                                                                               | Wohnhaus                                  | Erbaut ca. 1910, repräsentativer dreigeschossiger Putzbau mit Kastenerker und geschweiftem Giebel, dekorativer Strukturputz und originale Sprossenfenster in späten Jugendstilformen | 094 97018          |                                             | Wohnhaus                              |
| Richard-Wagner-Straße 28 (Karte)                                                                                | Wohnhaus                                  | Erbaut Ende d. 19. Jahrhunderts, zweigeschossiger Ziegelbau mit Putzgliederung über Souterrain, durch Giebel und Gaupen belebte Dachlandschaft, Schweizerhausstil | 094 14513          |                                             | Wohnhaus                              |
| Richard-Wagner-Straße 29 (Karte)                                                                                | Wohnhaus                                  | Erbaut 1899, viergeschossiger Ziegelbau mit Mittelerker, schlicht gestaltete Fensterfaschen, Bogenfeld im Erker mit stuckiertem Laubdekor, Neurenaissanceformen | 094 14509          |                                             | Wohnhaus                              |
| Richard-Wagner-Straße 30 (Karte)                                                                                | Wohnhaus                                  | Erbaut 1898, viergeschossiger Ziegelbau mit weit auskragendem Dachvorstand und Konsolen, Stuckfelder im Fensterbereich, Eingangsbereich durch Ädikula hervorgehoben, Neurenaissance | 094 14945          |                                             | Wohnhaus                              |
| Richard-Wagner-Straße 31 (Karte)                                                                                | Wohnhaus                                  | Erbaut Ende des 19. Jahrhunderts, zweigeschossiger neubarocker Ziegelbau in Ecklage, Eck- und Seitenerker mit Giebel und Altan, Doppelbogenstellung im Erdgeschoss, Portikus im Eingangsbereich, Stuckfelder mit Wappen und Puttenkopf                                                                            | 094 14955          |                                             | Weitere Bilder                        |
| Richard-Wagner-Straße 34 (Karte)                                                                                | Wohnhaus                                  | Erbaut Anfang d. 20. Jahrhunderts, dreieinhalbgeschossiger Ziegelbau in dominierender Ecklage, interessanter Stuck- und Klinkerdekor im Jugendstil | 094 14946          |                                             | Wohnhaus                              |
| Richard-Wagner-Straße 35 (Karte)                                                                                | Wohnhaus                                  | Erbaut letztes Viertel d. 19. Jahrhunderts, repräsentativer dreieinhalbgeschossiger Putzbau mit weitem Dachvorstand und Konsolen, Neurenaissance | 094 14947          |                                             | Wohnhaus                              |
| Richard-Wagner-Straße 47 (Karte)                                                                                | Wohnhaus                                  | Erbaut ca. 1910, dreigeschossiger Putzbau in Ecklage mit spitzhelmbekröntem Eckturm und Lisenengliederung | 094 97019          |                                             | Wohnhaus                              |
| Richard-Wagner-Straße 48 (Karte)                                                                                | Wohnhaus                                  | Erbaut ca. 1910, zweigeschossiger Putzbau in schlichten Jugendstilformen, mit Kastenerker und gebrochenem Giebel, Flur mit ovalem Okulusfenster und ornamentaler Bleiverglasung | 094 14721          |                                             | Wohnhaus                              |
| Richard-Wagner-Straße 54, 55 (Karte)                                                                            | Häusergruppe                              | Erbaut um 1900, repräsentative dreigeschossige Ziegelbauten auf Souterrain mit Kastenerkern, reicher gotisierender Stuckdekor | 094 97020          |                                             | Weitere Bilder                        |
| Riveufer (Karte)                                                                                                | Denkmal                                   | Denkmal „Der kleine Trompeter“, Bronzestandbild zum Gedenken an Fritz Weineck von Gerhard Geyer, 1958, heute im Stadtmuseum Halle | 094 97023          |                                             | Weitere Bilder                        |
| Riveufer (Karte)                                                                                                | Uferbefestigung                           | Uferbefestigung mit fünf Anlegehäuschen, eingeschossige Putzbauten auf Porphyrsockel mit Doppeltreppen und Walmdächern, erbaut ca. 1925 | 094 97022          |                                             | Uferbefestigung                       |
| Riveufer 3 (Karte)                                                                                              | Villa                                     | Erbaut 1920er Jahre, eingeschossiger, repräsentativer Putzbau mit Mansarddach und Zwerchhaus, qualitätvolles Beispiel des Heimatstils | 094 97024          |                                             | Villa                                 |
| Riveufer 4 am Riveufer (Karte)                                                                                  | Villa                                     | | 094 56644          |                                             | Villa                                 |
| Riveufer 5 (Karte)                                                                                              | Villa                                     | Villa Rabe, erbaut Anfang der 1860er Jahre, ehemaliges Wohnhaus des Baumwollspinnereibesitzers Rabe, in Parkanlage malerisch an der Saale gelegener, reich gestaffelter, gotisierender Ziegelbau mit Flachdächern, belvedereartigem Turm und repräsentativer Fassadengestaltung                                   | 094 11785          |                                             | Weitere Bilder                        |
| Riveufer 7 (Karte)                                                                                              | Wohnhaus                                  | Erbaut 1888, zweigeschossiger repräsentativer Ziegelbau mit Seitenrisalit und Belvedere, im Stil der Neurenaissance | 094 97025          |                                             | Weitere Bilder                        |
| Riveufer 8 (Karte)                                                                                              | Kinderkrippe                              | Erbaut 1916/17, Emilienheim (Säuglingsheim) der Bethcke-Lehmann-Stiftung, ein- bis zweigeschossiger Putzbau neubiedermeierlichen Charakters in malerisch-asymmetrischer Staffelung der Bauteile mit schönen Sprossenfenstern, Architekt Wilhelm Jost                                                              | 094 07985          |                                             | Weitere Bilder                        |
| Röderberg 1 (Karte)                                                                                             | Wohnhaus                                  | Erbaut Ende d. 19. Jahrhunderts, viergeschossiger Ziegelbau mit angedeutetem Seitenrisalit, im Fensterbereich neubarocker Stuckdekor, Traufgesims mit Konsolen (heute Röderberg 2) | 094 14844          |                                             | Wohnhaus                              |
| Rosa-Luxemburg-Platz (Karte)                                                                                    | Brunnen                                   | Bronzeplastik Gänse von Gustav Weidanz, 1938/39 | 094 08130          |                                             | Brunnen                               |
| Rosenstraße 9 (Karte)                                                                                           | Wohn- und Geschäftshaus                   | Erbaut um 1900, dreigeschossiger Putzbau in beherrschender Ecklage mit Erkern, Risalit, qualitätvoller Jugendstildekor | 094 14108          |                                             | Weitere Bilder                        |
| Schleifweg 14 (Karte)                                                                                           | Villa                                     | Erbaut 1882, zweieinhalbgeschossiger Ziegelbau in neubarocker Formensprache, Traufgesims mit Zahnschnitt- und Eierstabfries, in Nische Handwerkerfigur, im Giebelfeld Kartusche mit Putti, mit umgebendem Garten                                                                                                  | 094 15161          |                                             | Weitere Bilder                        |
| Schleifweg 20 (Karte)                                                                                           | Wohnhaus                                  | Erbaut im 3. Viertel d. 19. Jh., schlichter zweigeschossiger Putzbau mit Mezzanin, sparsamer spätklassizistischer Stuckdekor, profiliertes Zwischengesims | 094 97040          |                                             | Wohnhaus                              |
| Schleifweg 22 (Karte)                                                                                           | Wohnhaus                                  | Erbaut Ende d. 19. Jh., schlichter dreigeschossiger Putzbau mit spätklassizistischem Fassadendekor | 094 13980          |                                             | Wohnhaus                              |
| Schleifweg 23 (Karte)                                                                                           | Wohnhaus                                  | Erbaut im 3. Viertel des 19. Jh., schlichter, dreigeschossiger, spätklassizistischer Putzbau mit Zwischengesimsen, Betonung der Beletage durch Stuckdekor im Fensterbereich, mit eingefriedetem Vorgarten | 094 11419          |                                             | Wohnhaus                              |
| Schleifweg 24 (Karte)                                                                                           | Wohnhaus                                  | Erbaut Anfang d. 20. Jh., dreieinhalbgeschossiger Putzbau mit mächtigem Zwerchhaus, Segmentbogenerker, interessanter Fensterversprossung und stuckierten Porträtköpfen, Jugendstil | 094 97039          |                                             | Wohnhaus                              |
| Schleifweg 8a im ehemaligen Tinzer Garten (Karte)                                                               | Gesellschaftshaus                         | Volkspark, 1906 von der SPD als Vereinshaus errichtet, Architekten Albert und Ernst Giese, Jugendstil | 094 04604          |                                             | Weitere Bilder                        |
| Seebener Straße (Karte)                                                                                         | Park                                      | Reichardts Garten | 094 05057          |                                             | Weitere Bilder                        |
| Seebener Straße 1 (Karte)                                                                                       | Burg                                      | Burg Giebichenstein | 094 05025          |                                             | Weitere Bilder                        |
| Seebener Straße 1 (Karte)                                                                                       | Park                                      | Amtsgarten | 094 70142          |                                             | Weitere Bilder                        |
| Seebener Straße 2 (Karte)                                                                                       | Wohnhaus                                  | Erbaut Mitte des 18. Jahrhunderts, sogen. Gärtnerhaus, gegenüber der Unterburg Giebichenstein gelegener barocker Massivbau aus Porphyrhausteinen mit Krüppelwalmdach | 094 70144          |                                             | Weitere Bilder                        |
| Seebener Straße 5 (Karte)                                                                                       | Wohnhaus                                  | Erbaut 18./frühes 19. Jh., einfacher, zweigeschossiger Putzbau mit Krüppelwalmdach, gut und nahezu unverändert erhaltenes Relikt der ältesten dörflichen Bebauung Giebichensteins | 094 11282          |                                             | Wohnhaus                              |
| Seebener Straße 8 (Karte)                                                                                       | Wohnhaus                                  | Erbaut 18./19. Jh., einfacher zweigeschossiger Putzbau mit Krüppelwalmdach, Relikt der ältesten dörflichen Bebauung Giebichensteins | 094 11281          |                                             | Wohnhaus                              |
| Seebener Straße 9 (Karte)                                                                                       | Wohnhaus                                  | Erbaut 1906, viereinhalbgeschossiger Putzbau mit Mansarddach und Klinkersockel in markanter Ecklage, mit Erkern, Balkonen und Giebeln lebhaft gestaltete Fassade, Jugendstil | 094 14671          |                                             | Wohnhaus                              |
| Seebener Straße 10 (Karte)                                                                                      | Wohnhaus                                  | Erbaut um 1910, dreieinhalbgeschossiger Putzbau mit Erker und Giebelhaus in schlichter klarer Form, Porphyrhausteinsockel, Bleiglasfenster, Jugendstil | 094 70145          |                                             | Wohnhaus                              |
| Seebener Straße 11 (Karte)                                                                                      | Wohnhaus                                  | Erbaut um 1910, stattlicher dreieinhalbgeschossiger Ziegelbau mit giebelbekröntem Erker, ornamental gestalteter Stuckdekor im Fenster- und Eingangsbereich, Jugendstil | 094 14673          |                                             | Wohnhaus                              |
| Seebener Straße 12 (Karte)                                                                                      | Wohnhaus                                  | Erbaut um 1900, ansehnlicher eklektizistischer Putzbau mit Seitenrisalit, Stuckdekor im Stil des Spätklassizismus und Jugendstil | 094 14674          |                                             | Wohnhaus                              |
| Seebener Straße 13 (Karte)                                                                                      | Wohnhaus                                  | Erbaut Anfang des 20. Jahrhunderts, repräsentativer Putzbau mit Kastenerker und Schweifgiebel, ornamental gestalteter Stuckdekor, originale Fensterversprossung, Jugendstil | 094 14675          |                                             | Wohnhaus                              |
| Seebener Straße 14 (Karte)                                                                                      | Wohnhaus                                  | Erbaut Anfang d. 20. Jahrhunderts, schlichter dreieinhalbgeschossiger Putzbau auf bossiertem Sockel, Mansarddach, Erker und Giebel, geometrischer Stuckdekor, Jugendstil | 094 70146          |                                             | Wohnhaus                              |
| Seebener Straße 15 (Karte)                                                                                      | Wohnhaus                                  | Erbaut um 1910, stattlicher Putzbau auf Hausteinsockel, Fassade mit Kastenerker, geometrischer Stuckdekor, Dreiecksgiebel mit Mansarddach, Jugendstil | 094 70147          |                                             | Wohnhaus                              |
| Seebener Straße 176 (Karte)                                                                                     | Wohnhaus                                  | Erbaut Anfang d. 20. Jahrhunderts, repräsentativer viergeschossiger Ziegelbau mit schweifgiebelbekröntem Erker, Mansarddach, Vorhangbögen, Jugendstil | 094 14680          |                                             | Wohnhaus                              |
| Seebener Straße 177 (Karte)                                                                                     | Wohnhaus                                  | Erbaut 1889, hochrepräsentativer, villenartiger, zweigeschossiger Ziegelbau in markanter Ecklage; üppiger, neubarocker Stuckdekor aus Dreiviertelsäulen, Pilastern, Voluten, Masken, Akanthuslaub und Konsolen | 094 14681          |                                             | Weitere Bilder                        |
| Seebener Straße 186 (Karte)                                                                                     | Wohnhaus                                  | Erbaut Anfang d. 20. Jahrhunderts, dreigeschossiger Ziegelbau in Ecklage, diese betont durch polygonalem Eckerker, ornamental und vegetabil gestalteter Stuckdekor, Jugendstil | 094 14670          |                                             | Wohnhaus                              |
| Seebener Straße 190 (Karte)                                                                                     | Wohnhaus                                  | Erbaut Anfang d. 20. Jahrhunderts, stattlicher viergeschossiger Putzbau mit Segmentbogenerker und machtigem Giebel, Laubband und Maske sowie geometrisch gestalteten Stuckdekor, Jugendstil | 094 14666          |                                             | Wohnhaus                              |
| Seebener Straße 191 (Karte)                                                                                     | Depot                                     | Erbaut 1898. ehemaliges Straßenbahndepot mit zweieinhalbgeschossigem Verwaltungsbau und rückwärtiger Wagenhalle aus gelben und roten Ziegeln, heute Straßenbahnmuseum | 094 05024          |                                             | Weitere Bilder                        |
| Seebener Straße 192 (Karte)                                                                                     | Pfarrhaus                                 | Pfarrhaus der Bartholomäusgemeinde bis 1928 | 094 71049          |                                             | Pfarrhaus                             |
| Seebener Straße 197 (Karte)                                                                                     | Wohnhaus                                  | Erbaut letztes Viertel d. 19. Jh., in markanter städtebaulicher Ecklage gegenüber der Burg Giebichenstein stehender, spätklassizistischer Ziegelbau mit Risalit und Dreiecksgiebel | 094 15144          |                                             | Wohnhaus                              |
| Seebener Straße 20 (Karte)                                                                                      | Wohnhaus                                  | Erbaut Anfang d. 20. Jahrhunderts, breitgelagerter viergeschossiger Putzbau mit mansarddachbekröntem Mittelrisalit mit Erker, Portal durch Schweifgiebel und Stuckdekor hervorgehoben, Jugendstil | 094 14677          |                                             | Weitere Bilder                        |
| Seebener Straße 25 (Karte)                                                                                      | Wohnhaus                                  | Erbaut Anfang d. 20. Jh., Ziegelbau mit origineller Portalzone, Stuckdekor von hoher künstlerischer Qualität (Masken, florale Motive), Stuckdekor in Jugendstilformen | 094 14678          |                                             | Wohnhaus                              |
| Senefelderstraße 2 (Karte)                                                                                      | Wohnhaus                                  | Erbaut um 1900, repräsentativer zweigeschossiger Putzbau auf Souterrain, Erker und Giebel, Jugendstil, mit Park und Einfriedung | 094 12428          |                                             | Wohnhaus                              |
| Senefelderstraße 3 (Karte)                                                                                      | Villa                                     | Erbaut drittes Viertel d. 19. Jahrhunderts, zweigeschossiger Putzbau mit Mezzanin in spätklassizistischer Formensprache, in rechtem Winkel angebauter eingeschossiger Putzbau mit Mezzanin, Vorgarten und Einfriedung                                                                                             | 094 12427          |                                             | Villa                                 |
| Senefelderstraße 5 (Karte)                                                                                      | Villa                                     | Erbaut um 1876, ein- bis zweigeschossiger spätklassizistischer Putzbau auf hohem Hausteinsockel; mit Giebel, Pilastern, Konsolen; Vorgarten und Einfriedung | 094 12425          |                                             | Villa                                 |
| Senefelderstraße 6 (Karte)                                                                                      | Villa                                     | Erbaut um 1870, ansehnlicher zweigeschossiger Putzbau auf hohem gemauerten Sockel, Stuckdekor, polygonale Erker, spätklassizistisch, mit Garten und Einfriedung | 094 12424          |                                             | Villa                                 |
| Senefelderstraße 7, 8 (Karte)                                                                                   | Häusergruppe                              | Erbaut um 1900, straßenbildprägender dreigeschossiger Ziegelbau mit mächtigem Polygonaleckturm, daneben Treppengiebel, Rundbogenfenster, Jugendstil | 094 12430          |                                             | Häusergruppe                          |
| Steiler Berg 2 (Karte)                                                                                          | Wohnhaus                                  | Erbaut 18./Anfang 19. Jahrhundert, einfacher eingeschossiger Putzbau mit Krüppelwalmdach aus der Zeit vor der gründerzeitlichen Stadterweiterung | 094 15163          |                                             | BW                                    |
| Stephanusstraße 1 (Karte)                                                                                       | Wohnhaus                                  | Erbaut Ende d. 19. Jh., repräsentativer zweieinhalbgeschossiger Ziegelbau, Giebelhaus mit hohem Dach, gotisierendes Spitzbogenfenster über dem Portal, Neurenaissance | 094 12671          |                                             | Wohnhaus                              |
| Stephanusstraße 2 (Karte)                                                                                       | Wohnhaus                                  | Erbaut Ende d. 19. Jh., repräsentativer zweieinhalbgeschossiger Ziegelbau, Schweifgiebel, gotisierende und Neurenaissanceformen | 094 12670          |                                             | Wohnhaus                              |
| Stephanusstraße 4 (Karte)                                                                                       | Wohnhaus                                  | Erbaut 1896, repräsentativer zweieinhalbgeschossiger Putzbau, eckbetonender Polygonalerker mit Haube, am Schweifgiebel und im Bereich der Fenster vegetabil gestalteter Stuckdekor, Neurenaissance | 094 12667          |                                             | Wohnhaus                              |
| Stephanusstraße 5 (Karte)                                                                                       | Wohnhaus                                  | Erbaut 1895, repräsentativer zweieinhalbgeschossiger Ziegelbau mit Schweifgiebel, reicher Stuckdekor im Stil der Neurenaissance | 094 12666          |                                             | Wohnhaus                              |
| Stephanusstraße 6 (Karte)                                                                                       | Wohnhaus                                  | Erbaut 1895, repräsentativer zweieinhalbgeschossiger Ziegelbau mit übergiebeltem Erker, stuckierte Säulen, Stuckfelder mit vegetabiler Ornamentik, Neurenaissance | 094 12665          |                                             | Wohnhaus                              |
| Stephanusstraße 12 (Karte)                                                                                      | Wohnhaus                                  | Erbaut Anfang d. 20. Jh., straßenbildprägender zweieinhalbgeschossiger Putzbau in Ecklage, lebhaft gestaltete Fassade mit Erkern und Giebel, Jugendstil | 094 12674          |                                             | Wohnhaus                              |
| Triftstraße 1 (Karte)                                                                                           | Wohnhaus                                  | Erbaut um 1910, repräsentativer, dreigeschossiger Ziegelbau in straßenbildprägender Ecklage, Putzgliederung mit Neurenaissanceelementen | 094 97075          |                                             | Wohnhaus                              |
| Triftstraße 2 (Karte)                                                                                           | Wohnhaus                                  | Erbaut ca. 1880/90, fünfgeschossiger Ziegelbau mit reichem Fassadenstuck neubarocken Gepräges | 094 15188          |                                             | Wohnhaus                              |
| Triftstraße 3 (Karte)                                                                                           | Wohnhaus                                  | Erbaut ca. 1880/90, viereinhalbgeschossiger Ziegelbau mit reichem Fassadenstuck in neubarocken Formen | 094 15187          |                                             | Wohnhaus                              |
| Triftstraße 4 (Karte)                                                                                           | Wohnhaus                                  | Erbaut ca. 1880/90, viereinhalbgeschossiger Putzbau mit reichem barockisierenden Fassadendekor | 094 15186          |                                             | Wohnhaus                              |
| Triftstraße 7 (Karte)                                                                                           | Wohnhaus                                  | Erbaut ca. 1880/90, viergeschossiger Ziegelbau mit reich stuckiertem Fassadendekor in neubarocken Formen | 094 70049          |                                             | Wohnhaus                              |
| Triftstraße 8 (Karte)                                                                                           | Wohnhaus                                  | Erbaut ca. 1870, dreieinhalbgeschossiger Putzbau mit schlichter spätklassizistischer Fassade der frühen Gründerzeit | 094 15132          |                                             | Wohnhaus                              |
| Wittekindstraße 1 (Karte)                                                                                       | Wohnhaus                                  | Erbaut 1906, straßenbildbeherrschender viergeschossiger Putzbau in hervorragender Ecklage, runder Eckturm, Kastenerker, volutengeschmückte Zwerchgiebel, prachtvolles Jugendstilportal, Verbindung gotisierender und Jugendstilformen                                                                             | 094 70052          |                                             | Weitere Bilder                        |
| Wittekindstraße 8 (Karte)                                                                                       | Wohnhaus                                  | Erbaut um 1910, dreigeschossiger Putzbau in monumentalisierten Jugendstilformen, im Treppenhaus Bleiverglasung der Erbauungszeit | 094 14691          |                                             | Wohnhaus                              |
| Wittekindstraße 9 (Karte)                                                                                       | Wohnhaus                                  | Erbaut um 1900, viergeschossiger Ziegelbau mit elegantem Jugendstildekor in floralen Motiven | 094 14692          |                                             | Wohnhaus                              |
| Wittekindstraße 11 (Karte)                                                                                      | Wohnhaus                                  | Erbaut im späten 19. Jahrhundert, Ziegelbau mit turmartig überhöhtem Seitenrisalit, Fassadengliederung in spätklassizistischen Formen | 094 14693          |                                             | Wohnhaus                              |
| Wittekindstraße 12 bis 15 (Karte)                                                                               | Solbad Wittekind                          | Kuranlage | 094 05130          | Baudenkmal                                  | Weitere Bilder                        |
| Wittekindstraße 13, 13a, 13b, 13c                                                                               | Gesellschaftshaus                         | Gesellschaftshaus | 094 05130 001      | Teilobjekt eines Baudenkmals                |                                       |
| Wittekindstraße 12, 12a; Solbad Wittekind                                                                       | Villa                                     | Villa | 094 05130 002      | Teilobjekt eines Baudenkmals                |                                       |
| Wittekindstraße 15                                                                                              | Badehaus                                  | Badehaus | 094 05130 003      | Teilobjekt eines Baudenkmals                |                                       |
| Wittekindstraße 14, 14a                                                                                         | Pavillon                                  | Pavillon | 094 05130 004      | Teilobjekt eines Baudenkmals                |                                       |
| Wittekindstraße 14, 14a, 15, am Fuße des Reilsberg, hinter den Kuranlagen                                       | Park                                      | Park | 094 05130 005      | Teilobjekt eines Baudenkmals                |                                       |
| Wittekindstraße 14a, zwischen Kolonnade und Badehaus                                                            | Verwaltungsgebäude                        | Verwaltungsgebäude | 094 05130 006      | Teilobjekt eines Baudenkmals                |                                       |
| Wittekindstraße 16 (Karte)                                                                                      | Villa                                     | Erbaut Anfang des 20. Jahrhunderts, drei- bis viergeschossiger Putzbau in Hanglage mit reich skulptiertem Erker, Loggia und holzverschaltem Dachgeschoss | 094 14739          |                                             | Villa                                 |
| Wittekindstraße 17 (Karte)                                                                                      | Villa                                     | Erbaut Anfang des 20. Jahrhunderts, drei- bis viergeschossiger Putzbau in Hanglage mit abwechslungsreicher Dachlandschaft und Fachwerksgiebel, typisches Beispiel für landhausartigen Villenbau des frühen 20. Jahrhunderts                                                                                       | 094 14738          |                                             | Villa                                 |
| Wittekindstraße 23a (Karte)                                                                                     | Wohnhaus                                  | Erbaut in den 1920er Jahren, Beispiel für anspruchsvolle Villenarchitektur in sachlich-traditionellem Stil, Hanglage, Rundbogenfenster mit schöner Sprossengliederung | 094 07965          |                                             | Wohnhaus                              |
| Wittekindstraße 23b (Karte)                                                                                     | Wohnhaus                                  | Erbaut um 1930, gediegen gestalteter zweigeschossiger Putzbau mit steilem Satteldach und Runderker, gelungene Verbindung traditioneller und sachlich-moderner Architekturformen | 094 07299          |                                             | Wohnhaus                              |
| Wittekindstraße 24 (Karte)                                                                                      | Wohnhaus                                  | Erbaut 1871, Ziegelbau in Hanglage mit Fachwerkobergeschoss, Veranden und Giebel mit reich dekorierten hölzernen Brüstungen, als Wohn- und Logierhaus für Kurgäste des Solbades Wittekind im Schweizer Stil errichtet                                                                                             | 094 14698          |                                             | Wohnhaus                              |
| Wittekindstraße 26 (Karte)                                                                                      | Wohnhaus                                  | Erbaut im dritten Viertel d. 19. Jahrhunderts, drei- bis viergeschossiger Putzbau in Hanglage, Fachwerkobergeschoss, reich dekorierte hölzerne Veranden und Belvedere, als Wohn- und Logierhaus für Kurgäste im Schweizer Stil errichtet                                                                          | 094 14696          |                                             | Wohnhaus                              |
| Wittekindstraße 27 (Karte)                                                                                      | Wohnhaus                                  | Erbaut ca. 1860, zweigeschossiger Putzbau in Hanglage mit übergiebeltem Mittelrisalit und vornehm schlichtem, klassizistischen Fassadendekor | 094 14695          |                                             | Wohnhaus                              |
| Wittekindstraße 28 (Karte)                                                                                      | Wohnhaus                                  | Erbaut ca. 1860/70, viergeschossiger repräsentativer Ziegelbau mit flachem Mittelgiebel, sparsamem klassizistischen Fassadendekor, großer Veranda | 094 14694          |                                             | BW                                    |
| Wittekindstraße 31 (Karte)                                                                                      | Wohnhaus                                  | Erbaut 1915, dreigeschossiger Putzbau mit Kastenerker und hohen Zwerchgiebeln, straßenbildprägender Jugendstilbau monumentalen Charakters | 094 14690          |                                             | Wohnhaus                              |
| Wittekindstraße 32 (Karte)                                                                                      | Wohnhaus                                  | Erbaut drittes Viertel d. 19. Jahrhunderts, dreigeschossiger Putzbau mit Mezzanin, schlichte spätklassizistische Fassade | 094 14688          |                                             | Wohnhaus                              |
| Wittekindstraße 33 (Karte)                                                                                      | Wohnhaus                                  | Erbaut drittes Viertel d. 19. Jahrhunderts, dreigeschossiger Putzbau mit Mezzanin, klassizistische Fassadengliederung | 094 14687          |                                             | Wohnhaus                              |
| Wittekindstraße 35 (Karte)                                                                                      | Wohnhaus                                  | Erbaut Ende d. 19. Jahrhunderts, repräsentativer zweigeschossiger Ziegelbau, aufwendige Putzgliederung, Stilgemisch aus neubarocken und Neurenaissanceformen | 094 14685          |                                             | Wohnhaus                              |

### Landrain
| Lage                                                                     | Bezeichnung        | Beschreibung | Erfassungs- nummer | Ausweisungsart                              | Bild           |
| ------------------------------------------------------------------------ | ------------------ | --- | ------------------ | ------------------------------------------- | -------------- |
| Galgenberg südlicher Abhang (Karte)                                      | Aussichtsturm      | Errichtet 1893 als Hochbehälter des Wasserwerks Giebichenstein, aber von Beginn an durch die Aussichtsplattform auch als Aussichtsturm genutzt | 094 70896          |                                             | Aussichtsturm  |
| Landrain 130 bis 139 Leibnizstraße 13, 14 (Karte)                        | Siedlung           | Erbaut in den 1950er Jahren, dreigeschossige Putzbauten mit Vor- und Rücksprüngen sowie mittiger Tordurchfahrt im neoklassizistischen Stil     | 094 96913          |                                             | Weitere Bilder |
| Landrain 25 (Karte)                                                      | Gertraudenfriedhof | Friedhof | 094 04815          | Baudenkmal                                  | Weitere Bilder |
| Landrain 25, Gertraudenfriedhof, Abteilung 15                            | Grabmal            | Grabmal | 094 04815 001      | Teilobjekt eines Baudenkmals - Kleindenkmal |                |
| Landrain 25, Gertraudenfriedhof, Abteilung 15                            | Grabmal            | Grabmal | 094 04815 002      | Teilobjekt eines Baudenkmals - Kleindenkmal |                |
| Landrain 25, Gertraudenfriedhof, Abteilung 18                            | Grabstein          | Grabstein | 094 04815 003      | Teilobjekt eines Baudenkmals - Kleindenkmal |                |
| Landrain 25, Gertraudenfriedhof, Abteilung 11                            | Grabstein          | Grabstein | 094 04815 009      | Teilobjekt eines Baudenkmals - Kleindenkmal |                |
| Landrain 25, Gertraudenfriedhof, Abteilung 18                            | Grabmal            | Grabmal | 094 04815 010      | Teilobjekt eines Baudenkmals - Kleindenkmal |                |
| Landrain 25, Gertraudenfriedhof, Abteilung 11                            | Grabmal            | Grabmal | 094 04815 013      | Teilobjekt eines Baudenkmals - Kleindenkmal |                |
| Landrain 25, Gertraudenfriedhof, Abteilung 11                            | Grabmal            | Grabmal | 094 04815 014      | Teilobjekt eines Baudenkmals - Kleindenkmal |                |
| Landrain 25, Gertraudenfriedhof, Abteilung 11                            | Grabmal            | Grabmal | 094 04815 015      | Teilobjekt eines Baudenkmals - Kleindenkmal |                |
| Landrain 25, Gertraudenfriedhof, Abteilung 11                            | Grabmal            | Grabmal | 094 04815 016      | Teilobjekt eines Baudenkmals - Kleindenkmal |                |
| Landrain 25, Gertraudenfriedhof, Abteilung 11                            | Grabmal            | Grabmal | 094 04815 017      | Teilobjekt eines Baudenkmals - Kleindenkmal |                |
| Landrain 25, Gertraudenfriedhof, Abteilung 11                            | Grabmal            | Grabmal | 094 04815 018      | Teilobjekt eines Baudenkmals - Kleindenkmal |                |
| Landrain 25, Gertraudenfriedhof, Abteilung 11                            | Grabmal            | Grabmal | 094 04815 019      | Teilobjekt eines Baudenkmals - Kleindenkmal |                |
| Landrain 25, Gertraudenfriedhof, Abteilung 11                            | Grabstein          | Grabstein | 094 04815 020      | Teilobjekt eines Baudenkmals - Kleindenkmal |                |
| Landrain 25, Gertraudenfriedhof, Abteilung 11                            | Grabmal            | Grabmal | 094 04815 022      | Teilobjekt eines Baudenkmals - Kleindenkmal |                |
| Landrain 25, Gertraudenfriedhof, Abteilung 7                             | Grabmal            | Grabmal | 094 04815 023      | Teilobjekt eines Baudenkmals - Kleindenkmal |                |
| Landrain 25, Gertraudenfriedhof, Abteilung 2                             | Grabmal            | Grabmal | 094 04815 024      | Teilobjekt eines Baudenkmals - Kleindenkmal |                |
| Landrain 25, Gertraudenfriedhof, Abteilung 22                            | Grabstein          | Grabstein | 094 04815 025      | Teilobjekt eines Baudenkmals - Kleindenkmal |                |
| Landrain 25, Gertraudenfriedhof, Abteilung 9                             | Grabmal            | Grabmal | 094 04815 028      | Teilobjekt eines Baudenkmals - Kleindenkmal |                |
| Landrain 25, Gertraudenfriedhof, Abteilung 7                             | Grabmal            | Grabmal | 094 04815 029      | Teilobjekt eines Baudenkmals - Kleindenkmal |                |
| Landrain 25, Gertraudenfriedhof, Abteilung 7                             | Grabstein          | Grabstein | 094 04815 030      | Teilobjekt eines Baudenkmals - Kleindenkmal |                |
| Landrain 25, Gertraudenfriedhof, Abteilung 7                             | Grabstein          | Grabstein | 094 04815 030      | Teilobjekt eines Baudenkmals - Kleindenkmal |                |
| Landrain 25, Gertraudenfriedhof, Abteilung 8a                            | Grabstein          | Grabstein | 094 04815 031      | Teilobjekt eines Baudenkmals - Kleindenkmal |                |
| Landrain 25, Gertraudenfriedhof, Abteilung 8                             | Grabmal            | Grabmal | 094 04815 032      | Teilobjekt eines Baudenkmals - Kleindenkmal |                |
| Landrain 25, Gertraudenfriedhof, Abteilung 7                             | Grabstein          | Grabstein | 094 04815 034      | Teilobjekt eines Baudenkmals - Kleindenkmal |                |
| Landrain 25, Gertraudenfriedhof, Abteilung 7                             | Grabmal            | Grabmal | 094 04815 035      | Teilobjekt eines Baudenkmals - Kleindenkmal |                |
| Landrain 25, Gertraudenfriedhof, Abteilung 6a                            | Grabmal            | Grabmal | 094 04815 036      | Teilobjekt eines Baudenkmals - Kleindenkmal |                |
| Landrain 25, Gertraudenfriedhof, Abteilung 6a                            | Grabstein          | Grabstein | 094 04815 037      | Teilobjekt eines Baudenkmals - Kleindenkmal |                |
| Landrain 25, Gertraudenfriedhof, Abteilung 3                             | Grabmal            | Grabmal | 094 04815 039      | Teilobjekt eines Baudenkmals - Kleindenkmal |                |
| Landrain 25, Gertraudenfriedhof, Abteilung 2                             | Grabstein          | Grabstein | 094 04815 040      | Teilobjekt eines Baudenkmals - Kleindenkmal |                |
| Landrain 25, Gertraudenfriedhof, Abteilung 7                             | Grabmal            | Grabmal | 094 04815 041      | Teilobjekt eines Baudenkmals - Kleindenkmal |                |
| Landrain 25, Gertraudenfriedhof, Abteilung 13                            | Grabmal            | Grabmal | 094 04815 045      | Teilobjekt eines Baudenkmals - Kleindenkmal |                |
| Landrain 25, Gertraudenfriedhof, Abteilung 8a                            | Grabmal            | Grabmal | 094 04815 047      | Teilobjekt eines Baudenkmals - Kleindenkmal |                |
| Landrain 25, Gertraudenfriedhof, Abteilung 12                            | Gedenkstätte       | Gedenkstätte | 094 04815 052      | Teilobjekt eines Baudenkmals - Kleindenkmal |                |
| Landrain 25, Gertraudenfriedhof, Abteilung 12                            | Gedenktafel        | Gedenktafel | 094 04815 053      | Teilobjekt eines Baudenkmals - Kleindenkmal |                |
| Landrain 25, Gertraudenfriedhof, Abteilung 12 (Karte)                    | Kriegerdenkmal     | Kriegerdenkmal zum Gedenken an die Völkerschlacht bei Leipzig, errichtet 1814, Neuschaffung 1833, Umsetzung auf den Friedhof 1942              | 094 04815 054      | Teilobjekt eines Baudenkmals - Kleindenkmal | Weitere Bilder |
| Landrain 25, Gertraudenfriedhof, Abteilung 11                            | Gedenkstätte       | Gedenkstätte | 094 04815 055      | Teilobjekt eines Baudenkmals - Kleindenkmal |                |
| Landrain 25, Gertraudenfriedhof, Abteilung 12a                           | Gedenkstätte       | Gedenkstätte | 094 04815 056      | Teilobjekt eines Baudenkmals - Kleindenkmal |                |
| Landrain 25, Gertraudenfriedhof, Abteilung 15                            | Grabmal            | Grabmal | 094 04815 057      | Teilobjekt eines Baudenkmals - Kleindenkmal |                |
| Landrain 25, Gertraudenfriedhof, Abteilung 15a                           | Grabstein          | Grabstein | 094 04815 058      | Teilobjekt eines Baudenkmals - Kleindenkmal |                |
| Landrain 25, Gertraudenfriedhof, Abteilung 4                             | Gedenkstätte       | Gedenkstätte | 094 04815 059      | Teilobjekt eines Baudenkmals - Baudenkmal   |                |
| Landrain 25, Gertraudenfriedhof, Abteilung 19                            | Gedenkstätte       | Gedenkstätte | 094 04815 060      | Teilobjekt eines Baudenkmals - Kleindenkmal |                |
| Landrain 25, Gertraudenfriedhof, Abteilung 18                            | Grabmal            | Grabmal | 094 04815 062      | Teilobjekt eines Baudenkmals - Kleindenkmal |                |
| Landrain 25, Gertraudenfriedhof, Abteilung 18                            | Grabmal            | Grabmal | 094 04815 063      | Teilobjekt eines Baudenkmals - Kleindenkmal |                |
| Landrain 25, Gertraudenfriedhof, Abteilung 11                            | Grabmal            | Grabmal | 094 04815 064      | Teilobjekt eines Baudenkmals - Kleindenkmal |                |
| Landrain 25, Gertraudenfriedhof, Abteilung 16                            | Grabmal            | Grabmal | 094 04815 065      | Teilobjekt eines Baudenkmals - Kleindenkmal |                |
| Landrain 25, Gertraudenfriedhof, Abteilung 6a                            | Grabmal            | Grabmal | 094 04815 066      | Teilobjekt eines Baudenkmals - Kleindenkmal |                |
| Landrain 25, Gertraudenfriedhof, Abteilung 7                             | Grabstein          | Grabstein | 094 04815 067      | Teilobjekt eines Baudenkmals - Kleindenkmal |                |
| Landrain 25, Gertraudenfriedhof, Abteilung 7                             | Grabmal            | Grabmal | 094 04815 068      | Teilobjekt eines Baudenkmals - Kleindenkmal |                |
| Landrain 25, Gertraudenfriedhof, Abteilung 4                             | Grabmal            | Grabmal | 094 04815 069      | Teilobjekt eines Baudenkmals - Kleindenkmal |                |
| Landrain 25, Gertraudenfriedhof, Abteilung 4                             | Grabmal            | Grabmal | 094 04815 070      | Teilobjekt eines Baudenkmals - Kleindenkmal |                |
| Landrain 25, Gertraudenfriedhof, Abteilung 3                             | Grabstein          | Grabstein | 094 04815 071      | Teilobjekt eines Baudenkmals - Kleindenkmal |                |
| Landrain 25, Gertraudenfriedhof, Abteilung 3                             | Grabmal            | Grabmal | 094 04815 072      | Teilobjekt eines Baudenkmals - Kleindenkmal |                |
| Landrain 25, Gertraudenfriedhof, Abteilung 3                             | Grabmal            | Grabmal | 094 04815 073      | Teilobjekt eines Baudenkmals - Kleindenkmal |                |
| Landrain 25, Gertraudenfriedhof, Abteilung 1                             | Grabstein          | Grabstein | 094 04815 076      | Teilobjekt eines Baudenkmals - Kleindenkmal |                |
| Landrain 25, Gertraudenfriedhof, Abteilung 13                            | Grabmal            | Grabmal | 094 04815 077      | Teilobjekt eines Baudenkmals - Kleindenkmal |                |
| Landrain 25, Gertraudenfriedhof, auf der Wiese südlich des großen Teichs | Grabstein          | Grabstein | 094 04815 078      | Teilobjekt eines Baudenkmals - Kleindenkmal |                |
| Landrain 25, Gertraudenfriedhof, Wiese südlich des großen Teichs         | Grabstein          | Grabstein | 094 04815 079      | Teilobjekt eines Baudenkmals - Kleindenkmal |                |
| Landrain 25, Gertraudenfriedhof, Wiese südlich des großen Teichs         | Grabstein          | Grabstein | 094 04815 080      | Teilobjekt eines Baudenkmals - Kleindenkmal |                |
| Landrain 25, Gertraudenfriedhof, Wiese südlich des großen Teichs         | Grabstein          | Grabstein | 094 04815 081      | Teilobjekt eines Baudenkmals - Kleindenkmal |                |
| Landrain 25, Gertraudenfriedhof, Abteilung 25                            | Gedenkstätte       | Gedenkstätte | 094 04815 082      | Teilobjekt eines Baudenkmals - Kleindenkmal |                |
| Landrain 25, Gertraudenfriedhof, zwischen den Abteilungen 25 und 27      | Gedenkstätte       | Gedenkstätte | 094 04815 083      | Teilobjekt eines Baudenkmals - Kleindenkmal |                |
| Landrain 25, Gertraudenfriedhof, zwischen den Abteilungen 25 und 27      | Gedenkstätte       | Gedenkstätte | 094 04815 084      | Teilobjekt eines Baudenkmals - Baudenkmal   |                |
| Landrain 25, Gertraudenfriedhof, Abteilung 9                             | Kolumbarium        | Kolumbarium | 094 04815 085      | Teilobjekt eines Baudenkmals - Baudenkmal   |                |
| Landrain 25, Gertraudenfriedhof, Abteilung 9                             | Skulptur           | Skulptur | 094 04815 086      | Teilobjekt eines Baudenkmals - Baudenkmal   |                |
| Landrain 25, Gertraudenfriedhof, zwischen den Abteilung 16 und 17a       | Brunnen            | Brunnen | 094 04815 087      | Teilobjekt eines Baudenkmals - Kleindenkmal |                |
| Landrain 25, Gertraudenfriedhof, Abteilung 18                            | Brunnen            | Brunnen | 094 04815 088      | Teilobjekt eines Baudenkmals - Kleindenkmal |                |
| Landrain 25, Gertraudenfriedhof, zwischen den Abteilungen 12 und 12a     | Brunnen            | Brunnen | 094 04815 089      | Teilobjekt eines Baudenkmals - Kleindenkmal |                |
| Landrain 25, Gertraudenfriedhof, zwischen den Abteilungen 16 und 17      | Brunnen            | Brunnen | 094 04815 090      | Teilobjekt eines Baudenkmals - Kleindenkmal |                |
| Landrain 25, Gertraudenfriedhof, Abteilung 7                             | Brunnen            | Brunnen | 094 04815 091      | Teilobjekt eines Baudenkmals - Kleindenkmal |                |
| Landrain 25, Gertraudenfriedhof, zwischen den Abteilungen 19, 20 und 38  | Brunnen            | Brunnen | 094 04815 092      | Teilobjekt eines Baudenkmals - Kleindenkmal |                |
| Landrain 25, Gertraudenfriedhof, Abteilung 3                             | Relief             | Relief | 094 04815 093      | Teilobjekt eines Baudenkmals - Kleindenkmal |                |
| Landrain 25, Gertraudenfriedhof, zwischen den Abteilungen 6 und 7        | Brunnen            | Brunnen | 094 04815 094      | Teilobjekt eines Baudenkmals - Kleindenkmal |                |
| Landrain 25, Gertraudenfriedhof, Abteilung 27                            | Brunnen            | Brunnen | 094 04815 095      | Teilobjekt eines Baudenkmals - Kleindenkmal |                |
| Landrain 25, Gertraudenfriedhof, zwischen den Abteilung 27 und 28        | Brunnen            | Brunnen | 094 04815 096      | Teilobjekt eines Baudenkmals - Kleindenkmal |                |
| Landrain 25, Gertraudenfriedhof, Abteilung 5b                            | Brunnen            | Brunnen | 094 04815 097      | Teilobjekt eines Baudenkmals - Kleindenkmal |                |
| Landrain 25, Gertraudenfriedhof, zwischen den Abteilungen 7 und 8        | Brunnen            | Brunnen | 094 04815 098      | Teilobjekt eines Baudenkmals - Kleindenkmal |                |
| Landrain 25, Gertraudenfriedhof, zwischen den Abteilungen 2 und 3        | Brunnen            | Brunnen | 094 04815 099      | Teilobjekt eines Baudenkmals - Kleindenkmal |                |
| Landrain 25, Gertraudenfriedhof, Abteilung 9                             | Brunnen            | Brunnen | 094 04815 100      | Teilobjekt eines Baudenkmals - Kleindenkmal |                |
| Landrain 25, Gertraudenfriedhof, Abteilung 13                            | Brunnen            | Brunnen | 094 04815 101      | Teilobjekt eines Baudenkmals - Kleindenkmal |                |
| Landrain 25, Gertraudenfriedhof, Abteilung 11                            | Brunnen            | Brunnen | 094 04815 102      | Teilobjekt eines Baudenkmals - Kleindenkmal |                |
| Landrain 25, Gertraudenfriedhof, Abteilung 24                            | Brunnen            | Brunnen | 094 04815 104      | Teilobjekt eines Baudenkmals - Baudenkmal   |                |
| Landrain 25, Gertraudenfriedhof, zwischen den Abteilungen 13 und 14      | Brunnen            | Brunnen | 094 04815 106      | Teilobjekt eines Baudenkmals - Kleindenkmal |                |
| Landrain 25, Gertraudenfriedhof, Abteilung 7                             | Brunnen            | Brunnen | 094 04815 107      | Teilobjekt eines Baudenkmals - Kleindenkmal |                |
| Landrain 25, Gertraudenfriedhof, zwischen den Abteilungen 23 und 24      | Brunnen            | Brunnen | 094 04815 108      | Teilobjekt eines Baudenkmals - Kleindenkmal |                |
| Landrain 25, Gertraudenfriedhof, zwischen den Abteilungen 4 und 5        | Brunnen            | Brunnen | 094 04815 109      | Teilobjekt eines Baudenkmals - Kleindenkmal |                |

### Mötzlich
| Lage                           | Bezeichnung | Beschreibung | Erfassungs- nummer | Ausweisungsart | Bild           |
| ------------------------------ | ----------- | --- | ------------------ | -------------- | -------------- |
| Osramstraße 3 (Karte)          | Wohnhaus    | | 094 11487          |                | BW             |
| Willi-Dolgner-Straße 1 (Karte) | Kirche      | Kirche St. Pankratius, 1897/1898 neoromanisch umgebaut | 094 04883          |                | Weitere Bilder |
| Willi-Dolgner-Straße 5 (Karte) | Bauernhof   | Erbaut 2. Hälfte d. 18. Jh., zweigeschossiger, traufständiger Putzbau mit Krüppelwalmdach in schlichten barocken Formen, mit Nebengebäuden                                 | 094 97102          |                | BW             |
| Willi-Dolgner-Straße 7 (Karte) | Pfarrhaus   | Erbaut 2. Hälfte d. 19. Jh., zweigeschossiger Putzbau mit Krüppelwalmdach, aufwendige Portalsituation, im Hof Taubenturm aus rotem Porphyr                                 | 094 11479          |                | Pfarrhaus      |
| Zöberitzer Straße (Karte)      | Friedhof    | Neue Friedhofsanlage, erbaut Ende d. 19. Jh., bestehend aus Kapelle und Friedhofsportal mit Einfriedung in romanisierender Formensprache, schöne Grabdenkmäler des 19. Jh. | 094 97105          |                | Weitere Bilder |

### Seeben
| Lage                    | Bezeichnung | Beschreibung | Erfassungs- nummer | Ausweisungsart | Bild           |
| ----------------------- | ----------- | --- | ------------------ | -------------- | -------------- |
| Gut Seeben 1 (Karte)    | Gutshof     | Gut Seeben, im 17. bis 19. Jahrhundert erbauter Gebäudekomplex bestehend aus Villa, Ställen, Scheunen, Wohn- und Wirtschaftsgebäuden, um 1300 erstmals urkundlich erwähnt | 094 11513          |                | Weitere Bilder |
| Howorkastraße 2 (Karte) | Kirche      | St. Laurentius | 094 11515          |                | Kirche         |
| Kabelstraße 6g (Karte)  | Wohnhaus    | Erbaut Mitte bis Ende des 19. Jh. als Teil einer Arbeitersiedlung; schlichtes eingeschossiges Reihenhaus mit Satteldach, Dach mit Fledermausgaupen                        | 094 11505          |                | Wohnhaus       |

### Trotha
| Lage                                     | Bezeichnung            | Beschreibung | Erfassungs- nummer | Ausweisungsart | Bild                   |
| ---------------------------------------- | ---------------------- | --- | ------------------ | -------------- | ---------------------- |
| Koordinaten fehlen! Hilf mit.            | Gutshaus               | | 094 05078          |                |                        |
| Brachwitzer Straße (Karte)               | Wartehalle             | Wartehalle, am 10. November 2016 als Denkmal ausgewiesen | 094 56711          | Baudenkmal     | Wartehalle             |
| Brachwitzer Straße 21 (Karte)            | Kraftwerk              | Verwaltungsgebäude, erbaut 1924/1926 im Stil des Neuen Bauens, Architekt: Wilhelm Jost | 094 96735          |                | Kraftwerk              |
| Brachwitzer Straße 27–38 (Karte)         | Hafen                  | Hafen Trotha | 094 66106          |                | Weitere Bilder         |
| Forstwerder (Karte)                      | Brücke                 | Forstwerderbrücke | 094 05081          |                | Weitere Bilder         |
| Geschwister-Scholl-Straße 15, 16 (Karte) | Wohnhaus               | Erbaut 1920er Jahre, repräsentatives Doppelhaus mit Mansarddach, großen Zwerchhäusern und helmbekrönten Rundtürmchen an den Ecken, qualitätvolles Beispiel des Heimatstils                                                                                      | 094 96822          |                | Wohnhaus               |
| Geschwister-Scholl-Straße 39 (Karte)     | Villa                  | | 094 71111          |                | Villa                  |
| Geschwister-Scholl-Straße 40 (Karte)     | Wohnhaus               | Erbaut um 1910, zweieinhalbgeschossiger Putzbau mit mächtigem Schweifgiebel, Pilastern und figuralen Reliefs, in Werkstein gearbeiteter Polygonalerker, Jugendstil                                                                                              | 094 96823          |                | Wohnhaus               |
| Geschwister-Scholl-Straße 41 (Karte)     | Villa                  | | 094 56690          |                | Villa                  |
| Geschwister-Scholl-Straße 48 (Karte)     | Wohnhaus               | | 094 96824          |                | BW                     |
| Hans-Dittmar-Straße 4 (Karte)            | Bahnhof                | Bahnhof Halle-Trotha | 094 96854          |                | Weitere Bilder         |
| Hansastraße 7 (Karte)                    | Landarbeiterhaus       | | 094 70977          |                | Weitere Bilder         |
| Jupiterstraße 17 (Karte)                 | Kindergarten           | Kindergarten | 094 18780          |                | Kindergarten           |
| Klausberge (Karte)                       | Bank                   | Eichendorffbank, zu Ehren Joseph von Eichendorffs 1879 vom „Hallischen Verschönerungsverein“ errichtet, in heutiger Form seit 1899, steinerne Bank mit einem mittig stehenden Obelisken, in den die ersten Zeilen seines Gedichts „Bei Halle“ eingemeißelt sind | 094 96891          |                | Weitere Bilder         |
| Magdeburger Chaussee 65 (Karte)          | Wasserwerk             | Wasserpumpwerk II | 094 12045          |                | Wasserwerk             |
| Marsstraße 3 (Karte)                     | Wohnhaus               | | 094 56679          |                | Wohnhaus               |
| Morlstraße 1 (Karte)                     | Wohnhaus               | | 094 05538          |                | BW                     |
| Morlstraße 2 (Karte)                     | Schule                 | | 094 14135          |                | Schule                 |
| Oppiner Straße 18 a (Karte)              | Villa                  | Erbaut 1908, Jugendstil | 094 56686          |                | Villa                  |
| Pfarrstraße 1a (Karte)                   | Kirche                 | St. Briccius | 094 05079          |                | Weitere Bilder         |
| Pfarrstraße 4a, 4b (Karte)               | Herrenhaus             | Auf den Grundmauern eines spätmittelalterlichen Adelssitzes im Jahr 1685 von Friedrich Madeweis errichtetes Herrenhaus, stattlicher zweigeschossiger Putzbau mit neun Fensterachsen und Walmdach, barockes Sprenggiebelportal                                   | 094 11606          |                | Herrenhaus             |
| Saalestraße 5 (Karte)                    | Bauernhof              | Um einen Hof gruppierte ein- bis zweigeschossige Fachwerkbauten mit ausgemauerten Gefachen, erbaut zweite Hälfte d. 18. Jahrhunderts, Anbauten erste Hälfte d. 19. Jahrhunderts                                                                                 | 094 97034          |                | Bauernhof              |
| Saalwerderstraße 2 (Karte)               | Wohnhaus               | Erbaut 1902, zwei- bis dreigeschossiger Putzbau mit seitlichen Treppengiebeln und Fachwerkgiebel, Eingangs- und Fensterbereich mit qualitätvollem vegetabilen Putzdekor in Jugendstilformen                                                                     | 094 14114          |                | Wohnhaus               |
| Schleusenstraße 11 (Karte)               | Schleuse               | Schleuse Halle-Trotha | 094 56579          |                | Weitere Bilder         |
| Seebener Straße 79 (Karte)               | Wandbild               | Wandbild 2020 als Denkmal eingetragen | 107 30007          | Baudenkmal     | BW                     |
| Tiergartenstraße 1 (Karte)               | Wohnhaus               | Erbaut Ende d. 19. Jahrhunderts, ein- bis zweigeschossige Villa in Ziegelbauweise mit Seitenrisalit, Krüppelwalmdach und großer hölzerner Veranda, Heimatstil                                                                                                   | 094 70046          |                | Wohnhaus               |
| Tiergartenstraße 2, 3 (Karte)            | Häusergruppe           | Erbaut Ende d. 19. Jahrhunderts, Ziegelbauten mit Seitenrisaliten und markantem Rundturm bzw. Erker an den Ecken, Obergeschosse in reichem Fachwerk, Aufnahme traditioneller und folkloristischer Stilelemente                                                  | 094 70047          |                | Häusergruppe           |
| Tiergartenstraße 4 (Karte)               | Wohnhaus               | Erbaut 1908, zweieinhalbgeschossiger Putzbau mit helmbekröntem Eckerker und Fachwerkgiebel, bleiverglaste Fenster, Inneneinrichtung ebenfalls in typischen Jugendstilformen                                                                                     | 094 97072          |                | Wohnhaus               |
| Trothaer Straße 16a (Karte)              | Denkmal                | Kriegerdenkmal Trotha | 094 97076          |                | Weitere Bilder         |
| Trothaer Straße 16a (Karte)              | Transformatorenstation | Erbaut ca. 1925, flachgedeckter Klinkerbau mit halbrund vortretendem Erker als Kiosk und Tankstelle, Klinkerornamentik expressionistischen Gepräges, Architekt Wilhelm Jost                                                                                     | 094 97077          |                | Transformatorenstation |
| Trothaer Straße 63 (Karte)               | Villa                  | Erbaut Ende d. 19. Jahrhunderts, repräsentativer eineinhalbgeschossiger Ziegelbau mit Mansarddach, Polygonalerker mit Säulenvorlage, aufwendiger Stuckdekor in Neurenaissanceformen                                                                             | 094 97079          |                | Villa                  |
| Trothaer Straße 65 (Karte)               | Villa                  | Erbaut drittes Viertel d. 19. Jahrhunderts, repräsentativer Putzbau mit Walmdach und Mezzanin, feiner Stuckdekor aus Medaillons, Pilastern, Dreiecksgiebeln und Gesimsen, spätklassizistisch                                                                    | 094 97080          |                | Villa                  |

## Kleindenkmale nach Ortsteilen

### Frohe Zukunft
| Lage                                             | Bezeichnung | Beschreibung | Erfassungs- nummer | Ausweisungsart | Bild |
| ------------------------------------------------ | ----------- | ------------ | ------------------ | -------------- | ---- |
| Helmut-Just-Straße, Wilhelm-Busch-Straße (Karte) | Gedenkstein |              | 094 96754          |                | BW   |

### Giebichenstein
| Lage                                                           | Bezeichnung | Beschreibung | Erfassungs- nummer | Ausweisungsart | Bild           |
| -------------------------------------------------------------- | ----------- | --- | ------------------ | -------------- | -------------- |
| Burgstraße 43 (Karte)                                          | Gedenktafel | Gedenktafel für Hans Litten an seinem Geburtshaus                                                                                           | 094 96787          |                | Gedenktafel    |
| Burgstraße 45b (Karte)                                         | Brunnen     | Bethcke-Lehmann-Brunnen, errichtet 1914, Jugendstil, Architekten: Georg und Ulrich Roediger, Bildhauerin: Elisabeth Roediger-Wächtler       | 094 96743          |                | Weitere Bilder |
| Mozartstraße, Reilstraße Reilstraße, Ecke Mozartstraße (Karte) | Denkmal     | Bronzebüste auf Steinsockel zum Gedenken an Johann Christian Reil, Original von 1913 wurde 1942 eingeschmolzen, Nachguss 1947 von Max Lange | 094 97015          |                | Weitere Bilder |

### Landrain
| Lage                       | Bezeichnung | Beschreibung                         | Erfassungs- nummer | Ausweisungsart | Bild        |
| -------------------------- | ----------- | ------------------------------------ | ------------------ | -------------- | ----------- |
| Galgenbergschlucht (Karte) | Gedenktafel | Gedenktafel für die Märzkämpfer 1920 | 094 96813          |                | Gedenktafel |

### Seeben
| Lage                 | Bezeichnung | Beschreibung                             | Erfassungs- nummer | Ausweisungsart | Bild           |
| -------------------- | ----------- | ---------------------------------------- | ------------------ | -------------- | -------------- |
| Tornauer Weg (Karte) | Denkmal     | Menhir von Seeben, sogen. Franzosenstein | 094 97073          |                | Weitere Bilder |

### Trotha
| Lage                         | Bezeichnung | Beschreibung                                    | Erfassungs- nummer | Ausweisungsart | Bild        |
| ---------------------------- | ----------- | ----------------------------------------------- | ------------------ | -------------- | ----------- |
| Saaleufer Klausberge (Karte) | Gedenktafel | Bronzetafel für Turnvater Friedrich Ludwig Jahn | 094 97035          |                | Gedenktafel |

## Ehemalige Kulturdenkmale nach Stadtteilen
Die nachfolgenden Objekte waren ursprünglich ebenfalls denkmalgeschützt oder wurden in der Literatur als Kulturdenkmale geführt. Die Denkmale bestehen heute jedoch nicht mehr, ihre Unterschutzstellung wurde aufgehoben oder sie werden nicht mehr als Denkmale betrachtet.

### Giebichenstein
| Lage                                                             | Bezeichnung | Beschreibung | Erfassungs- nummer | Ausweisungsart               | Bild     |
| ---------------------------------------------------------------- | ----------- | --- | ------------------ | ---------------------------- | -------- |
| Carl-Robert-Straße 37 (Karte)                                    | Wohnhaus    | Wohnhaus, bei Bauarbeiten im Zuge von Instandsetzungsmaßnahmen ohne Benachrichtigung der Denkmalschutzbehörde erfolgten Veränderungen, die zum Verlust der Denkmaleigenschaft führten. 2016 wurde das Wohnhaus aus dem Denkmalverzeichnis ausgetragen. Das Gebäude ist jedoch weiterhin Bestandteil eines Denkmalbereichs.                        | 094 13111          |                              | BW       |
| Eichendorffstraße 25 (Karte)                                     | Wohnhaus    | Wohnhaus, bei Bauarbeiten im Zuge von Instandsetzungsmaßnahmen ohne Benachrichtigung der Denkmalschutzbehörde erfolgten Veränderungen, die zum Verlust der Denkmaleigenschaft führten. 2015 wurde das Wohnhaus aus dem Denkmalverzeichnis ausgetragen. Das Gebäude ist jedoch weiterhin Bestandteil eines Denkmalbereichs.                        | 094 14943          |                              | BW       |
| Eichendorffstraße 31 (Karte)                                     | Wohnhaus    | Erbaut Ende des 19. Jahrhunderts, repräsentativer, dreigeschossiger spätklassizistischer Putzbau mit Mittelrisalit und giebelbekrönter Dachgaupe, Dreiecksgiebel und Pilaster im Fensterbereich, im Jahr 2018 wurde die Denkmaleigenschaft wegen Verfalls, Abbruchs aus bauordnungsrechtlichen Gründen oder ungenehmigter Veränderungen aberkannt | 094 14996          |                              | Wohnhaus |
| Fasanenstraße 8, Zoologischer Garten, Randlage an der Reilstraße | Villa       | Villa, zumindest seit 2020 als ehemaliges Kulturdenkmal geführt | 094 12781 002      | Teilobjekt eines Baudenkmals |          |
| Große Brunnenstraße 51a (Karte)                                  | Wohnhaus    | Wohnhaus, bei Bauarbeiten im Zuge von Instandsetzungsmaßnahmen ohne Benachrichtigung der Denkmalschutzbehörde erfolgten Veränderungen, die zum Verlust der Denkmaleigenschaft führten. 2015 wurde das Wohnhaus aus dem Denkmalverzeichnis ausgetragen. Das Gebäude ist jedoch weiterhin Bestandteil eines Denkmalbereichs.                        | 094 14045          |                              | BW       |

## Legende
In den Spalten befinden sich folgende Informationen:
- Lage: Nennt den Straßennamen und wenn vorhanden die Hausnummer des Kulturdenkmals. Die Grundsortierung der Liste erfolgt nach dieser Adresse. Der Link „Karte“ führt zu verschiedenen Kartendarstellungen und nennt die geographischen Koordinaten.
Link zu einem Kartenansichtstool, um Koordinaten zu setzen. In der Kartenansicht sind Baudenkmale ohne Koordinaten mit einem roten bzw. orangen Marker dargestellt und können in der Karte gesetzt werden. Baudenkmale ohne Bild sind mit einem blauen bzw. roten Marker gekennzeichnet, Baudenkmale mit Bild mit einem grünen bzw. orangen Marker.
- Offizielle Bezeichnung: Nennt den Namen, die Bezeichnung oder zumindest die Art des Kulturdenkmals und verlinkt, soweit vorhanden, auf den Artikel zum Objekt.
- Beschreibung: Nennt bauliche und geschichtliche Einzelheiten des Kulturdenkmals, vorzugsweise die Denkmaleigenschaften.
- Erfassungsnummer: Für jedes Kulturdenkmal wird in Sachsen-Anhalt eine 20stellige Erfassungsnummer vergeben. Die letzten zwölf Ziffern werden für die Untergliederung nach Teilobjekten genutzt und werden nur angegeben, soweit vergeben. In dieser Spalte kann sich folgendes Icon  befinden, dies führt zu Angaben zu diesem Baudenkmal bei Wikidata.
- Ausweisungsart: Die Einordnung des Denkmales nach § 2 Abs. 2 DenkmSchG LSA
- Bild: Ein Bild des Denkmales, und gegebenenfalls einen Link zu weiteren Fotos des Kulturdenkmals im Medienarchiv Wikimedia Commons. Wenn man auf das Kamerasymbol klickt, können Fotos zu Kulturdenkmalen aus dieser Liste hochgeladen werden: